# Wilhelm I. (Deutsches Reich)

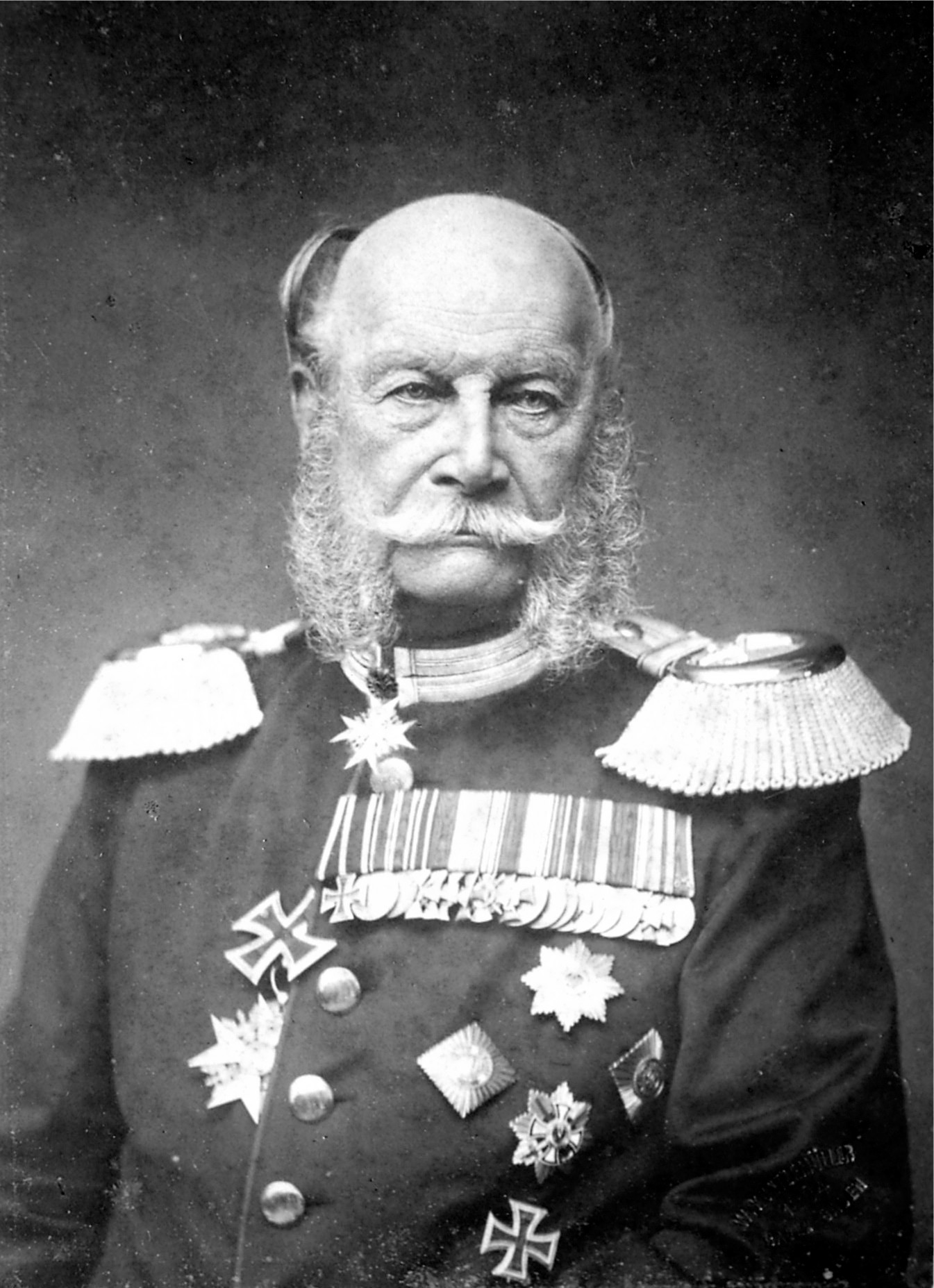
Wilhelm I. in Uniform mit Orden, Porträtfoto von Wilhelm Kuntzemüller (1884)

Wilhelm I., mit vollem Namen Wilhelm Friedrich Ludwig von Preußen (* 22. März 1797 in Berlin; † 9. März 1888 ebenda), aus dem Haus Hohenzollern war von 1861 bis zu seinem Tod König von Preußen und seit der Reichsgründung 1871 erster Deutscher Kaiser. Als zweitgeborener Sohn Friedrich Wilhelms III. wurde er zunächst nicht auf die Aufgaben eines Monarchen vorbereitet, sondern schlug eine militärische Laufbahn ein. Infolge des Dekabristenaufstandes 1825 in Russland und der Julirevolution von 1830 in Frankreich entwickelte Wilhelm eine ausgeprägte Revolutionsfurcht. Da sein älterer Bruder König Friedrich Wilhelm IV. kinderlos blieb, avancierte Wilhelm zum Thronfolger. Die Öffentlichkeit nahm ihn als Symbolfigur der antiliberalen Militärpartei am preußischen Hof wahr. Wilhelms Haltung während der Märzrevolution 1848 ist in der Forschung umstritten. Der Prinz wird von Historikern aber meist als Befürworter eines gewaltsamen Vorgehens gegen die Demonstranten angesehen. 1849 ließ er als Oberbefehlshaber die Revolutionen in der Pfalz und in Baden blutig niederschlagen. Den deutschen Nationalismus betrachtete er zunehmend als ein mögliches politisches Instrument für Preußens Krone.
1858 übernahm Wilhelm für seinen erkrankten Bruder die Regentschaft. In der politischen Öffentlichkeit förderte der Thronwechsel Hoffnungen auf eine Neue Ära. Da der Prinzregent, ab 1861 König von Preußen, jedoch auf eine konservative Heeresreform hinarbeitete, eskalierte kurz darauf ein Streit mit dem Abgeordnetenhaus zu einem Verfassungskonflikt. Im Kampf gegen das Parlament berief Wilhelm 1862 Otto von Bismarck zum Ministerpräsidenten. Mit dessen Unterstützung wurde der Verfassungskonflikt 1866 beigelegt. Durch die drei Einigungskriege 1864–1871 erreichte Preußen eine gewaltige Machtsteigerung. Nach der Reichsgründung wurde Wilhelm am 18. Januar 1871 im Schloss Versailles bei Paris zum Deutschen Kaiser proklamiert. In der Innenpolitik setzte Wilhelm auf eine konservative Linie, um einer weiteren Parlamentarisierung des Deutschen Reiches entgegenzuwirken. Er unterstützte Bismarcks Maßnahmen gegen die Sozialdemokratie. Außenpolitisch betrieb er bis Anfang der 1880er Jahre vor allem eine Annäherung an das Zarenreich, anschließend befürwortete er einen territorialen Status quo zwischen Österreich-Ungarn und Russland auf dem Balkan. Inwieweit der Kaiser von Bismarck dominiert war oder doch eigenständig agierte, ist in der Forschung umstritten. Die Öffentlichkeit im Deutschen Kaiserreich nahm Wilhelm zunehmend als eine nationale Identifikationsfigur wahr. Hierzu trugen insbesondere öffentlichkeitswirksame Inszenierungen durch Massenmedien, Memoiren, fotografische Vervielfältigungen, Paraden, Einzüge und Denkmäler bei.

## Leben

### Kindheit und Erfahrung der napoleonischen Kriege (1797–1815)
Wilhelm war der zweitgeborene Sohn des Kronprinzenpaares Friedrich Wilhelm und Luise von Preußen. Deshalb stand sein älterer Bruder, der spätere König Friedrich Wilhelm IV., vor ihm in der Thronfolge. Entsprechend widmete ihr gemeinsamer Hauslehrer Johann Friedrich Gottlieb Delbrück seine Erziehung und Lehre hauptsächlich Friedrich Wilhelm. Von seinem vierten bis zwölften Lebensjahr stand Wilhelm unter Delbrücks Obhut, der zuvor als Rektor am Magdeburger Pädagogium tätig gewesen war. Als Verfechter des Philanthropismus, eines aufklärerischen Erziehungskonzeptes, gestand Delbrück den Kindern Freiheiten wie Spielen und Tanzen zu. Wilhelm verbrachte an der Seite seines Bruders eine glückliche Kindheit. Obwohl das Hofprotokoll nur einen zeitlich begrenzten Kontakt zu den Eltern vorsah, stand Wilhelm vor allem zu seiner Mutter Luise in einem engen Verhältnis.
Sein Vater, seit November 1797 als Friedrich Wilhelm III. König von Preußen, sah für ihn eine militärische Laufbahn vor. Er entwickelte sich, wie Wolfram Siemann meint, „durch und durch [zu einem] Soldaten“. Das Militärische blieb für ihn zeit seines Lebens von großer Bedeutung. Auf Wilhelm wirkte sich auch die Niederlage Preußens im Vierten Koalitionskrieg prägend aus. Er floh 1806 zusammen mit seinen Geschwistern vor den anrückenden französischen Truppen aus Berlin nach Memel, an den äußersten Rand des preußischen Königreiches. An seinem zehnten Geburtstag wurde er zum Fähnrich ernannt, den damals niedersten Offiziersrang der Infanterie, im Oktober 1807 trat er in das 1. Garde-Regiment zu Fuß ein. In der folgenden Zeit wurde er im Exerzieren und dem Abnehmen von Paraden geschult. Nach Meinung seines Umfeldes, etwa der Königin, zeigte sich der häufig kränkelnde Wilhelm in seinen Offiziersaufgaben überfordert. Als der Prinz 13 Jahre alt war, starb seine Mutter Luise. Zu einer Art Ersatzmutter für Wilhelm entwickelte sich seine Tante Luise Radziwiłł. In deren Tochter Elisa Radziwiłł fand er eine Spielgefährtin, in die er sich als Jugendlicher verliebte.
Im Winter 1813/1814 gab Friedrich Wilhelm III. dem seit Beginn der Befreiungskriege geäußerten Wunsch des Prinzen nach, ihn ins Feld ziehen zu lassen, sorgte jedoch dafür, dass er an den Schlachten stets nur aus sicherer Entfernung teilnahm. Das Geschehen sollte dem jungen Prinzen als Anschauungsmaterial bei der Erlernung des Kriegshandwerks dienen. Entsprechend unterrichtete ihn ein Oberst in militärstrategischen Überlegungen. Die Gelegenheit, selbst an einer Schlacht teilzunehmen, erhielt er am 27. Februar 1814 in der Schlacht von Bar-sur-Aube. Zusammen mit dem König fand sich Wilhelm – ohne dass es geplant war – im gegnerischen Gewehrfeuer wieder. Zu Pferd begleitete der Prinz den Angriff eines Kavallerieregiments. Für den kurzen Einsatz erhielt er am 5. März 1814 den russischen St.-Georgen-Orden und am 10. März 1814 das Eiserne Kreuz. Wilhelm selbst äußerte, dass die Auszeichnung ihm nur aufgrund seines Ranges zuerkannt worden sei.

### Jugend: Eheschließung, diplomatische Aufträge, Offizierslaufbahn und Residenzgestaltung
Seit den 1820er Jahren zog ihn der König zu diplomatischen Beratungen heran. Wilhelm erhielt Informationen von den preußischen Gesandtschaften, führte einführende Unterredungen mit neu eingesetzten Diplomaten und wurde auf außenpolitische Missionen geschickt. Nach dem Tod Zar Alexanders I. stattete Wilhelm 1826 Nikolaus I. einen Antrittsbesuch ab.
Sein Aufenthalt fiel in die Zeit kurz nach dem Dekabristenaufstand, dessen blutige Niederschlagung und die sich anschließenden Hinrichtungen er als vorbildlich bewertete. Gleichzeitig ließ der Aufstand bei ihm eine Furcht vor Revolutionen entstehen. Wie viele Monarchen und Politiker des Vormärz glaubte er fortan an geheime Verschwörungen, die auf einen Sturz der gekrönten Häupter Europas hinarbeiten. Er zog daraus die Schlussfolgerung, dass jedes Zugeständnis an eine Volkssouveränität durch repressive Mittel verhindert werden müsse. Wilhelms diesbezügliche Sympathien für das autokratisch regierte Russland gewannen auch politisch an Bedeutung, denn der neue Zar war mit seiner Schwester Charlotte verheiratet.

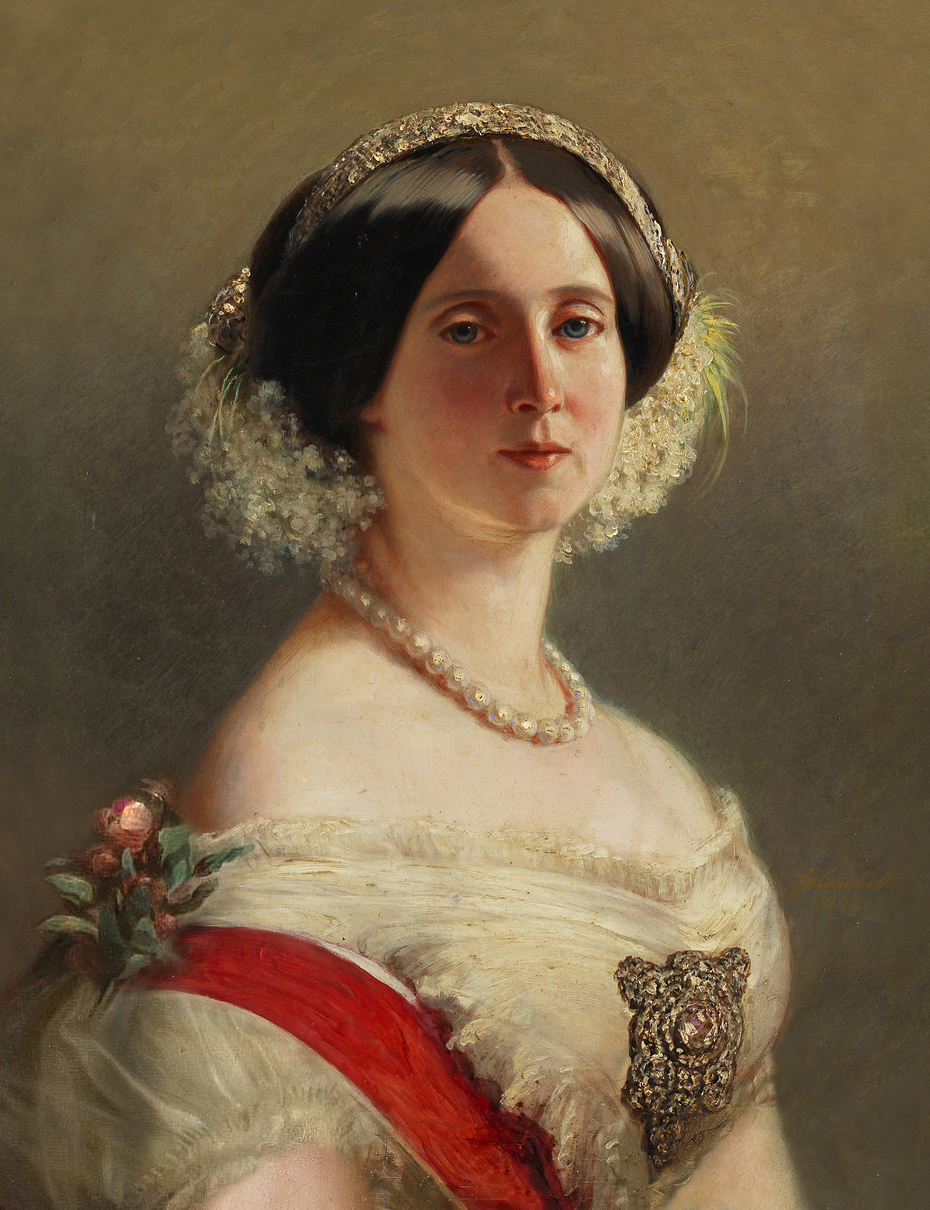
Wilhelms Ehefrau Augusta von Sachsen-Weimar-Eisenach trägt ein weißes Abendkleid mit Diamantenbrosche und Band des Ordens vom Roten Adler, Brustporträt von Franz Xaver Winterhalter, 1853

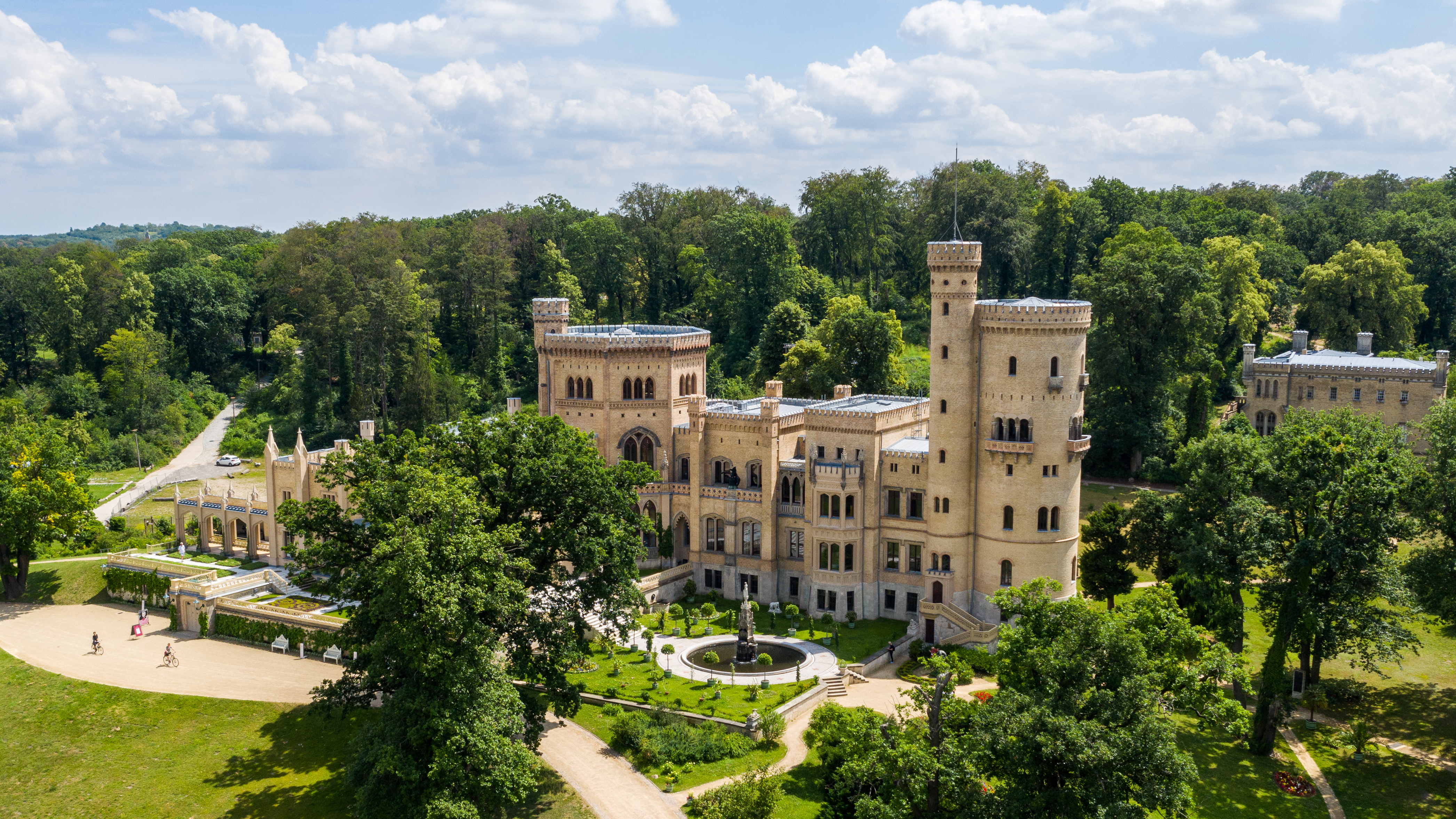
Schloss Babelsberg, Wilhelms Sommerresidenz in Potsdam

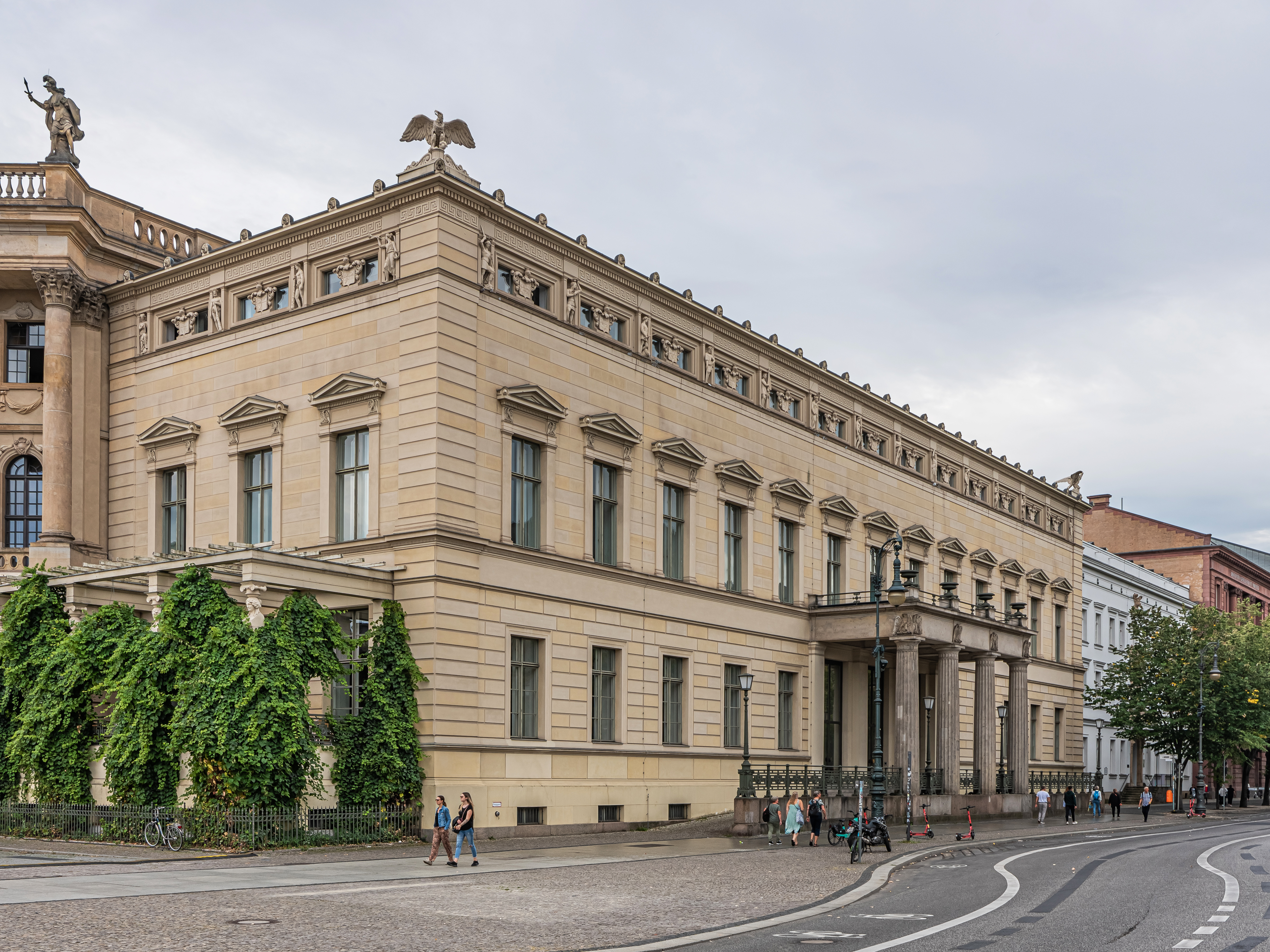
Altes Palais, Wilhelms Winterresidenz in Berlin

Wilhelm wollte die polnische Prinzessin Elisa Radziwiłł heiraten. Ein Gutachten stufte sie aber aufgrund ihrer Abstammung väterlicherseits als seinem Rang nicht ebenbürtig ein, weshalb sein Vater die Erlaubnis verweigerte. Versuche durch Gegengutachten den König umzustimmen oder Elisa durch Adoption in ihrem Rang aufzuwerten, schlugen fehl. Als Wilhelms jüngerer Bruder Carl mit Marie von Sachsen-Weimar-Eisenach vermählt werden sollte, knüpfte der Großherzog von Sachsen-Weimar-Eisenach daran die Bedingung, dass Wilhelm allenfalls eine morganatische Ehe mit Elisa eingehen dürfe. Eine solche nicht standesgemäße Verbindung wollte Friedrich Wilhelm III. verhindern und untersagte Wilhelm im Juni 1826 eine Heirat mit Elisa. Der Prinz fügte sich. Da inzwischen abzusehen war, dass Wilhelms älterer Bruder, der spätere Friedrich Wilhelm IV., ohne eigene Nachkommen bleiben würde, kam Wilhelm nun die Aufgabe zu, einen legitimen dynastischen Erben sicherzustellen. So arrangierte sein Vater 1829 seine Heirat mit Augusta von Sachsen-Weimar-Eisenach.
Die Verbindung versprach die Bande Preußens mit Russland zu festigen, denn Augusta war eine Nichte von Zar Nikolaus I. In der Ehe gab es Spannungen, da die politischen Ansichten und intellektuellen Interessen der beiden Ehepartner weit auseinander lagen. Andererseits erfüllte das Paar mit der Geburt zweier Kinder 1831 und 1838 seine „dynastische Pflicht“. Der zuerst geborene Sohn Friedrich Wilhelm wurde später als Friedrich III. deutscher Kaiser. Die Tochter Luise wurde mit dem späteren Großherzog von Baden verheiratet.
Den damaligen Usancen folgend, hatte inzwischen das preußische Militär dem königlichen Prinzen eine bevorzugte Karriere ermöglicht. So war Wilhelm bereits mit 21 Jahren Generalmajor und sieben Jahre später, 1825, Generalleutnant. Seit 1824 befehligte er das im erweiterten Berliner Umland stationierte III. Armeekorps. 1838 wechselte er an die Spitze des Gardekorps', mit den Garnisonen Berlin, Potsdam und Spandau. Eine solche militärische Aufwertung wurde nach dem Ende der napoleonischen Kriege keinem anderen Angehörigen der Hohenzollernfamilie mehr zuteil. Wilhelms exponierte militärische Stellung sollte später jedoch seinem politischen Ansehen schaden, da er in dieser Position für die Bekämpfung von Unruhen im Berliner Raum verantwortlich war und dabei gegen die eigene Bevölkerung vorging.
Als Winterresidenz ließ sich Wilhelm zwischen 1835 und 1837 das Alte Palais in Berlin errichten. Es ersetzte das Tauenziensche Palais Unter den Linden, das ihm in seiner Stellung als General des III. Armeekorps überlassen worden war. Bei Potsdam entstand Schloss Babelsberg als seine Sommerresidenz.

### Prinz von Preußen (ab 1840): Opposition gegen die Politik Friedrich Wilhelms IV. und wachsende Unpopularität
Nach dem Tod Friedrich Wilhelms III. wurde Friedrich Wilhelm IV. im Juni 1840 preußischer König. Er bestimmte seinen Bruder Wilhelm zum Thronfolger, der von nun an Prinz von Preußen genannt wurde. Als solcher erlangte Wilhelm größeren Einfluss auf die preußische Politik. Er wurde Vorsitzender des Staatsrates, eine Position, von der er gegen den vom König geplanten ständischen Umbau Preußens opponierte. Unter Berufung auf ein nicht unterzeichnetes Testament des Vaters meinte Wilhelm, dass der König ohne Einwilligung seiner drei Brüder keine Vollversammlungen der Provinzialstände aller acht preußischen Provinzen einberufen dürfe, und wurde dabei von hochkonservativen Kreisen am Hof unterstützt. Ab etwa 1845 traten diese jedoch entweder altersbedingt oder durch politischen Druck in den Hintergrund. Von Sitzungen des Ministeriums hielt der König seinen Bruder zunehmend fern. Die Spannungen zwischen beiden erregten auch in der Öffentlichkeit Aufsehen, was dem Ansehen der Monarchie und des Prinzen schadete. Wilhelm stand im Ruf, den König bei seinen Reformplänen zu behindern. Außerdem wurde ihm vorgeworfen, die königlichen Soldaten gegen die Bevölkerung aufzustacheln. Die Unpopularität des Prinzen führte dazu, dass im Frühjahr 1847 während der „Kartoffelrevolution“ die Scheiben seines Palais in Berlin eingeworfen wurden. Auf Wilhelms Befehl ging schließlich Generalleutnant Karl von Prittwitz mit Kavallerieeinheiten gegen die „Aufsässigen“ vor. Der Prinz sah zu dieser Zeit auch in der deutschen Nationalbewegung eine Gefährdung für die preußische Krone. Nach seiner Ansicht war ein deutscher Nationalstaat mit den traditionellen Fürstenherrschaften unvereinbar.

#### Rolle in der Revolution von 1848/1849

##### Märzrevolution und „Kartätschenprinz“

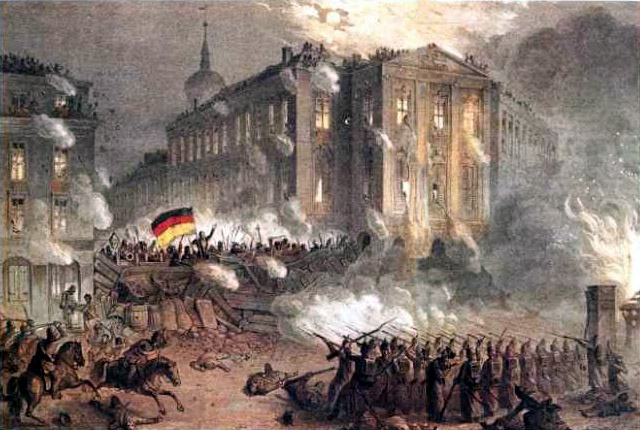
Straßenkämpfe am Alexanderplatz in Berlin während der Märzrevolution 1848

Bei Ausbruch der Märzrevolution 1848 besaß Wilhelm keine militärische Befehlsgewalt mehr in Berlin, da er kurz zuvor, am 9. März, zum Militärgouverneur am Rhein und in Westphalen ernannt worden war. Die preußische Regierung rechnete nach der Februarrevolution in Paris mit einem baldigen Krieg gegen Frankreich. Wilhelm sollte deshalb die preußische Westgrenze sichern. In Erwartung revolutionärer Unruhen befahl Friedrich Wilhelm IV. seinem Bruder jedoch, einstweilen in Berlin zu bleiben. Wilhelms Haltung während der folgenden Tage ist umstritten. Der Historiker Christopher Clark meint, dass der Prinz den entscheidungsschwachen König von einem „scharfen Militärschlag gegen die Aufständischen“ überzeugen wollte. Der Historiker Frederik Frank Sterkenburgh hält es für eine Legende, Wilhelm zu diesem Zeitpunkt für die Hauptfigur der Reaktion anzusehen. Noch am Tag vor der gewaltsamen Eskalation am 18. März habe er aus eigenem Antrieb seine Unterschrift unter ein Patent gesetzt, das die Einführung einer konstitutionellen Staatsform versprach. Wilhelms Image sei erst durch „Propagandakampagnen“ in der Presse schwer beschädigt worden. Insbesondere eine von dem Journalisten Gustav Julius und seinem Umfeld verfasste Broschüre habe Wilhelm als Befürworter des russischen Absolutismus und militärischer Gewalt gegen Demonstranten dargestellt.
Andere Historiker wie Rüdiger Hachtmann verweisen dagegen auf Wilhelms eskalierend wirkende Rolle: Am 12. März 1848 habe Wilhelm empfohlen, bei zu erwartenden Demonstrationen mit mindestens drei Brigaden vorzugehen. Den Bürgern solle signalisiert werden, dass „sie gar nichts ausrichten [können] gegen das Militär“. Den militärischen Oberbefehl im Bereich der Hauptstadt hatte der Gouverneur von Berlin, Ernst von Pfuel, inne. Als dieser am 15. März den Schusswaffengebrauch gegen Steinewerfer untersagte, unterstellte ihm Wilhelm, er demoralisiere die Truppe. Am 18. März berief Friedrich Wilhelm IV. den kompromissbereiteren Pfuel als Kommandant der Truppen ab und ernannte dafür einen engen Vertrauten Wilhelms, Karl von Prittwitz.
Nachdem es kurz darauf in Berlin zu blutigen Barrikadenkämpfen gekommen war, befahl der König am Vormittag des folgenden Tages, den Militäreinsatz abzubrechen und die Truppen aus Berlin abziehen zu lassen. Wilhelm soll die Entscheidung scharf kritisiert haben. Laut Karl August Varnhagen von Ense habe er seinem Bruder den Degen mit den Worten vor die Füße geworfen: „Bisher habe ich wohl gewußt, daß du ein Schwätzer bist, aber nicht, daß du eine Memme bist!“ Als Symbolfigur der Militärpartei am Hof wurde Wilhelm in der Öffentlichkeit als der Initiator des Blutvergießens wahrgenommen.
Nachdem eine Bürgerdelegation verlangt hatte, Wilhelm von der Thronfolge auszuschließen, drängte der König seinen Bruder, ins Exil nach Großbritannien zu gehen. Widerwillig gab Wilhelm nach. Von seiner Abreise versprach sich die Regierung eine Beruhigung der Bevölkerung. Preußen war damit während der Revolution von 1848 der einzige Staat in Europa, bei dem der Thronfolger aus der Hauptstadt entfernt wurde und gleichzeitig der regierende Monarch seinen Thron behauptete.
Den Schmähnamen „Kartätschenprinz“ erhielt Wilhelm, als im Mai 1848 bekannt wurde, er werde zurückkehren. Die Bezeichnung bezog sich auf das Gerücht, der Prinz hätte am 18. März befohlen, Kartätschen gegen die Bevölkerung einzusetzen. Der Begriff „Kartätschenprinz“ findet sich erstmals in einer Protestrede des angehenden Gerichtsreferendars Maximilian Dortu, die er am 12. Mai 1848 vor dem Politischen Klub Potsdams hielt. Für den Gebrauch des Schimpfworts wurde Dortu im August 1848 wegen „Majestätsbeleidigung“ zu 15 Monaten Festungshaft verurteilt und mit Berufsverbot belegt. Obwohl Dortu im Sommer 1849 selbst einräumte, er habe Wilhelm irrtümlich als Kartätschenprinz tituliert, wurde die Bezeichnung in Flugblättern und Zeitungen verbreitet. Dass Wilhelm die badische Revolutionsbewegung im Juni 1849 niederschlug, trug wesentlich zum Fortleben des Begriffes bei.

##### Exil in London und Rückkehr nach Preußen
Anders als in Frankreich, den deutschen Staaten und Italien kam es auf den britischen Inseln zu keiner Revolution. Das Land nahm neben Wilhelm mehrere andere Vertreter der alten Ordnung auf. In den Monaten seines Exils nahm Wilhelm an zahlreichen Empfängen, Diners und Bällen teil. Er wohnte in der preußischen Botschaft. Der aus dem deutschen Fürstenhaus Sachsen-Coburg und Gotha stammende Prinzregent Albert, der Gemahl Königin Victorias, und sein liberales Umfeld luden Wilhelm häufig zu sich ein. Dieser Kontakt trug in den 1850er Jahren zur Eheanbahnung zwischen Wilhelms Sohn Friedrich Wilhelm und der Tochter der englischen Königin bei.
Über die Bedeutung des Englandaufenthaltes für Wilhelms spätere politische Ansichten besteht unter Historikern Uneinigkeit. Robert-Tarek Fischer meint, der Prinz habe in London „eine Art Schulprogramm in Sachen konstitutioneller Monarchie“ erhalten. Dem widerspricht Rüdiger Hachtmann: Wilhelm sei von seiner „hochkonservativen Grundhaltung nicht substantiell abgerückt“. Hachtmann führt als Beleg einen Brief Wilhelms an, in dem der Prinz schreibt, er sei stolz, in der Öffentlichkeit nach wie vor „als […] Träger des alten Preußens und der alten Armee“ wahrgenommen zu werden.
Im Mai 1848 versuchten der preußische König und seine Regierung eine Rückkehr Wilhelms zu forcieren, obwohl dieser in Berlin nach wie vor unpopulär war. Der König glaubte aber, die Lage hinreichend stabilisiert zu haben. Vor allem in den ostelbischen Provinzen hatte der Prinz Befürworter. Die hochkonservativen Kräfte sahen in Wilhelm einen Vertreter ihrer antirevolutionären Gesinnung und wählten ihn am 8. und 10. Mai 1848 als einen Vertreter für den Kreis Wirsitz in die Preußische Nationalversammlung. Als die Nachricht von der geplanten Rückkehr des Prinzen in Berlin bekannt wurde, protestierten über 10.000 Menschen vor dem Brandenburger Tor. Auch Zeitungen, Flugblätter und Plakate in Berlin kritisierten die Entscheidung der Regierung. Das Kabinett forderte Wilhelm daher am 15. Mai dazu auf, sich öffentlich zu den neuen politischen Verhältnissen zu bekennen. Darüber hinaus durfte er erst nach dem Zusammentreten der preußischen Nationalversammlung einreisen. Wilhelm gab das geforderte Versprechen am 30. Mai in Brüssel ab.
Die Wahl zum Abgeordneten nahm der Prinz zunächst an, legte das Mandat aber in seiner einzigen Rede am 8. Juni 1848 wieder nieder, weil er weitere Verpflichtungen habe. In Wahrheit hatte Wilhelm keine militärischen oder politischen Aufgaben mehr, denn der König hatte ihm vor seiner Rückkehr das Kommando über die Gardeeinheiten entzogen und ihn von der Teilnahme an den Staatsratssitzungen ausgeschlossen. Laut Frederik Frank Sterkenburgh war Wilhelms Rückkehr dennoch in mehrfacher Hinsicht von Bedeutung. Mit der Anwesenheit des Thronfolgers schien erstens die dynastische Kontinuität gewahrt, ein wichtiger Grundpfeiler der monarchischen Autorität. Zweitens habe Wilhelm bei seiner ausgedehnten Rückreise viel Präsenz in der Provinz gezeigt und dort öffentliche Zustimmung gefunden. Drittens kam es während seines Einzugs in der Hauptstadt zu keinen Protesten.

##### Verhältnis zu Nationalbewegung und Parlamentarismus
Seitdem das gesamtdeutsche Parlament ab November 1848 über das Modell eines kleindeutschen Nationalstaates unter Ausschluss Österreichs diskutierte, beschäftigte sich auch Wilhelm mit dieser Möglichkeit. Im November 1848 schrieb er seiner Schwester Charlotte, die kleindeutsche Lösung biete für Preußen die Chance, andere europäische Großmächte wie Österreich aus Deutschland herauszudrängen. Hierin sah er zwei Vorteile: zum einen die Durchsetzung einer Vorherrschaft Preußens, zum anderen eine Steigerung des Ansehens und eine Festigung der Monarchie. Als die Frankfurter Nationalversammlung Friedrich Wilhelm IV. die deutsche Kaiserkrone anbot, sprach sich Wilhelm gegenüber seinem Bruder für ein Entgegenkommen aus. Auch ihm missfiel zwar eine Krone allein von „Volkes Gnaden“, doch fürchtete er im Falle einer Ablehnung eine weitere Radikalisierung der Revolution. Zur Umsetzung dieses Projektes befürwortete Wilhelm den Einsatz militärischer Mittel. Er meinte: „Wer Deutschland regieren will, muß es sich erobern; à la Gagern geht es nun einmal nicht.“ Der Historiker Jan Markert sieht in der Formulierung einen Vorgriff auf Bismarcks Blut-und-Eisen-Ausspruch.
Während Friedrich Wilhelm IV. nach 1848 auf eine Aufhebung der preußischen Verfassung hinarbeitete, die er oktroyiert hatte, begann sich Prinz Wilhelm mit ihr abzufinden. Seiner Meinung nach sollte jedoch gewährleistet bleiben, dass das Parlament keinen Einfluss auf die königliche Regierung gewinnt. Wilhelms Überzeugung von der „Notwendigkeit eines konstitutionellen Regimes“ hatte nach Meinung Markerts über die Revolutionszeit hinaus Bestand.

##### Oberbefehlshaber gegen die pfälzische und badische Revolutionsbewegung
Am 8. Juni 1849 beauftragte der König seinen Bruder mit der Niederschlagung der Revolutionsbewegungen in der bayerischen Pfalz und im Großherzogtum Baden. Mit dem Kommando hoffte Wilhelm die von ihm als Schmach empfundene Flucht vor der Revolution im Vorjahr vergessen zu machen. Außerdem wollte er der Revolution von 1848/1849 im Deutschen Bund ein Ende bereiten. Auf dem Weg zu seiner Operationsarmee entging Wilhelm am 12. Juni 1849 bei Ingelheim einem ersten Attentat. Statt seiner traf der Heckenschütze einen Kutscher. Wilhelm gelang es, die Pfalz innerhalb weniger Tage zu besetzen.
Größerer Widerstand begegnete ihm bei dem Feldzug in Baden. Doch gewannen die ihm unterstellten Truppen dank ihrer zahlenmäßigen Überlegenheit nach dem Gefecht bei Waghäusel am 21. Juni 1849 die Oberhand. Die Urteile gegen die Aufständischen gingen ihm oft nicht weit genug: Als er beispielsweise erfuhr, dass der an den Kämpfen beteiligte Schriftsteller Gottfried Kinkel nur zu lebenslanger Haft verurteilt worden war, klagte er darüber, dass „es zum verzweifeln sei, was unsere Juristen machen“.

#### Militärgouverneur des Rheinlandes und Westfalens (1850–1858): Aufbau eines eigenen Hofes und Opposition zur preußischen Außenpolitik
Der König ernannte den Prinzen 1849 zum Militärgouverneur der Rheinprovinz und Westfalens. Wilhelm bezog daraufhin 1850 seinen Amtssitz im Kurfürstlichen Schloss Koblenz und etablierte dort bis 1858 einen von Berlin unabhängigen Hof. Er umgab sich mit Anhängern der ihm sympathischen liberalkonservativen Wochenblattpartei. Der Prinz war enttäuscht, dass es nach dem badischen Feldzug keine weiteren militärischen Einsätze für ihn gab. In Feldzügen sah er ein Mittel, Ansehen sowohl bei der politischen Elite Preußens als auch bei der Bevölkerung zu gewinnen.
Während der Herbstkrise 1850 hielt sich Wilhelm für längere Zeit in Berlin auf. Er sprach sich dort in dem Konflikt für ein militärisches Vorgehen gegen Österreich aus. Das diplomatische Nachgeben Preußens in der folgenden Olmützer Punktation empfand er als Demütigung. Von seinem Koblenzer Hof aus plädierte Wilhelm weiterhin für eine aktive preußische Deutschlandpolitik. Er setzte sich diesbezüglich mit den Ideen des kurzzeitigen preußischen Außenministers Joseph von Radowitz auseinander. Radowitz war 1850 Vordenker und Organisator eines Einigungsversuchs unter preußischer Führung gewesen, der sogenannten Erfurter Union. Auch nach der Entlassung von Radowitz stand Wilhelm mit ihm in engem Kontakt und sah eine deutsche Einigung als historische Mission für Preußen an. Schon Friedrich II. von Preußen habe, wie Wilhelm glaubte, auf dieses Ziel hingearbeitet.
Wilhelm beklagte die preußische Neutralität im Krimkrieg, einer Auseinandersetzung zwischen Frankreich, Großbritannien und dem Osmanischen Reich einerseits und Russland andererseits. Der eine Westallianz mit Frankreich und Großbritannien befürwortende Prinz protestierte beim König, als 1854 mit Kriegsminister Eduard von Bonin ein Gegner der russlandfreundlichen Partei am Berliner Hof zurücktrat. Er sah darin die Tendenz eines Lagerwechsels auf die Seite des Zaren. Der Streit mit Friedrich Wilhelm IV. war so heftig, dass der Monarch Wilhelm von seiner Stellung als Militärgouverneur beurlaubte. Der Umschwung kam plötzlich. Denn noch kurz zuvor, im März 1854, war Wilhelm (seit 1840 General der Infanterie) mit der Beförderung zum Generaloberst der Infanterie mit dem Rang eines Generalfeldmarschalls eine besondere Ehrung zuteilgeworden, da man diesen Dienstgrad eigens für ihn geschaffen hatte.
Als Militärgouverneur beaufsichtigte Wilhelm militärorganisatorische Abläufe. Gelegenheit, erneut selbst Soldaten ins Feld zu führen, erhielt er zunächst nicht. 1856 drohte zwar ein Streit zwischen Preußen und der Schweiz zu eskalieren, doch Friedrich Wilhelm IV. machte Karl von der Groeben zum potenziellen Befehlshaber. Nach der Beilegung des Konflikts wurden Wilhelms Interventionspläne endgültig hinfällig.

### Zeit als Stellvertreter des Königs und Prinzregent (1857–1861)

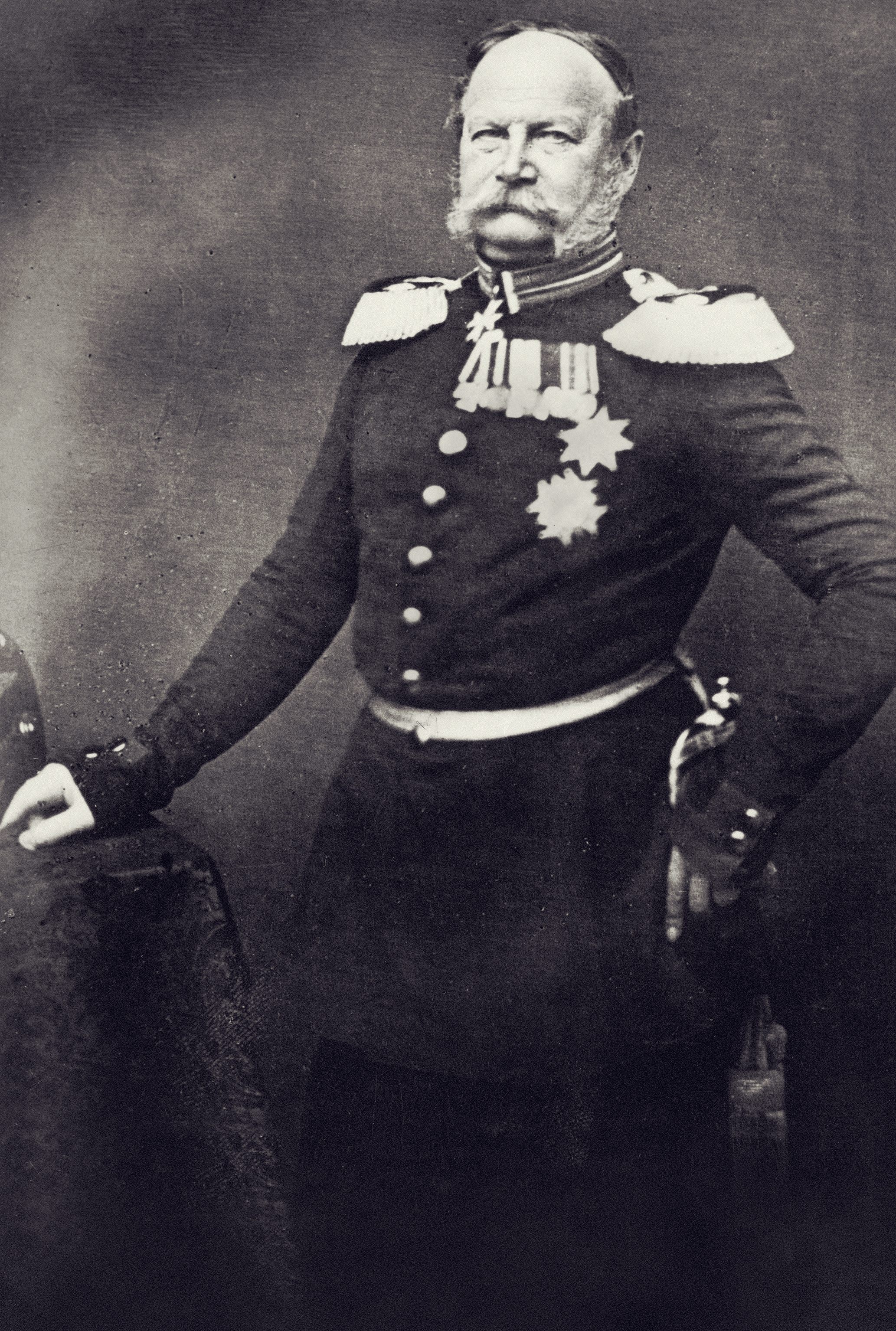
Prinz Wilhelm in Uniform mit Orden, Fotograf unbekannt, um 1858

Ab Oktober 1857 vertrat der Prinz mehrfach seinen schwer erkrankten Bruder, konnte aber politisch kaum Einfluss nehmen, da die Kamarilla den politischen Kurs weiterhin bestimmte und die Befristung dieser Stellvertretungen durchsetzte. Erst nachdem aufgrund weiterer gesundheitlicher Verschlechterungen die Regierungsunfähigkeit des Königs abzusehen war, wurde die Übernahme der Regentschaft eingeleitet. Die politische Öffentlichkeit knüpfte an den Regierungsantritt des Prinzregenten die Hoffnung auf eine „Neue Ära“, einen nationalen und liberalen Politikwechsel. Am 7. Oktober 1858 unterschrieb der König die Einsetzung seines Bruders als Regenten; zwei Tage später erklärte sich dieser zur Übernahme bereit. Beide Kammern des Parlaments wurden einberufen, um seinem Amtsantritt gemäß der Verfassung zuzustimmen. Am 26. Oktober legte Wilhelm einen Eid auf die Verfassung ab, was der König in seinem Testament noch verboten hatte. Anfang November entließ Wilhelm fünf Minister der hochkonservativen Regierung. Mit der Berufung einiger neuer Minister sollten in der Bevölkerung die gemäßigt konservativen Kräfte zufriedengestellt werden.
Am 8. November 1858 stellte Wilhelm dem Kabinett sein Regierungsprogramm vor. In außenpolitischer Hinsicht erklärte er freundschaftliche Beziehungen zu den anderen europäischen Großmächten führen zu wollen. Außerdem versprach er „moralische Eroberungen in Deutschland“ und „überall das Recht zu schützen“. Die Liberalen gingen von einer mit dem Parlament fortan kooperierenden Regierung aus. Tatsächlich setzte Wilhelm mit dem Regierungsprogramm den Reformerwartungen Grenzen. Er wies die Einschätzung zurück, „daß die Regierung sich fort und fort treiben lassen müsse, liberale Ideen zu entwickeln“.
Die Machtstellung, die der Prinzregent einnahm, war aufgrund des zerstrittenen Staatsministeriums recht groß. Wilhelm schrieb seiner Gemahlin, dass er nun selbst „Politik, Krieg und Frieden mach[t]“. Außenpolitisch wollte er im Deutschen Bund für eine kleindeutsche Union unter preußischer Führung werben, was bei anderen Fürsten 1861 auf entschiedenen Widerstand stieß. Wilhelm schloss seinem eigenen Vernehmen nach zwar noch die militärische Durchsetzung einer preußischen Vorherrschaft im deutschen Raum aus, warnte diesbezüglich aber vor gegen Preußen gerichteten Bündnissen. Sein deutschlandpolitisches Konzept sah eine Erneuerung der Erfurter Union vor. Die Hoffnung, eine solche im Sinne „moralischer Eroberungen“ durch eine Unterstützung der Öffentlichkeit durchsetzen zu können, gab er jedoch infolge der kriegerisch vollzogenen Einigung Italiens und der innenpolitischen Konfliktlage auf. Wilhelms Außenpolitik blieb bis 1866 durch die sogenannte Bernstorff-Note von 1861 vorgegeben. Diese Konzeptschrift wurde in enger Absprache mit Wilhelm von dem preußischen Außenminister Albrecht von Bernstorff verfasst und kann laut Markert bereits weitgehend als ein Vorentwurf für das „politische System des Norddeutschen Bundes und deutschen Kaiserreiches“ angesehen werden.
Innenpolitisch weigerte sich der König, Vorstellungen des Abgeordnetenhauses von einer Reform des preußischen Heeres entgegenzukommen. Da er keine parlamentarische Einschränkung seiner militärischen Befehlsgewalt hinnehmen wollte, eskalierte die Auseinandersetzung zu einem Verfassungskonflikt. In dieser Zeit entwickelte Wilhelm eine starke Abneigung gegen den preußischen Landtag. Seine feindliche Haltung übertrug sich später auf sämtliche oppositionelle Parteien im deutschen Reichstag. Zeit seines Lebens bezeichnete Wilhelm liberale, sozialdemokratische und dem politischen Katholizismus nahestehende Abgeordnete als Vertreter von „Umsturzparteien“.

### König von Preußen (ab 1861)

#### Attentat (14. Juli 1861), Selbstkrönung in Königsberg (18. Oktober 1861)

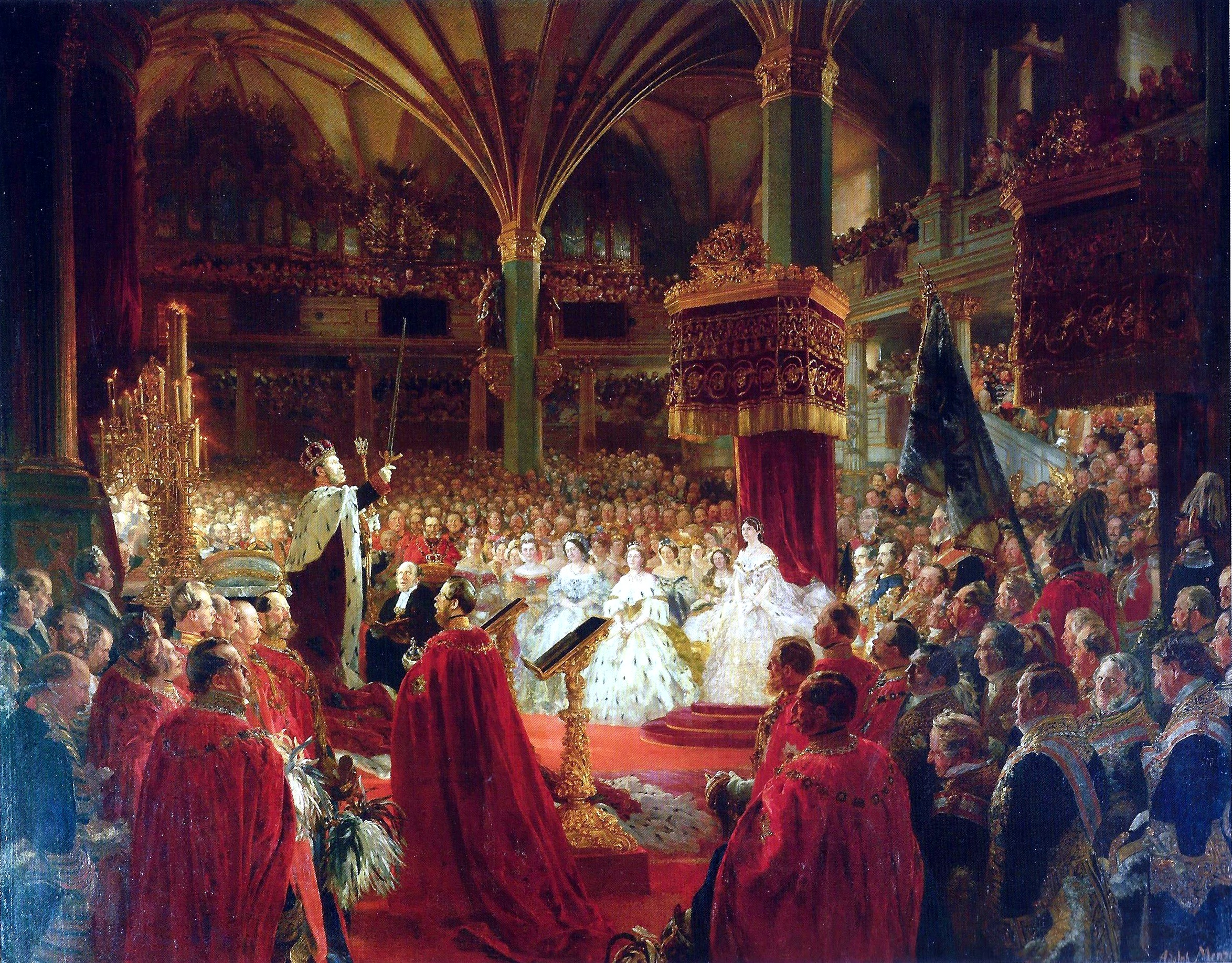
Adolph Menzels Gemälde Krönung Wilhelms I. zu Königsberg 1861 gibt nicht den eigentlichen Hauptmoment der Krönung wieder. Wilhelm I. hat sich die Krone bereits selbst aufgesetzt und sich mit Zepter und Schwert in der Hand wieder zu den Teilnehmern der Zeremonie umgedreht. Anders als bei dem historischen Ereignis streckt er das Schwert hoch. Nach Meinung des Kunsthistorikers Gisold Lammel weist Menzel damit auf die nachfolgende kriegerische Blut-und-Eisen-Politik des Königs voraus. „Krönung Wilhelms I. zu Königsberg 1861“, 1861–1865, Öl auf Leinwand, 345 × 445 cm, Stiftung Preußische Schlösser und Gärten

Mit dem Tod Friedrich Wilhelms IV. am 2. Januar 1861 ging das Königtum an Wilhelm über, der eine Huldigung der Stände für nötig hielt, wie sie in Preußen seit 1713 die Regel gewesen war. Doch mit der Verfassung von 1848/1850 waren die Abgeordneten des Landtags an die Stelle der ständischen Repräsentanten getreten. Wilhelms Minister und sein Sohn rieten ihm von einer solchen Zeremonie ab. Der König erklärte sich bereit, auf eine Huldigung zu verzichten und sich stattdessen selbst zu krönen.
Zu diesem Anlass gab Wilhelm eine neue Krone in Auftrag, finanzierte die Feierlichkeiten aus eigenen Mitteln und bekräftigte nochmals seinen Eid auf die Verfassung, den er bereits 1858 abgelegt hatte. Wenige Monate vor der Krönung schoss der Student Oskar Becker am 14. Juli 1861 in Baden-Baden aus nächster Nähe mit einer Pistole auf den Monarchen, welcher aber nur leicht am Hals verletzt wurde. Becker wollte den König, wie er in einem Bekennerschreiben angab, beseitigen, da er ihn als ein Hindernis für die Einigung Deutschlands ansah.
Am 18. Oktober 1861 fand die prachtvolle Krönungsversammlung in Königsberg statt, eine Inszenierung königlichen Gottesgnadentums. Wilhelm erklärte zwar einerseits „zeitgemäßige Einrichtungen“ wie das preußische Parlament zu respektieren. Gleichwohl betonte er andererseits, dass „die Krone nur von Gott kommt“ und er diese „aus seinen Händen empfangen habe“. In der Königsberger Schlosskirche setzte sich Wilhelm nach einem Gottesdienst die Krone selbst aufs Haupt.

#### Berufung Bismarcks

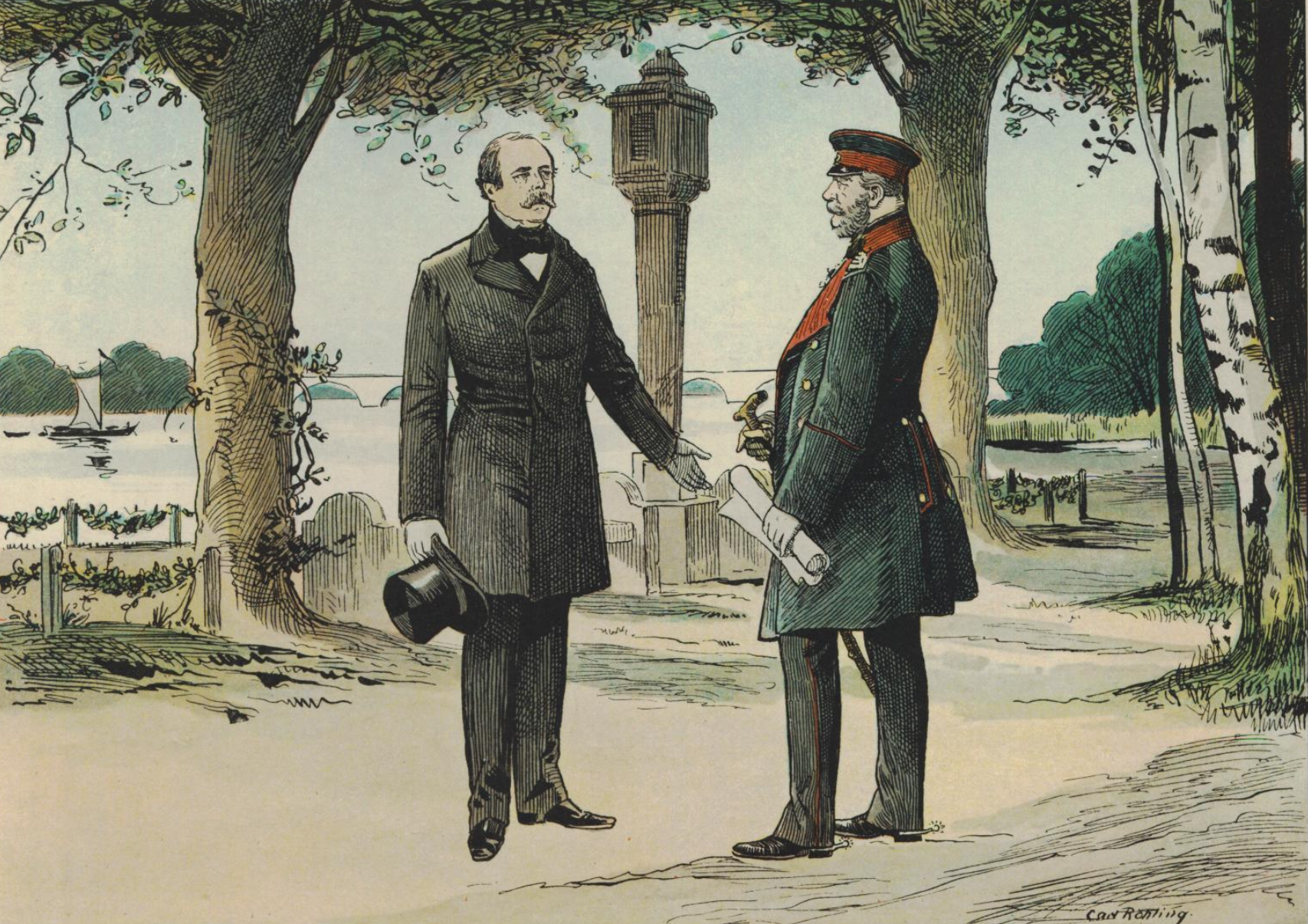
König Wilhelm I. (rechts) führt in Park Babelsberg bei Potsdam eine Unterredung mit Otto von Bismarck (links). Der Monarch hält in seiner linken Hand ein Regierungsprogramm, auf das er Bismarck verpflichten will. In Folge des Gespräches ernannte der König Bismarck zum preußischen Ministerpräsidenten. (Lithographie nach einer Zeichnung von Carl Röhling: Die Hohenzollern in Bild und Wort, Verlag von Martin Oldenbourg, Berlin 1899, S. 40)

1862 eskalierte der Konflikt des Königs mit dem preußischen Abgeordnetenhaus um die Heeresreform endgültig. Der Landtag war zwar grundsätzlich kein Gegner einer Heeresvergrößerung, lehnte aber die von Wilhelm geforderte dreijährige Wehrdienstzeit ab. Wilhelm betrachtete dies als Verletzung seiner Autorität, zumal er nach Einschätzung des Historikers Dierk Walter „die Grundgedanken und auch viele Details“ der Heeresreform selbst formuliert hatte. Der Landtag blockierte indes die Bewilligung für den Militäretat. Ranghohe Militärs rieten Wilhelm daher zum Staatsstreich und einer Aufhebung der Verfassung. Wilhelm seinerseits brachte eine mögliche Abdankung ins Spiel, entschied sich jedoch letztlich dafür, den bisherigen preußischen Botschafter in Paris Otto von Bismarck zum preußischen Ministerpräsidenten zu ernennen. Mit dessen Unterstützung ließ er Steuern ohne Bewilligung durch das Abgeordnetenhaus eintreiben und politisch als unzuverlässig geltende Beamte mit Versetzung und Entlassung bedrohen.
Ob Wilhelm tatsächlich daran dachte, die Krone niederzulegen, ist in der Forschung umstritten. Der australische Historiker Christopher Clark interpretiert Bismarcks Ernennung als „letzte[n] Ausweg“ für den König. Jan Markert wiederum vermutet, dass Wilhelm Druck auf seine Regierung ausüben wollte. Die Minister hatten sich zuvor zu Wilhelms Missfallen kompromissbereit gegenüber dem Parlament gezeigt.
Unklarheit besteht auch in der Frage, wie sich nun die Machtverhältnisse zwischen Wilhelm und Bismarck verteilten. Laut Lothar Gall gelang es dem Ministerpräsidenten, „sich eine Art Blankovollmacht zu verschaffen“. Bismarck habe in der Folge eine größere Gestaltungsfreiheit gehabt als viele seiner Vorgänger. Markert meint dagegen, dass Wilhelm Bismarck erst nach dem Deutsch-Dänischen Krieg 1864 eine eigenständigere Rolle zugestand. Der Diplomat Robert von der Goltz spottete 1863: „Man kann es in 100 Angelegenheiten verfolgen, daß Bismarck auf den König nicht den geringsten Einfluß hat“. Innenpolitisch nahm Wilhelm Anteil an der sogenannten Pressordonanz, einer massiven Beschränkung der Pressefreiheit in Preußen. Da er den Konflikt mit dem Parlament auf eine vermeintlich fehlerhafte Berichterstattung zurückführte, meinte er mit der Verabschiedung des Gesetzes im Juni 1863 den oppositionellen Widerstand brechen zu können. Von außenpolitischer Brisanz für Wilhelm war im Sommer 1863 der Frankfurter Fürstentag. Der König erschien trotz persönlicher Einladung durch den österreichischen Kaiser Franz Joseph nicht, sondern reiste stattdessen zur Kur nach Baden-Baden. Mit seiner definitiven Absage blockierte er auf Anraten Bismarcks die österreichischen Pläne zu einer Reform des Deutschen Bundes.

#### Einigungskriege

##### Deutsch-Dänischer Krieg (1864)
Schon wenige Monate später sah Wilhelm die Möglichkeit, militärisch die Initiative zu ergreifen, denn im Herbst 1863 erließ die dänische Regierung eine Verfassung, die das Herzogtum Schleswig verfassungsrechtlich in das eigentliche Königreich Dänemark integrierte. Die vom dänischen König verabschiedete Reform stieß bei der deutsch-national gesinnten Augustenburgischen Bewegung, welche die Thronansprüche eines Prinzen aus der Linie Augustenburg auf Schleswig-Holstein unterstützte, auf entschiedene Ablehnung. Wilhelm I. positionierte sich zunächst zu Gunsten der Augustenburger. Er befand im Thronrat, dass die „Bewegung, der ein patriotischer Gedanke zugrunde lieg[e], […] nicht ignoriert“ werden könne. Bismarck führte die königliche Haltung auf öffentliche Sympathien in Preußen für die Augustenburger zurück. Der Monarch war dazu entschlossen, deren Ansprüche militärisch gegen Dänemark zu unterstützen. Für Preußen selbst meinte er keine rechtlich-historischen Ansprüche auf Schleswig und Holstein geltend machen zu können. Erst gegen Ende des Deutsch-Dänischen Krieges änderte er seine Meinung mit dem Argument, dass die vielen gefallenen preußischen Soldaten preußische Annexionen rechtfertigen würden. Der König drängte seine Generäle bei den Düppeler Schanzen zur Eile und verlangte ein Gefecht, das den Dänen, aber auch den Österreichern die militärische Schlagkraft Preußens demonstrieren sollte. Ein solcher Sieg würde, wie Wilhelm meinte, eine dänische Kapitulation begünstigen. Während des Krieges, den Preußen gemeinsam mit Österreich führte, blieb Wilhelm wie der österreichische Kaiser der Front zunächst fern. Erst nach dem Sieg der preußischen Armee auf den Düppeler Schanzen kam Wilhelm ins Kriegsgebiet. Er inspizierte seine Truppen und besprach das weitere Vorgehen mit der Generalität. Nach dem Sieg über Dänemark pochte Wilhelm auf eine preußische Inbesitznahme von Schleswig und Holstein und löste damit eine außenpolitische Krise mit Österreich aus. Als Wilhelm im Sommer 1865 zur Kur im österreichischen Bad Gastein weilte, konnte jedoch auf Bismarcks Anregung hin eine territoriale Aufteilung vereinbart werden. Schleswig wurde durch Preußen und Holstein durch Österreich verwaltet. Der machtpolitische Gegensatz beider Staaten um die Vorherrschaft in Deutschland konnte dadurch jedoch nicht dauerhaft gelöst werden.

##### Preußisch-Österreichischer Krieg (1866)

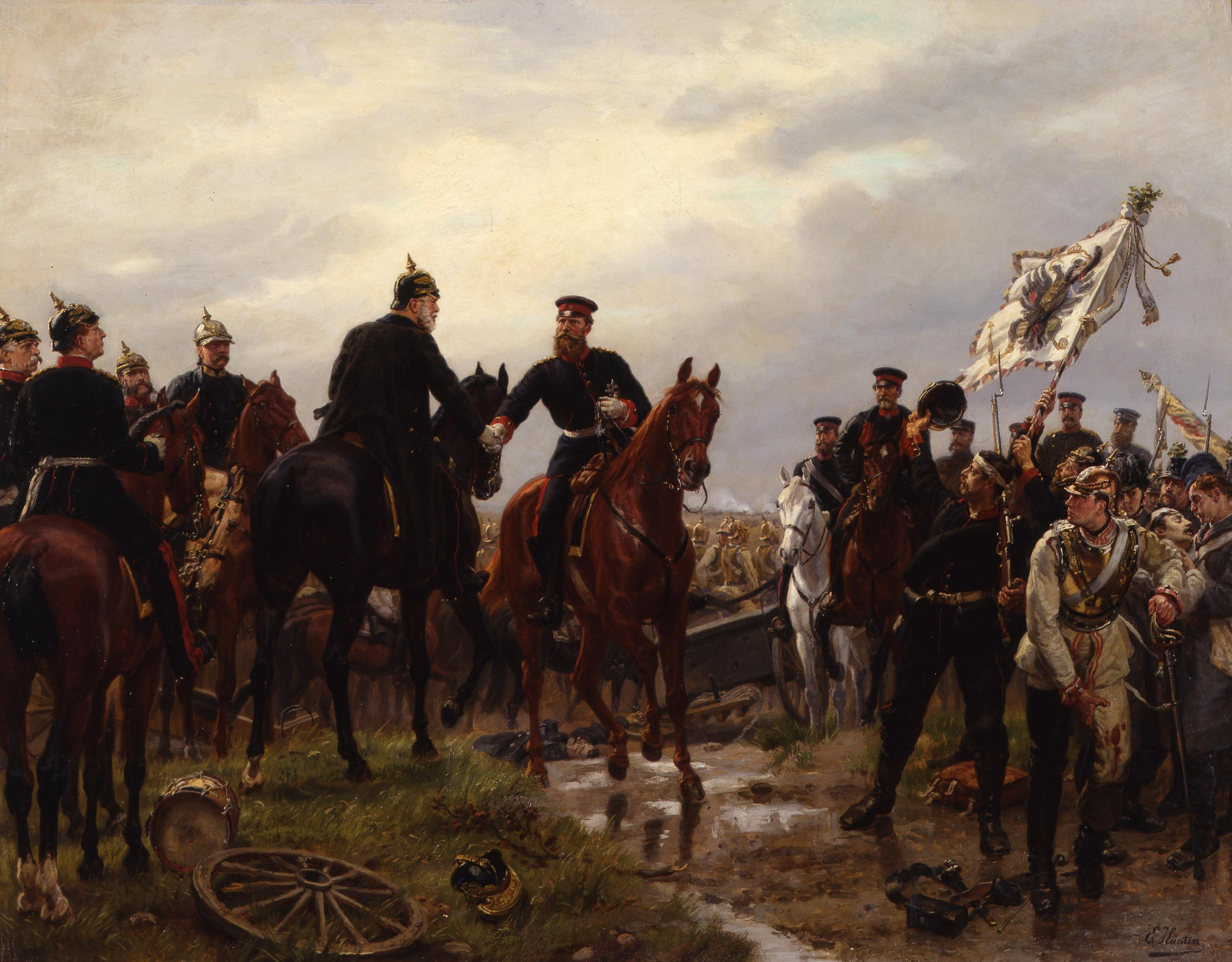
Nach der Schlacht bei Königgrätz überreicht Wilhelm I. (links im Bildzentrum) seinem Sohn und Kronprinzen Friedrich Wilhelm den Orden Pour le mérite. Gemälde von Emil Hünten, um 1885, Deutsches Historisches Museum.

Über Wilhelms Wirken im Vorfeld des Preußisch-Österreichischen Krieges von 1866 besteht unter Historikern Uneinigkeit. Dennis Showalter argumentiert, dass Wilhelm sich zwei Optionen offenhalten wollte: Im Falle einer militärischen Eskalation sollte Österreich als der eigentliche Aggressor erscheinen. Andernfalls fürchtete er die Intervention anderer europäischer Mächte zu Ungunsten Preußens. Die diplomatischen Bemühungen Bismarcks allein habe der König für unzureichend gehalten und sich daher als Absicherung darum bemüht, eine Entschärfung der Krise nicht frühzeitig aus der Hand zu geben. Nach Meinung von Geoffrey Wawro habe Wilhelm dagegen einen Kriegskurs, wie ihn Bismarck und der Generalstabschef Helmuth von Moltke vorsahen, von vornherein zu blockieren versucht. Wilhelm habe nach eigenem Wortlaut die Aussicht auf einen deutschen „Bruderkrieg“ abgelehnt. Als Beweis dafür führt Wawro an, dass der König sich mit Franz Joseph noch am 21. April 1866 darauf verständigte, Truppen aus der preußisch-österreichischen Grenzregion wieder abzuziehen, wobei erst das Bekanntwerden von Bismarcks preußisch-italienischem Allianzvertrag Wilhelms Bemühungen kurz darauf zunichtegemacht hatte. Nach Wawro trug Franz Joseph am 28. April entscheidend zum Kriegsausbruch bei, indem er eine Wiederaufnahme der Mobilisierung gegen Preußen befahl und Wilhelm damit dazu genötigt habe, Anfang Mai 1866 seinerseits die vollständige Mobilisierung seiner Armee voranzutreiben. Markert wiederum bestreitet, dass Wilhelm und Bismarck 1866 grundsätzlich verschiedene Ziele verfolgten. Trotz emotionaler Streitereien seien sie sich doch darin einig gewesen, die Durchsetzung einer preußischen Vorherrschaft in Deutschland mittels einer antiösterreichischen Politik zu realisieren. Wilhelm habe schon deshalb zu einem Kriegskurs tendiert, da er davon ausgegangen sei, dass die preußische Monarchie eine diplomatische Niederlage gegenüber Österreich nicht überleben würde. Nach Einschätzung des Historikers Hellmut Seier schwand durch Wilhelms Zögern „der vom [preußischen] Generalstab […] einkalkulierte Vorteil der kürzeren Mobilmachungsdauer“.
Wilhelm fühlte sich auch durch das Königreich Hannover und das Kurfürstentum Hessen „eingesperrt“, denn diese Staaten lagen zwischen den Westprovinzen und Preußens Territorium im Osten. Am 15. Juni verlangte er ultimativ, dass sich deren Regierungen von Österreich distanzieren sollten. Da sie sich weigerten, ließ Wilhelm Teile seiner Armee in Sachsen, Hannover und Kurhessen einmarschieren. Er zeigte sich an Gebietsgewinnen dort zwar interessiert, wollte jedoch aus legitimistischen Bedenken zunächst keinen der anderen Fürsten zur Abdankung zwingen. Zeitweise sah Wilhelm beispielsweise vor, dem König von Hannover ein stark geschrumpftes Territorium zu erhalten. Auf Druck der Öffentlichkeit und seiner Regierung ließ er solche Pläne schließlich fallen. Wilhelm rechtfertigte die preußischen Annexionen in seiner Bekanntmachung vom 15. August 1866 mit dem Argument, dadurch werde die nationale Einigung befördert.
Im Preußisch-Österreichischen Krieg hatte Wilhelm verfassungsrechtlich den Oberbefehl inne. Die vorhandenen Befehlsketten waren auf ihn ausgerichtet. Er selbst begünstigte jedoch bei der militärischen Kommandogewalt eine Dreiecks-Konstellation. Dem Generalstabschef Helmuth von Moltke gab Wilhelm die Erlaubnis, in seinem Namen und ohne Rücksprache mit dem Kriegsministerium die militärischen Operationen zu planen und zu koordinieren. Gleichzeitig räumte er Bismarck Mitspracherechte ein. Im militärischen Entscheidungsprozess konkurrierten daher Moltke und Bismarck miteinander.
Nach dem Sieg in der Schlacht bei Königgrätz drängte Wilhelm auf Rache für die Olmützer Punktation. Er schlug vor, Territorien wie Österreichisch-Schlesien von der Habsburgermonarchie zu annektieren und in Wien einzumarschieren. Bismarck, der Kronprinz und Moltke sprachen sich jedoch gegen diese Pläne aus, teils aus Furcht vor der Intervention einer anderen europäischen Großmacht und teils, um sich eine diplomatische Normalisierung mit Österreich langfristig nicht zu verbauen. Die Schwere der Auseinandersetzung zwischen Wilhelm und Bismarck wird unterschiedlich gedeutet. So kommt Fischer zu dem Ergebnis, dass der König erst bereit war, von einer Demütigung Österreichs abzusehen, nachdem eine Choleraepidemie im preußischen Heer ausgebrochen war und die französische Regierung zu einem schnellen Friedensschluss gemahnt hatte. Dennis Showalter stuft Wilhelms Verhalten eher als kurzzeitigen Wutausbruch ein. Der König sei darüber verärgert gewesen, bei Königgrätz nicht der zentrale Feldherr gewesen zu sein, und wollte daher bei den Friedensverhandlungen seine Autorität umso stärker bekräftigen. Faktisch habe aber auch er die Notwendigkeit eines milden Friedens mit Österreich erkannt. Der Appell des preußischen Kronprinzen, die österreichischen Friedensbedingungen anzunehmen, wäre daher nach Ansicht Showalters schon nicht mehr nötig gewesen. Markert hebt hervor, dass nur in Bismarcks Memoiren behauptet werde, Wilhelm habe gegen alle Widerstände auf einen baldigen Einmarsch in Wien gedrängt. Der König sei zwar tatsächlich mehr als Bismarck an österreichischen Gebietsabtretungen interessiert gewesen, habe aber wie dieser in erster Linie Österreich politisch aus Deutschland herausdrängen wollen. Da Österreich sich bereit zeigte, eine preußische Vormachtstellung in Deutschland zu akzeptieren und gleichzeitig Bismarck vor einer französischen Intervention warnte, habe Wilhelm selbst seine Annexionsforderungen aufgegeben und auch keinen Einmarsch in Wien mehr vorgesehen. An ein späteres Bündnis mit der Habsburgermonarchie hätten dabei jedoch weder Bismarck noch Wilhelm gedacht.
Mit der Gründung des Norddeutschen Bundes 1867 wurde Wilhelm Inhaber des Bundespräsidiums, eines monarchischen Amtes, das sich begrifflich von dem des demokratisch gewählten Präsidenten unterschied. Qua Verfassung vertrat er den Norddeutschen Bund völkerrechtlich, durfte den Bundeskanzler ernennen, Gesetze ausfertigen, den Reichstag sowie Bundesrat einberufen und in letzter Instanz über Krieg oder Frieden entscheiden. Wilhelm selbst sah den Norddeutschen Bund nur als Vorstufe zu einem deutschen Nationalstaat an. So teilte er der französischen Regierung mit, dass sich „Preußen […] dem Drängen der süddeutschen Staaten [langfristig] nicht erwehren könne“.

##### Deutsch-Französischer Krieg (1870/1871)

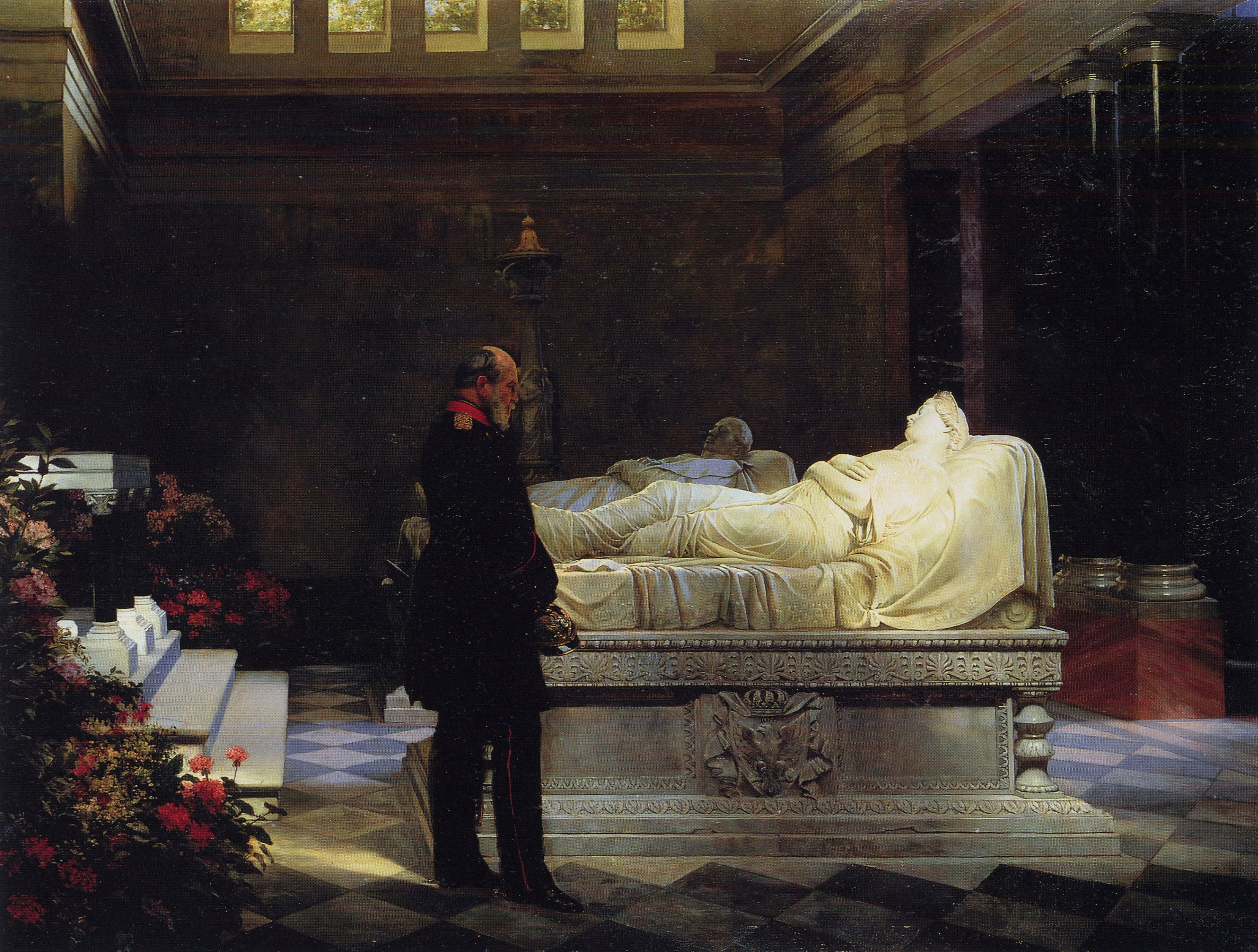
Anton von Werners Kriegspropaganda-Gemälde Am 19. Juli 1870: Wilhelm I. am Grab seiner Mutter Luise im Mausoleum Charlottenburg

Im Juli 1870 verschärften sich die Spannungen mit Frankreich infolge der spanischen Thronkandidatur eines Hohenzollernprinzen. Als Oberhaupt der Hohenzollern gab Wilhelm I. den Forderungen der französischen Regierung zunächst nach und erwirkte einen Rückzug seines Verwandten. Der französische Außenminister verlangte jedoch eine Versicherung, dass sich kein Kandidat aus dem Hause Hohenzollern jemals für den spanischen Thron zur Verfügung stellen werde. Diese Zusage wollte Wilhelm, der zur Kur in Bad Ems weilte, dem französischen Botschafter Vincent Benedetti am 13. Juli 1870 nicht geben. Er meinte, die Kriegsgefahr durch den Verzicht des Hohenzollernprinzen ohnehin ausreichend gebannt zu haben. Nachdem Bismarck aber die Emser Depesche redigiert und veröffentlicht hatte, schien Wilhelms Zurückweisung weitergehender Forderungen als Affront. Die französische Regierung ordnete noch am nächsten Tag die Mobilmachung der Streitkräfte an.
Im Deutsch-Französischen Krieg von 1870/71 galt Wilhelm I. auf Seiten des Norddeutschen Bundes und der süddeutschen Staaten nominell als oberster Befehlshaber. In der Praxis überließ er erneut Moltke als Haupt des Generalstabes weitgehend die Planung. Da die deutschen Armeen große Teile der französischen Streitkräfte noch im Sommer 1870 besiegten, mischte er sich nur während der Schlacht bei Gravelotte stärker in die Befehlsabläufe eines Gefechtes ein und ließ ohne Absprache mit Moltke weitere Truppen herbeibeordern. Nach dem Sieg in der Schlacht von Sedan suchte Wilhelm am 2. September 1870 den gefangenen französischen Kaiser Napoleon III. zu einem Gespräch auf und wies ihm das Schloss Wilhelmshöhe bei Kassel als Aufenthaltsort zu. Die Wahl des Ortes kam einer Betonung der veränderten Machtverhältnisse gleich, denn das Schloss war während der Franzosenzeit unter Napoleon I. die Sommerresidenz des Onkels Napoleons III. gewesen. Seit 1866 lag das Bauwerk auf preußischem Boden und wurde nun zum Gefängnis für einen französischen Monarchen.
Nach der Schlacht von Sedan versuchte Bismarck Wilhelm davon zu überzeugen, der französischen Regierung entgegenzukommen und nicht auf Paris vorzurücken. Durch einen schnellen Friedensschluss wollte er der möglichen Intervention einer anderen europäischen Großmacht zuvorkommen. Wilhelm ließ die deutschen Armeen jedoch weiter auf Paris zu marschieren. In der zweiten Phase des Krieges hielt sich Wilhelm nicht mehr in der unmittelbaren Nähe der Schlachtfelder auf. Stattdessen leitete er im Schloss Versailles bei Paris, dem Hauptquartier des Generalstabs, Kriegsräte. Da die Konflikte über die Art und Beendigung des Krieges zwischen Bismarck und Moltke zunahmen, wurde Wilhelm nach Einschätzung Sternburghs am Ende des Krieges zu einem bedeutenden Entscheidungsträger. Über Memoranden und die Abhaltung von Kriegsräten vermittelte er zwischen Bismarck und Moltke. Auf diese Weise gelang es, die Regierung und den Generalstab auf einen einheitlichen Kurs zu verpflichten.
Im Winter 1870/1871 konnte der Ministerpräsident den König gegen Moltkes Widerspruch für Friedensverhandlungen gewinnen. Der Monarch befahl Moltke am 25. Januar 1871 Bismarck künftig über alle militärischen Planungen in Kenntnis zu setzen. Derweil handelte dieser den Waffenstillstand mit Frankreich aus. Sterkenburgh betont, dass Regierung und Militär Briefe und Berichte an Wilhelm I. weitergaben, wodurch er seine Autorität im Krieg habe behaupten können. Durch die Bevorzugung politischer vor militärischen Interessen habe Wilhelm zu einem erfolgreichen Ende des Deutsch-Französischen Krieges beigetragen. Aus Rücksicht auf die öffentliche Meinung befürwortete Wilhelm I. jedoch, dass Frankreich Elsass und Lothringen abtreten sollte. In einem Brief an seine Frau schrieb er, die deutschen Fürsten würden bei einem Verzicht auf diese vormals deutschen Territorien „ihre Throne riskieren“.

##### Vorbereitung der Reichsgründung
Im August 1870 ordneten Wilhelm und Bismarck an, konkrete Pläne für die Vereinigung mit den süddeutschen Staaten zu erstellen. Bismarck bevorzugte zunächst einen Fürstenkongress, bei dem die gekrönten Häupter ihre Zustimmung zur deutschen Reichsgründung aussprechen sollten. Mit Blick auf den Frankfurter Fürstentag 1863 hielt Wilhelm den Vorschlag jedoch für eine unrealistische Lösung, da die Fürsten selbst vermutlich kaum gewillt waren, Souveränitätsrechte abzutreten. So ging Bismarck dazu über, mit den einzelnen süddeutschen Regierungen zu verhandeln. Wilhelm I. selbst gedachte, als Reichsmonarch an die Spitze des deutschen Nationalstaates zu treten, haderte aber mit einem möglichen Kaisertitel. Dieser Würde wollte er erst zustimmen, wenn sie ihm von allen deutschen Fürsten angetragen werden würde. So empörte sich der Monarch zunächst über den sogenannten Kaiserbrief: In diesem von Bismarck formulierten Dokument bat der bayerische König Ludwig II. ihn um die Annahme des Kaisertitels. Erst nachdem er in einem Telegramm erfuhr, dass die deutschen Fürsten insgesamt eine solche Rangerhöhung befürworten würden, konnte mit den Vorbereitungen für eine Kaiserproklamation begonnen werden. Eine Delegation des Reichstages, die Wilhelm am 16. Dezember 1870 um Annahme des Kaisertitels bat, ließ er zwei Tage warten. Auf diese Weise wollte er den Eindruck einer demokratischen Begründung seiner Kaiserherrschaft vermeiden. Den Umstand, dass er qua Verfassung rechtlich schon seit dem 1. Januar 1871 deutscher Kaiser war, erkannte er nicht an, da er Wert auf eine zeremonielle Ausrufung zum Kaiser durch die deutschen Fürsten legte. Den Tag der Kaiserproklamation setzte Wilhelm bewusst auf den 18. Januar 1871 fest. Der Termin genau 170 Jahre nach der Königskrönung Friedrichs I. sollte die Reichsgründung als weitere Aufwertung der preußischen Hohenzollerndynastie erscheinen lassen.

### Deutscher Kaiser (1871–1888)

#### Erlangung der Kaiserkrone

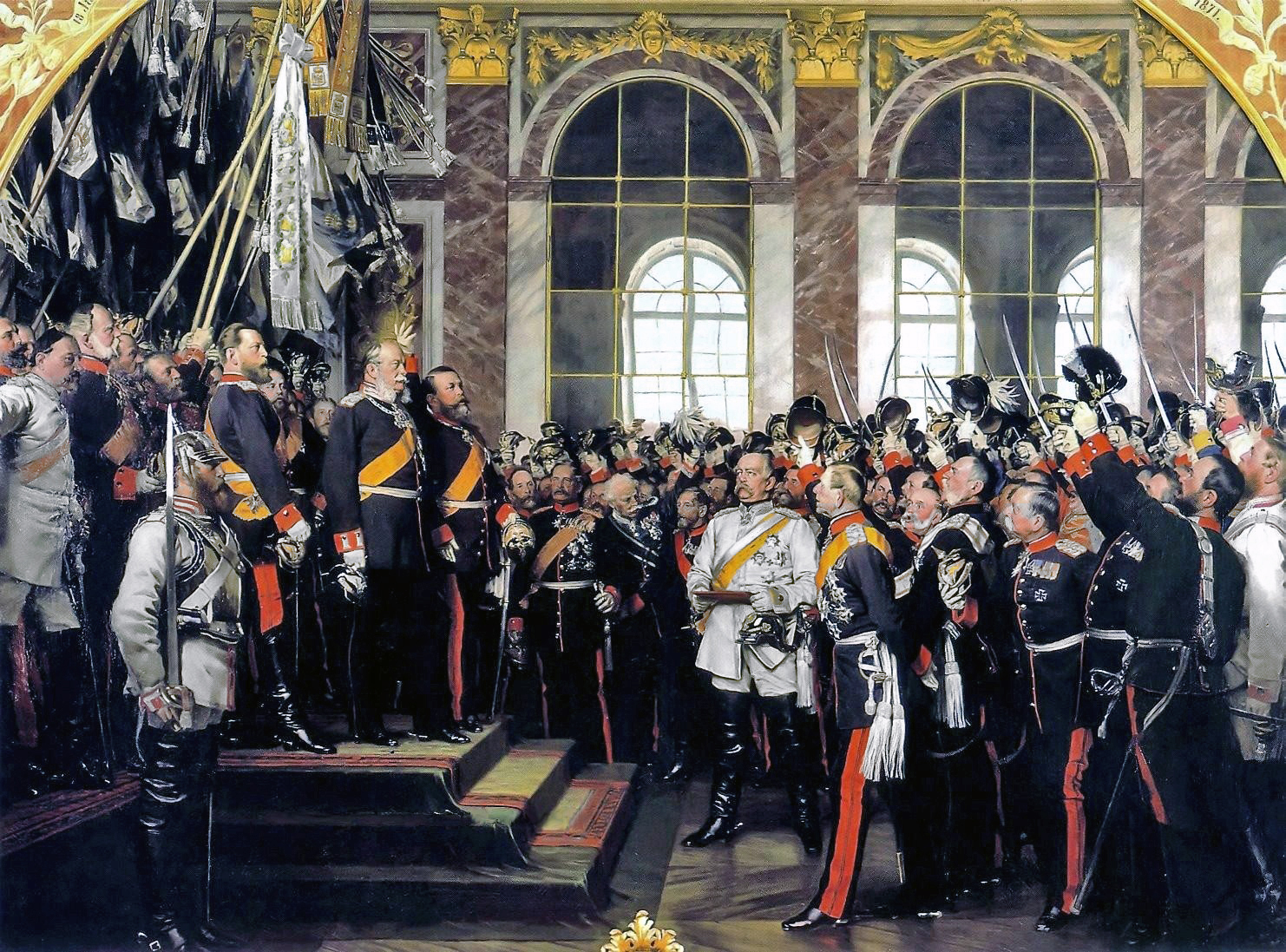
Die Proklamierung des deutschen Kaiserreiches (18. Januar 1871) im Spiegelsaal von Schloss Versailles bei Paris, Gemälde von Anton von Werner, 1885

Der Kaiserproklamation zum deutschen Kaiser ging ein weiterer Streit zwischen dem preußischen König und dem Ministerpräsidenten voraus. Wilhelm verlangte, zum Kaiser von Deutschland proklamiert zu werden. Der Titel sollte seinen künftigen Herrschaftsanspruch auch in den nicht-preußischen Bundesstaaten bekräftigen. Bismarck fürchtete, dass ein solches Signal die deutsche Einheit noch gefährden würde. Die bayerische Abgeordnetenkammer hatte einem Beitritt zu dem deutschen Nationalstaat noch nicht zugestimmt. Darüber hinaus wollte Bismarck keine Widerstände durch die Könige von Württemberg und Bayern provozieren. Nur mit der Einwilligung in zahlreiche Sonderrechte war es ihm überhaupt gelungen, die starken süddeutschen Vorbehalte gegen ein von Preußen geführtes Deutschland abzuschwächen. Bismarck plädierte daher für den Titel Deutscher Kaiser. Wilhelm wollte davon jedoch nichts wissen. Noch am 17. Januar 1871, einen Tag vor der Kaiserausrufung, brach er die Vorplanung des symbolischen Aktes ab. Der Großherzog von Baden rief ihn schließlich im Schloss Versailles bei Paris zu Kaiser Wilhelm aus und umging so die ungelöste Frage, ob Wilhelm als Deutscher Kaiser oder Kaiser von Deutschland dem Reich vorstand.

#### Militärische Inszenierungen
Wie bei allen europäischen Monarchen des 19. Jahrhunderts spielte auch für die Legitimation von Wilhelms Herrschaft die Inszenierung militärischer Macht eine wesentliche Rolle. Ursächlich hierfür war laut Frederik Frank Sterkenburgh die Entwicklung, dass spätestens seit der Französischen Revolution der Glaube an die göttliche Einsetzung der Herrscher schwand. Umso wichtiger wurde es für Monarchen, öffentliches Ansehen durch Erfolge als Feldherren zu gewinnen. Zu diesem Zweck präsentierte sich Wilhelm bei großen Militärparaden und Einzügen. Markert interpretiert solche symbolischen Akte als Versuch Wilhelms der Autorität von Monarchie und Militär Respekt zu verschaffen. Er habe der Bevölkerung jedoch keine militaristische Gesinnung vermitteln wollen. Aus Furcht vor einer zu revolutionären Schritten neigenden Bevölkerung habe Wilhelm eine Abschirmung der Armee von gesamtgesellschaftlichen Entwicklungen befürwortet. Die Truppen sollten sich nur ihm verpflichtet fühlen.

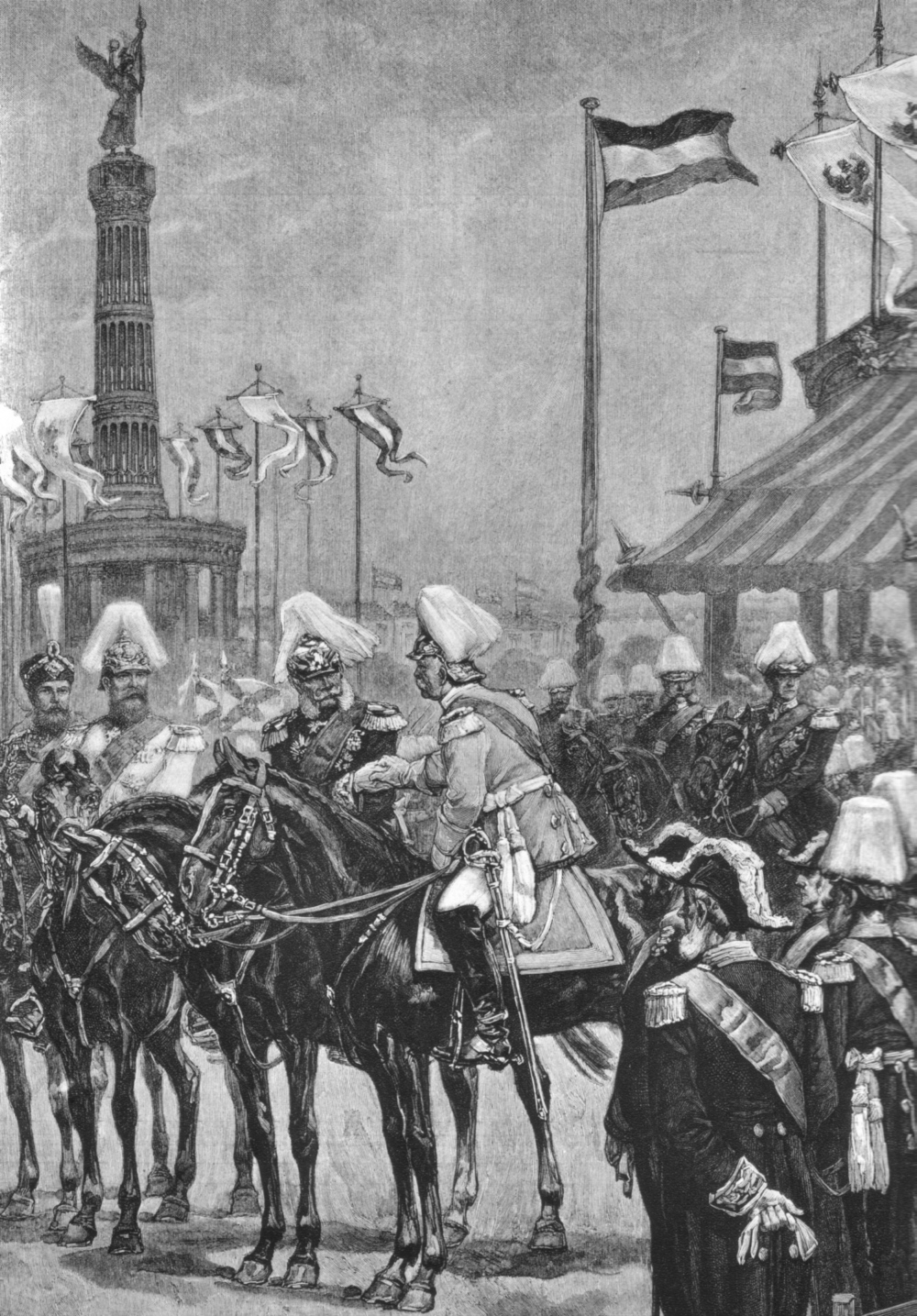
Einweihung der Berliner Siegessäule in Anwesenheit Wilhelms I.: Der Kaiser ist die dritte Figur von links. Künstler unbekannt, Zeichnung aus dem Jahr 1873, 34,2 × 41,4 cm, Deutsches Historisches Museum in Berlin

Wilhelm I. ließ aus Anlass des gewonnenen Krieges gegen Dänemark die ursprünglich am Berliner Königsplatz stehende Siegessäule errichten. Der Monarch selbst machte 1871 – kurze Zeit nach dem ebenfalls siegreich abgeschlossenen Deutsch-Französischen Krieg – Vorgaben für das Bildprogramm. Das die Säule umlaufende Mosaik sollte „die Rückwirkung des Kampfes gegen Frankreich auf die Einigung Deutschlands“ darstellen. Darüber hinaus suchte Wilhelm die Künstler für das Bauwerk aus, legte den Bauplatz fest und setzte Abänderungen in den Bauentwürfen durch. An der mehrjährigen Bauentwicklung zeigte er großes Interesse und forderte mehrfach eine schnellere Fertigstellung des Bauwerkes. Wilhelm war bei der Einweihung der Siegessäule am 2. September 1873, dem dritten Jahrestag der Schlacht von Sedan, persönlich zugegen. Er hielt eine Rede, in der er das Bauwerk als ein „Zeugnis der Taten der Armee“ interpretiert wissen wollte.
Wilhelm I. regte in den 1870er Jahren die Gründung eines Armeemuseums und einer Ruhmeshalle im Berliner Zeughaus an. Er folgte damit dem Beispiel des Artilleriemuseums in Paris, des Museums der Geschichte Frankreichs in Schloss Versailles und des k.k. Hofwaffenmuseums in Wien. Diese drei Einrichtungen hatte er um 1870 selbst besichtigt. Der Kaiser schaltete sich stark in die Gestaltung der künftigen Ausstellung ein. Es kam ihm dabei hauptsächlich darauf an, Preußens militärische Waffenerfolge im 19. Jahrhundert dargestellt zu sehen. Das Obergeschoss war den kommandierenden Hohenzollern und ihren Feldherren gewidmet. Eine besondere Akzentuierung erfuhr Wilhelms soldatisches Ansehen durch die Nähe der Ruhmeshalle im Zeughaus zu seinem eigenen Palais, die in Sichtweite zueinander lagen. Am Eckfenster des Palais zeigte sich Wilhelm mittags öffentlichkeitswirksam, um den Wachaufzug an der Neuen Wache zu beobachten.

#### Außenpolitisches Wirken

##### Dynastisches Verständnis, Anlehnung an Russland und Österreich, Friedensinitiativen
|                                                        |                                                        |                                                        |                                                        |                                                        |                                                        |                                                       |                                                       | Friedrich Wilhelm III. (1770–1840, König von Preußen, Vater)        | Friedrich Wilhelm III. (1770–1840, König von Preußen, Vater)        | Friedrich Wilhelm III. (1770–1840, König von Preußen, Vater)        | Friedrich Wilhelm III. (1770–1840, König von Preußen, Vater)        | Friedrich Wilhelm III. (1770–1840, König von Preußen, Vater)                   | Friedrich Wilhelm III. (1770–1840, König von Preußen, Vater)                   |                                                                                |                                                                                | Luise (1776–1810, Königin von Preußen, Mutter)                                 | Luise (1776–1810, Königin von Preußen, Mutter)                                 | Luise (1776–1810, Königin von Preußen, Mutter) | Luise (1776–1810, Königin von Preußen, Mutter) | Luise (1776–1810, Königin von Preußen, Mutter) | Luise (1776–1810, Königin von Preußen, Mutter) |  |  | Maria Pawlowna (1786–1859, russische Großfürstin, Tochter von Paul I., Wilhelms Schwiegermutter) | Maria Pawlowna (1786–1859, russische Großfürstin, Tochter von Paul I., Wilhelms Schwiegermutter) | Maria Pawlowna (1786–1859, russische Großfürstin, Tochter von Paul I., Wilhelms Schwiegermutter) | Maria Pawlowna (1786–1859, russische Großfürstin, Tochter von Paul I., Wilhelms Schwiegermutter) | Maria Pawlowna (1786–1859, russische Großfürstin, Tochter von Paul I., Wilhelms Schwiegermutter) | Maria Pawlowna (1786–1859, russische Großfürstin, Tochter von Paul I., Wilhelms Schwiegermutter) |  |  | Carl Friedrich (1783–1853, Großherzog von Sachsen-Weimar-Eisenach, Schwiegervater) | Carl Friedrich (1783–1853, Großherzog von Sachsen-Weimar-Eisenach, Schwiegervater) | Carl Friedrich (1783–1853, Großherzog von Sachsen-Weimar-Eisenach, Schwiegervater) | Carl Friedrich (1783–1853, Großherzog von Sachsen-Weimar-Eisenach, Schwiegervater) | Carl Friedrich (1783–1853, Großherzog von Sachsen-Weimar-Eisenach, Schwiegervater) | Carl Friedrich (1783–1853, Großherzog von Sachsen-Weimar-Eisenach, Schwiegervater) |
|                                                        |                                                        |                                                        |                                                        |                                                        |                                                        |                                                       |                                                       | Friedrich Wilhelm III. (1770–1840, König von Preußen, Vater)        | Friedrich Wilhelm III. (1770–1840, König von Preußen, Vater)        | Friedrich Wilhelm III. (1770–1840, König von Preußen, Vater)        | Friedrich Wilhelm III. (1770–1840, König von Preußen, Vater)        | Friedrich Wilhelm III. (1770–1840, König von Preußen, Vater)                   | Friedrich Wilhelm III. (1770–1840, König von Preußen, Vater)                   |                                                                                |                                                                                | Luise (1776–1810, Königin von Preußen, Mutter)                                 | Luise (1776–1810, Königin von Preußen, Mutter)                                 | Luise (1776–1810, Königin von Preußen, Mutter) | Luise (1776–1810, Königin von Preußen, Mutter) | Luise (1776–1810, Königin von Preußen, Mutter) | Luise (1776–1810, Königin von Preußen, Mutter) |  |  | Maria Pawlowna (1786–1859, russische Großfürstin, Tochter von Paul I., Wilhelms Schwiegermutter) | Maria Pawlowna (1786–1859, russische Großfürstin, Tochter von Paul I., Wilhelms Schwiegermutter) | Maria Pawlowna (1786–1859, russische Großfürstin, Tochter von Paul I., Wilhelms Schwiegermutter) | Maria Pawlowna (1786–1859, russische Großfürstin, Tochter von Paul I., Wilhelms Schwiegermutter) | Maria Pawlowna (1786–1859, russische Großfürstin, Tochter von Paul I., Wilhelms Schwiegermutter) | Maria Pawlowna (1786–1859, russische Großfürstin, Tochter von Paul I., Wilhelms Schwiegermutter) |  |  | Carl Friedrich (1783–1853, Großherzog von Sachsen-Weimar-Eisenach, Schwiegervater) | Carl Friedrich (1783–1853, Großherzog von Sachsen-Weimar-Eisenach, Schwiegervater) | Carl Friedrich (1783–1853, Großherzog von Sachsen-Weimar-Eisenach, Schwiegervater) | Carl Friedrich (1783–1853, Großherzog von Sachsen-Weimar-Eisenach, Schwiegervater) | Carl Friedrich (1783–1853, Großherzog von Sachsen-Weimar-Eisenach, Schwiegervater) | Carl Friedrich (1783–1853, Großherzog von Sachsen-Weimar-Eisenach, Schwiegervater) |
|                                                        |                                                        |                                                        |                                                        |                                                        |                                                        |                                                       |                                                       |                                                                     |                                                                     |                                                                     |                                                                     |                                                                                |                                                                                |                                                                                |                                                                                |                                                                                |                                                                                |                                                |                                                |                                                |                                                |  |  |                                                                                                  |                                                                                                  |                                                                                                  |                                                                                                  |                                                                                                  |                                                                                                  |  |  |                                                                                    |                                                                                    |                                                                                    |                                                                                    |                                                                                    |                                                                                    |
|                                                        |                                                        |                                                        |                                                        |                                                        |                                                        |                                                       |                                                       |                                                                     |                                                                     |                                                                     |                                                                     |                                                                                |                                                                                |                                                                                |                                                                                |                                                                                |                                                                                |                                                |                                                |                                                |                                                |  |  |                                                                                                  |                                                                                                  |                                                                                                  |                                                                                                  |                                                                                                  |                                                                                                  |  |  |                                                                                    |                                                                                    |                                                                                    |                                                                                    |                                                                                    |                                                                                    |
| Nikolaus I. (1796–1855, Kaiser von Russland, Schwager) | Nikolaus I. (1796–1855, Kaiser von Russland, Schwager) | Nikolaus I. (1796–1855, Kaiser von Russland, Schwager) | Nikolaus I. (1796–1855, Kaiser von Russland, Schwager) | Nikolaus I. (1796–1855, Kaiser von Russland, Schwager) | Nikolaus I. (1796–1855, Kaiser von Russland, Schwager) |                                                       |                                                       | Charlotte von Preußen (1798–1860, Kaiserin von Russland, Schwester) | Charlotte von Preußen (1798–1860, Kaiserin von Russland, Schwester) | Charlotte von Preußen (1798–1860, Kaiserin von Russland, Schwester) | Charlotte von Preußen (1798–1860, Kaiserin von Russland, Schwester) | Charlotte von Preußen (1798–1860, Kaiserin von Russland, Schwester)            | Charlotte von Preußen (1798–1860, Kaiserin von Russland, Schwester)            |                                                                                |                                                                                | Wilhelm I. (1797–1888)                                                         | Wilhelm I. (1797–1888)                                                         | Wilhelm I. (1797–1888)                         | Wilhelm I. (1797–1888)                         | Wilhelm I. (1797–1888)                         | Wilhelm I. (1797–1888)                         |  |  | Augusta von Sachsen-Weimar-Eisenach (1811–1890, Ehefrau)                                         | Augusta von Sachsen-Weimar-Eisenach (1811–1890, Ehefrau)                                         | Augusta von Sachsen-Weimar-Eisenach (1811–1890, Ehefrau)                                         | Augusta von Sachsen-Weimar-Eisenach (1811–1890, Ehefrau)                                         | Augusta von Sachsen-Weimar-Eisenach (1811–1890, Ehefrau)                                         | Augusta von Sachsen-Weimar-Eisenach (1811–1890, Ehefrau)                                         |  |  |                                                                                    |                                                                                    |                                                                                    |                                                                                    |                                                                                    |                                                                                    |
| Nikolaus I. (1796–1855, Kaiser von Russland, Schwager) | Nikolaus I. (1796–1855, Kaiser von Russland, Schwager) | Nikolaus I. (1796–1855, Kaiser von Russland, Schwager) | Nikolaus I. (1796–1855, Kaiser von Russland, Schwager) | Nikolaus I. (1796–1855, Kaiser von Russland, Schwager) | Nikolaus I. (1796–1855, Kaiser von Russland, Schwager) |                                                       |                                                       | Charlotte von Preußen (1798–1860, Kaiserin von Russland, Schwester) | Charlotte von Preußen (1798–1860, Kaiserin von Russland, Schwester) | Charlotte von Preußen (1798–1860, Kaiserin von Russland, Schwester) | Charlotte von Preußen (1798–1860, Kaiserin von Russland, Schwester) | Charlotte von Preußen (1798–1860, Kaiserin von Russland, Schwester)            | Charlotte von Preußen (1798–1860, Kaiserin von Russland, Schwester)            |                                                                                |                                                                                | Wilhelm I. (1797–1888)                                                         | Wilhelm I. (1797–1888)                                                         | Wilhelm I. (1797–1888)                         | Wilhelm I. (1797–1888)                         | Wilhelm I. (1797–1888)                         | Wilhelm I. (1797–1888)                         |  |  | Augusta von Sachsen-Weimar-Eisenach (1811–1890, Ehefrau)                                         | Augusta von Sachsen-Weimar-Eisenach (1811–1890, Ehefrau)                                         | Augusta von Sachsen-Weimar-Eisenach (1811–1890, Ehefrau)                                         | Augusta von Sachsen-Weimar-Eisenach (1811–1890, Ehefrau)                                         | Augusta von Sachsen-Weimar-Eisenach (1811–1890, Ehefrau)                                         | Augusta von Sachsen-Weimar-Eisenach (1811–1890, Ehefrau)                                         |  |  |                                                                                    |                                                                                    |                                                                                    |                                                                                    |                                                                                    |                                                                                    |
|                                                        |                                                        |                                                        |                                                        |                                                        |                                                        |                                                       |                                                       |                                                                     |                                                                     |                                                                     |                                                                     |                                                                                |                                                                                |                                                                                |                                                                                |                                                                                |                                                                                |                                                |                                                |                                                |                                                |  |  |                                                                                                  |                                                                                                  |                                                                                                  |                                                                                                  |                                                                                                  |                                                                                                  |  |  |                                                                                    |                                                                                    |                                                                                    |                                                                                    |                                                                                    |                                                                                    |
|                                                        |                                                        |                                                        |                                                        | Alexander II. (1818–1881, Kaiser von Russland, Neffe)  | Alexander II. (1818–1881, Kaiser von Russland, Neffe)  | Alexander II. (1818–1881, Kaiser von Russland, Neffe) | Alexander II. (1818–1881, Kaiser von Russland, Neffe) | Alexander II. (1818–1881, Kaiser von Russland, Neffe)               | Alexander II. (1818–1881, Kaiser von Russland, Neffe)               |                                                                     |                                                                     | Marie von Hessen-Darmstadt (1824–1880, Kaiserin von Russland, Schwiegernichte) | Marie von Hessen-Darmstadt (1824–1880, Kaiserin von Russland, Schwiegernichte) | Marie von Hessen-Darmstadt (1824–1880, Kaiserin von Russland, Schwiegernichte) | Marie von Hessen-Darmstadt (1824–1880, Kaiserin von Russland, Schwiegernichte) | Marie von Hessen-Darmstadt (1824–1880, Kaiserin von Russland, Schwiegernichte) | Marie von Hessen-Darmstadt (1824–1880, Kaiserin von Russland, Schwiegernichte) |                                                |                                                |                                                |                                                |  |  |                                                                                                  |                                                                                                  |                                                                                                  |                                                                                                  |                                                                                                  |                                                                                                  |  |  |                                                                                    |                                                                                    |                                                                                    |                                                                                    |                                                                                    |                                                                                    |
|                                                        |                                                        |                                                        |                                                        | Alexander II. (1818–1881, Kaiser von Russland, Neffe)  | Alexander II. (1818–1881, Kaiser von Russland, Neffe)  | Alexander II. (1818–1881, Kaiser von Russland, Neffe) | Alexander II. (1818–1881, Kaiser von Russland, Neffe) | Alexander II. (1818–1881, Kaiser von Russland, Neffe)               | Alexander II. (1818–1881, Kaiser von Russland, Neffe)               |                                                                     |                                                                     | Marie von Hessen-Darmstadt (1824–1880, Kaiserin von Russland, Schwiegernichte) | Marie von Hessen-Darmstadt (1824–1880, Kaiserin von Russland, Schwiegernichte) | Marie von Hessen-Darmstadt (1824–1880, Kaiserin von Russland, Schwiegernichte) | Marie von Hessen-Darmstadt (1824–1880, Kaiserin von Russland, Schwiegernichte) | Marie von Hessen-Darmstadt (1824–1880, Kaiserin von Russland, Schwiegernichte) | Marie von Hessen-Darmstadt (1824–1880, Kaiserin von Russland, Schwiegernichte) |                                                |                                                |                                                |                                                |  |  |                                                                                                  |                                                                                                  |                                                                                                  |                                                                                                  |                                                                                                  |                                                                                                  |  |  |                                                                                    |                                                                                    |                                                                                    |                                                                                    |                                                                                    |                                                                                    |
|                                                        |                                                        |                                                        |                                                        |                                                        |                                                        |                                                       |                                                       |                                                                     |                                                                     |                                                                     |                                                                     |                                                                                |                                                                                |                                                                                |                                                                                |                                                                                |                                                                                |                                                |                                                |                                                |                                                |  |  |                                                                                                  |                                                                                                  |                                                                                                  |                                                                                                  |                                                                                                  |                                                                                                  |  |  |                                                                                    |                                                                                    |                                                                                    |                                                                                    |                                                                                    |                                                                                    |
|                                                        |                                                        |                                                        |                                                        |                                                        |                                                        |                                                       |                                                       | Alexander III. (1845–1894, Kaiser von Russland, Großneffe)          |                                                                     |                                                                     |                                                                     |                                                                                |                                                                                |                                                                                |                                                                                |                                                                                |                                                                                |                                                |                                                |                                                |                                                |  |  |                                                                                                  |                                                                                                  |                                                                                                  |                                                                                                  |                                                                                                  |                                                                                                  |  |  |                                                                                    |                                                                                    |                                                                                    |                                                                                    |                                                                                    |                                                                                    |

Wilhelms Verständnis von Außenpolitik basierte auf dynastischen Verbindungen und persönlichen Beziehungen zwischen den europäischen Monarchen. Bismarcks Verträgen maß er im Vergleich dazu wenig Bedeutung bei. Wilhelm hielt Russland für den wichtigsten Verbündeten des Deutschen Reiches. Gegenüber Österreich, das traditionell als Rivale Preußens galt, hegte er Vorbehalte. Aus Wilhelms Sicht sprachen für Russland die verwandtschaftliche Nähe zum Herrscherhaus – Zar Alexander II. war sein Neffe – und der Umstand, dass Russland sich sowohl im Preußisch-Österreichischen wie auch im Deutsch-Französischen Krieg neutral verhalten hatte.

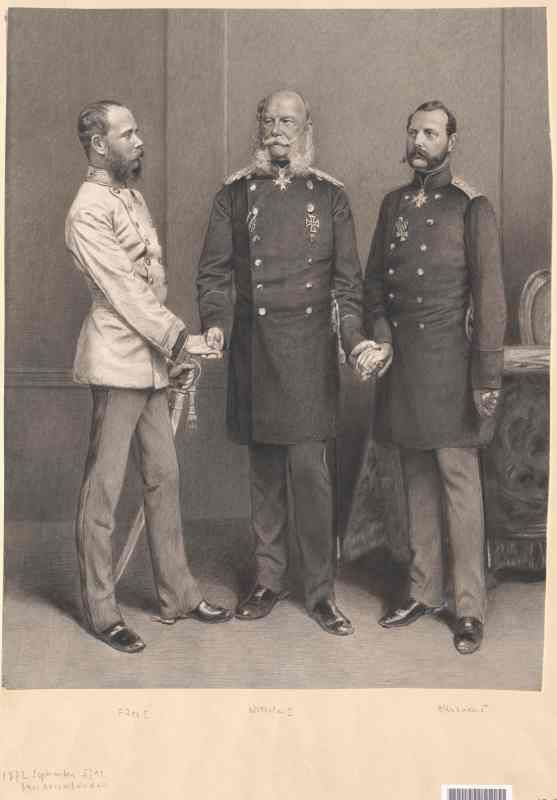
Von links nach rechts: Franz Joseph I., Wilhelm I. und Alexander II. am 22. Oktober 1873 im Schloss Schönbrunn

In den Jahren nach der Reichsgründung unterstützte Wilhelm Bismarcks außenpolitische Annäherung gegenüber Österreich-Ungarn und Russland. 1873 wurde das sogenannte Dreikaiserabkommen geschlossen. Die drei Monarchen – Wilhelm I., Franz Joseph I. und Alexander II. – versuchten damit, wieder an die monarchische Wertegemeinschaft der früheren Heiligen Allianz anzuknüpfen. Im Kern sah das Versprechen vor, „den gegenwärtig in Europa bestehenden Friedenszustand zu befestigen“ und im Falle von Revolutionen oder anderen Bedrohungen der monarchischen Herrschaft einander beizustehen. Der Frieden blieb indes gefährdet. Obgleich Bismarck während der Krieg-in-Sicht-Krise 1875 keinen militärischen Schlag gegen das neu erstarkende Frankreich führen wollte, sah sich Wilhelm doch auf Grund der scharfen Rhetorik seines Reichskanzlers dazu veranlasst, den Zaren persönlich zu treffen und ihn von dem Friedenswillen seiner Regierung zu überzeugen. Der Kaiser erteilte möglichen Präventivkriegsüberlegungen grundsätzlich eine Absage.
Während der Balkankrise bezog Wilhelm I. ab 1875 erneut Position zu Gunsten Russlands und schädigte zu Bismarcks Missfallen die Beziehungen mit Großbritannien. Das Vereinigte Königreich sah der Kaiser als keine vollwertige Monarchie an und beschuldigte es, die osmanische Armee heimlich im Russisch-Osmanischen Krieg zu unterstützen. Auf dem Berliner Kongress 1878 konnte Bismarck nur deshalb als neutraler Schiedsrichter des Konfliktes auftreten, weil Wilhelm I. durch ein Attentat verwundet war und folglich nicht teilnehmen konnte. Aus Enttäuschung über Bismarcks Politik während des Berliner Kongresses warf der Zar im sogenannten Ohrfeigenbrief an seinen Onkel Wilhelm Bismarck vor, nicht die territorialen Interessen Russlands im Südosten Europas unterstützt zu haben. Die Warnung des Zaren vor „unheilvollen Folgen“ verunsicherte Wilhelm I. Er traf sich im September 1879 mit Alexander und verweigerte zunächst die Zustimmung zu einem von Bismarck vorgesehenen Bündnis vorerst allein mit Österreich. Wilhelm vermutete, dass Russland sich mit Frankreich verbünden könnte, sollte Deutschland nicht Partei für Sankt Petersburg ergreifen. Sowohl Bismarck als auch Wilhelm drohten in dieser Situation mit Rücktritt beziehungsweise Abdankung. Letztlich konnte sich Bismarck jedoch durchsetzen, da das von ihm installierte Umfeld um den Kaiser, aber auch politische Gegner des Reichskanzlers zu einem Bündnis mit Österreich rieten. Allerdings wich der Zweibund in seiner vertraglichen Konzeption stark von Bismarcks ursprünglichen Plänen ab, der zum einen ein uneingeschränktes Defensivbündnis angestrebt hatte und dieses auch materiell durch eine deutsch-österreichische Zollunion ergänzen wollte. Neben der ablehnenden Haltung des österreichischen Außenministers Graf Andrássy sieht Wolfgang Mommsen auch Wilhelms Widerstand als Faktor an, der den Zweibund letztlich nur zu einem „gewöhnlichen“ Defensivbündnis werden ließ.

##### Sich verschlechternde Beziehungen zu Russland, Präventivkriegsüberlegungen und koloniales Desinteresse
Durch den Tod Alexanders II. und die Bulgarische Krise verschlechterten sich Wilhelms Beziehungen zu Russland langfristig. Er versuchte zwar an dem Dreikaiserbund von 1881 festzuhalten, erfuhr jedoch von russischen Diskussionen über eine mögliche Annäherung an Frankreich. Der Kaiser sprach sich nun für einen territorialen Status quo im Balkan aus und befürwortete nicht länger russische Ansprüche in der Region. Die Spannungen zwischen Österreich-Ungarn und Russland machten derweil den Fortbestand der Allianz zwischen den drei Kaiserreichen illusorisch.
Kurz vor seinem Tod begann Wilhelm über einen möglichen Krieg gegen Russland nachzudenken. Er teilte die Ansicht des Generalstabes, dass sich eine militärische Eskalation nicht mehr auf Dauer würde verhindern lassen. Präventivkriegspläne ließ er jedoch nicht vorbereiten. An der Errichtung eines deutschen Kolonialreiches nahm Wilhelm keinen Anteil. Er interessierte sich vor allem für die kontinentaleuropäische Außenpolitik und ermahnte Bismarck 1884, dass der Unterhalt der Überseegebiete finanziell nicht zu kostspielig werden dürfte.

#### Innenpolitisches Wirken

##### Kulturkampf und Verhältnis zur jüdischen Bevölkerung
In der Forschung bestehen unterschiedliche Ansichten zu Wilhelms Einfluss auf den Kulturkampf. Der Beurteilung von Robert-Tarek Fischer nach stand Wilhelm den gegen die katholische Kirche gerichteten Repressalien skeptisch gegenüber. So erwirkte er eine Abänderung des „Klostergesetzes“ von 1875. Das Gesetz sah zwar weiterhin die Schließung der Klosterorden in Preußen vor, nahm davon aber reine Krankenpflegeorden aus. Der Kaiser sprach sich aus Bedenken vor den Reaktionen des Kölner Erzbischofes auch dagegen aus, den Kirchenrechtler Johann Friedrich von Schulte auf einen Lehrstuhl an der Universität Bonn zu berufen. Schulte hatte entschieden das Erste Vatikanische Konzil kritisiert. Letztlich verhinderte Wilhelm die Berufung Schultes dennoch nicht.
Markert meint, dass Wilhelm in der Zentrumspartei und der katholischen Geistlichkeit eine Bedrohung für die Krone gesehen habe. In einem Brief an Augusta vom 6. Juni 1872 äußerte er seine Furcht vor der Untreue seiner Soldaten, sollten „Geistliche und Beichtvater ih[nen] im Namen des […] Papstes die Lehre einschärf[en], [… ihrem] Oberen und Souverain nicht mehr zu gehorchen […]“. Markert meint daher, dass Bismarcks langjähriger Kulturkampf ohne die Zustimmung des Monarchen nicht denkbar gewesen wäre. Laut Gerd Heinrich schwankte der Kaiser, je nachdem, ob er gerade unter dem Einfluss Bismarcks oder seiner Frau stand, die die aggressiv-antikatholischen Maßnahmen missbilligte. Da der Kulturkampf in den Reichstagswahlen keine Schwächung des Zentrums herbeiführte, plädierte Wilhelm I. 1878/1879 gegenüber Bismarck für eine Beilegung des Konflikts. Seine feindliche Haltung zum Ultramontanismus blieb davon unbeeinträchtigt bestehen.
Wilhelms Verhältnis zum Judentum war ambivalent. Einerseits vertraute er seit 1859 dem jüdischen Bankier Moritz von Cohn die Verwaltung seiner finanziellen Angelegenheiten an. Unter seiner Herrschaft konnte 1869 auch eine gesetzliche Gleichstellung für die jüdischen Mitbürger eingeführt werden. Andererseits sah Wilhelm trotz öffentlicher Kritik von einer Entlassung seines offen antisemitisch agitierenden Hofpredigers Adolf Stoecker ab. Wilhelm bezog auch während des sogenannten Berliner Antisemitismusstreites um 1880 keine öffentliche Position. Der Historiker Robert-Tarek Fischer sieht hierin ein Versäumnis Wilhelms: Eine kaiserliche Missbilligung des Antisemitismus hätte Fischer zufolge „Menschen [...], die mit judenfeindlichen Strömungen sympathisierten, dabei aber auch Scham und Skrupel fanden“, zumindest von einer weiteren Radikalisierung abhalten können.

##### Attentate, Anteil am Sozialistengesetz und der „Konservativen Wende“

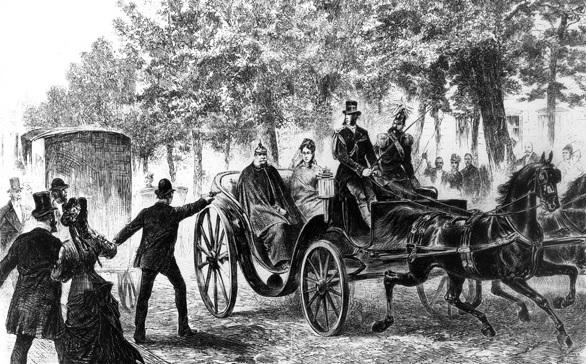
Der Attentäter Max Hödel schießt auf Wilhelm I. Neben dem Kaiser sitzt seine Tochter Luise in der offenen Kutsche. Darstellung von Hermann Lüders, um 1878

1878 wurden zwei Attentate auf den Kaiser verübt. Den ersten Anschlag beging am 11. Mai der arbeitslose Klempnergeselle Max Hödel. Der Attentäter lauerte Wilhelm auf, als dieser mit seiner Tochter Luise in einem offenen Wagen durch die Straße Unter den Linden fuhr. Die beiden Schüsse, die Hödel abgab, verfehlten den Kaiser. Obwohl die Motive der Tat nie ganz aufgeklärt werden konnten, war das Attentat von hoher politischer Brisanz: Hödel war zeitweilig Mitglied der Sozialistischen Arbeiterpartei Deutschlands, der späteren SPD. Er war zwar wegen Unterschlagung von Parteigeldern ausgeschlossen worden, lieferte jedoch für Bismarck den Vorwand zu einem Gesetz gegen die Sozialdemokratie. Die Regierungsmaßnahme wurde jedoch im Reichstag abgelehnt.
Die Situation änderte sich durch ein zweites Attentat. Es wurde durch Karl Eduard Nobiling am 2. Juni 1878 ebenfalls auf der Straße Unter den Linden ausgeführt und hatte den offenen Wagen des Kaisers zum Ziel. Wilhelm plante einen Aufenthalt im Berliner Tiergarten. Auf dem Weg vom Berliner Schloss dorthin fielen aus einem Fenster zwei Schüsse. Wilhelm wurde von 30 Schrotkugeln an Armen, Kopf und Rücken getroffen. Bismarck beschuldigte nun erneut die Sozialdemokratie für den Anschlag verantwortlich zu sein. In der Öffentlichkeit zeigte seine Behauptung diesmal Wirkung. Währenddessen übertrug Wilhelm für die Zeit bis zu seiner Genesung seinem Sohn Friedrich Wilhelm die Regentschaft. Er ließ sich in dieser Phase von Bismarck über Fortschritte zu einem Gesetz gegen die gemeingefährlichen Bestrebungen der Sozialdemokratie informieren. Der Kaiser klagte darüber, dass erst, nachdem er schwer verletzt worden war, „solche Maßregeln erreicht werden konnten“. Das mit dem sogenannten Sozialistengesetz verbundene Verbot von Vereinen, Versammlungen und Schriften der Sozialdemokratie befürwortete er ausdrücklich. Die Attentate riefen in der Bevölkerung Sympathiebekundungen für den Monarchen hervor. Es wurden zahlreiche Genesungswünsche abgedruckt und im ganzen Reich publizistisch verbreitet. Vor allem auf diese „Heilung“ seiner Popularität anspielend, nannte Wilhelm I. Nobiling seinen „besten Arzt“.
Wilhelm hatte die bis 1878/1879 andauernde Kooperation Bismarcks mit der Nationalliberalen Partei stets kritisch gesehen. Er übte aus Furcht vor einer weiteren Parlamentarisierung der Monarchie Druck auf seinen Reichskanzler aus, die Zusammenarbeit zu beenden. Im Oktober 1878 bilanzierte Wilhelm, dass es „jetzt Zeit [sei], mit dem Liberalisieren einzuhalten“. Damit hatte der Kaiser einen Anteil an der sogenannten konservativen Wende des Kaiserreiches. Wilhelm setzte sich zudem für Verlängerungen des Sozialistengesetzes ein: Im März 1886 ließ er beispielsweise über den preußischen Innenminister Robert von Puttkamer dem Reichstag sein Missfallen bezüglich einer möglichen Blockade des Sozialistengesetzes mitteilen. Daraufhin geriet der Parlamentsantrag des Zentrumspolitikers Ludwig Windthorst in Verruf. Ihm wurde in der Öffentlichkeit eine „kaiserfeindliche“ Position vorgeworfen.

##### Präsentation als nationale Identifikationsfigur und massenmediale Selbstinszenierung

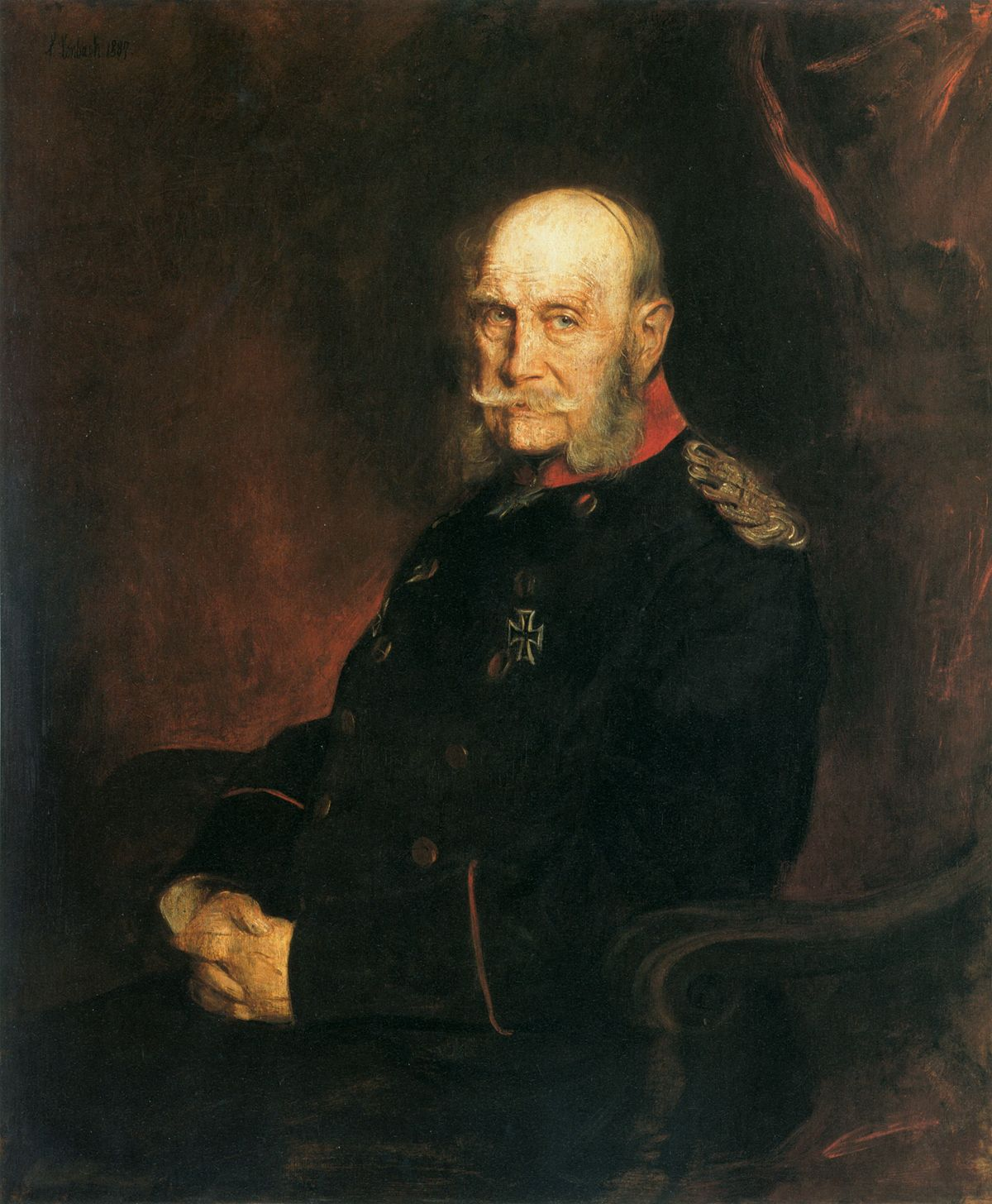
Das Bild von 1887 zeigt Wilhelm im Alter von etwa 90 Jahren vor einem dunklen Hintergrund. Er sitzt in einem Lehnstuhl und ist in eine Generalsuniform gekleidet. Gemälde des bayerischen Malers Franz von Lenbach, 1887, Museum der bildenden Künste zu Leipzig

Seit den späten 1870er Jahren reduzierte der Kaiser altersbedingt – zu diesem Zeitpunkt war er etwa 80 Jahre alt – sein Wirken in den Amtsgeschäften. Die Aufmerksamkeit des Monarchen galt nun verstärkt öffentlichen Auftritten. Bei Reden, Reisen und symbolischen Akten außerhalb Preußens zeigte er sich oft zusammen mit anderen deutschen Landesherren. Auf diese Weise verschränkte Wilhelm den regionalen Patriotismus mit dem des noch jungen Nationalstaates, als dessen Symbolfigur ihn die Öffentlichkeit zunehmend wahrnahm. Die Auftritte dienten außerdem dem Zweck, als wichtiger Machtfaktor neben Parlament und Reichskanzler öffentliche Anerkennung zu gewinnen. Laut dem Historiker Thomas Nipperdey ließ seine „würdige, ruhige und respekteinflößende Art“ den alternden Kaiser zu einer politischen „Identifikationsfigur“ werden. Einen echten Kult um seine Person habe es aber nicht gegeben, weder am Geburtstag des Kaisers noch bei den Kaisertagen.
Eine zunehmend wichtige Rolle kam Wilhelm in bebilderten Zeitschriften und Zeitungen zu. Laut der Historikerin Alexa Geisthövel wurden unter dem Kaiser die „Grundlagen für das kommende massenmediale Spektakel der Monarchie“ gelegt. Wilhelm nutzte dies wie viele andere Fürsten zur Selbstdarstellung. Er gewährte Berichterstattern Einblicke in sein Privatleben und erlaubte bei seiner Abwesenheit die Besichtigung seiner Residenzen. Die bürgerliche Presse rückte Wilhelm in ein überwiegend positives Licht. Er wurde als diszipliniert arbeitender älterer Herr dargestellt. Die Medien reduzierten dabei die Distanz zum Herrscher und betonten seine persönlichen Vorlieben und Eigenheiten. In Bad Ems, wo sich Wilhelm jährlich zur Kur aufhielt, gehörte es zu den Attraktionen, den Kaiser morgens auf der Promenade, abends im Theater und an Sonntagen in St. Martin aus der Nähe zu beobachten.

#### Tod und Nachfolge

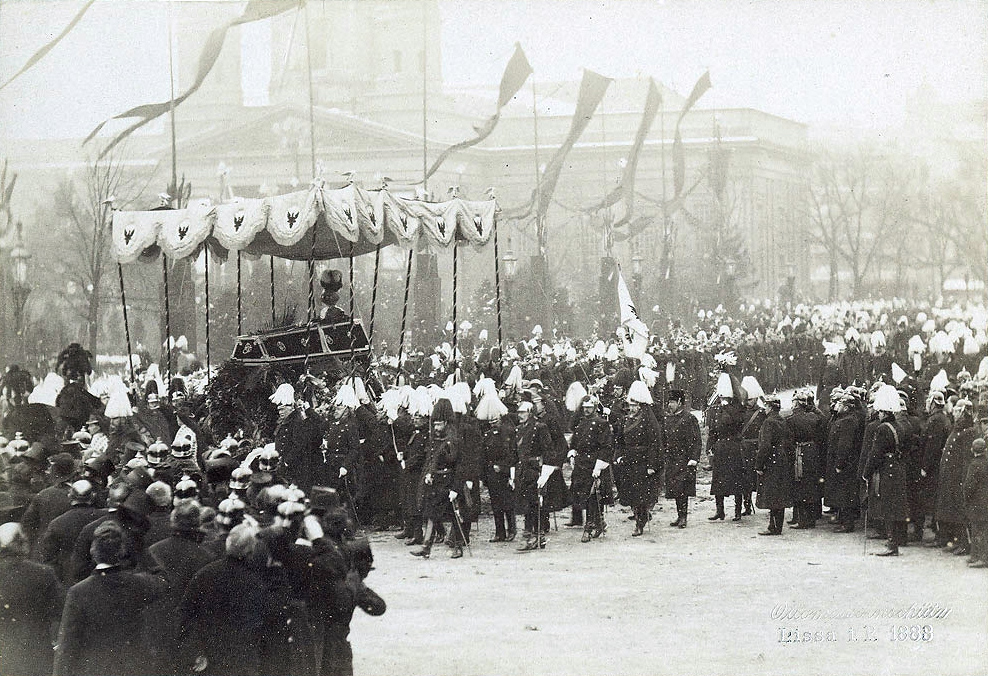
Trauerzug für Wilhelm I. im Berliner Lustgarten, im Hintergrund der alte Berliner Dom, Fotografie von Ottomar Anschütz, 1888

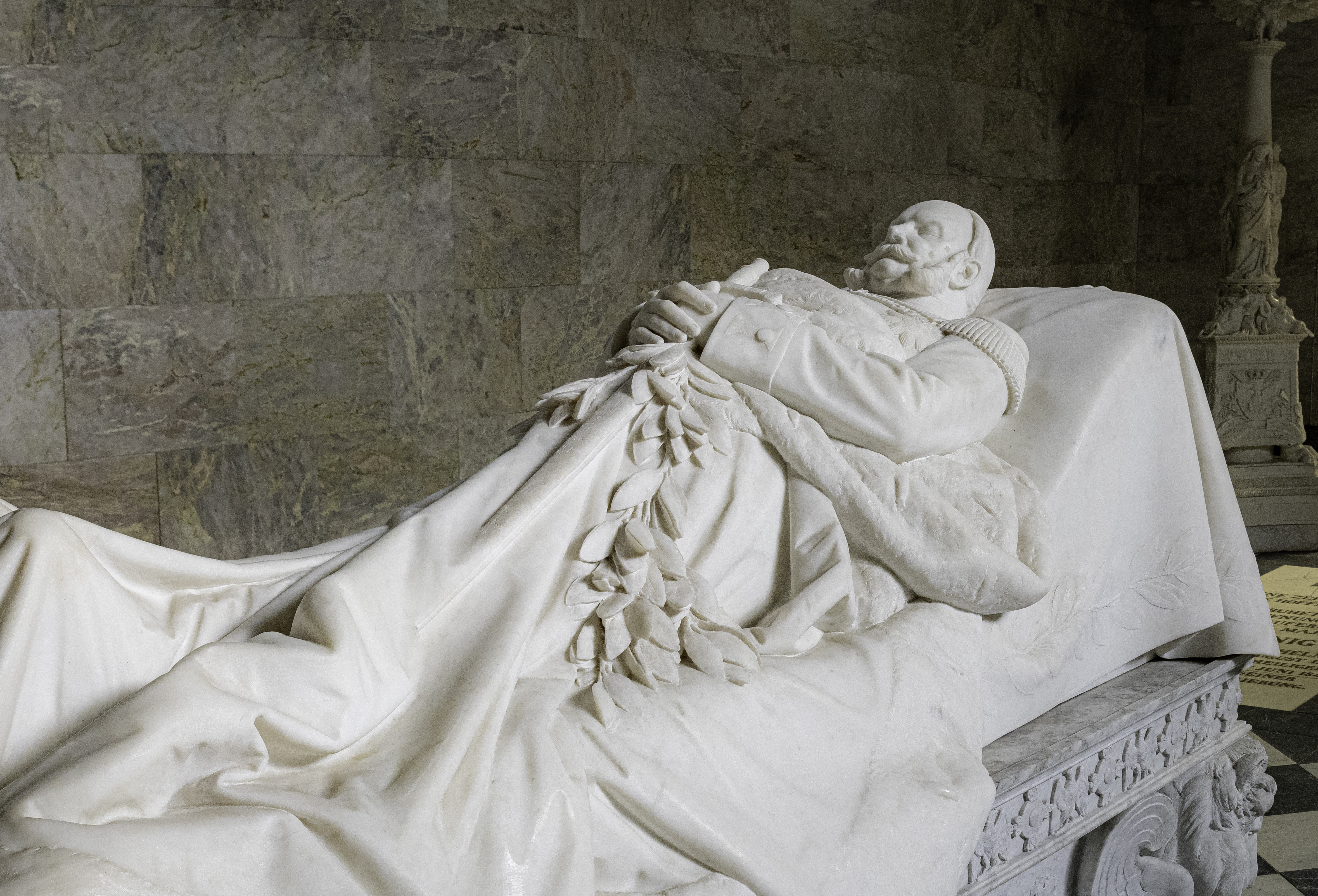
Grab von Wilhelm im Mausoleum Schloss Charlottenburg

Der Gesundheitszustand des Kaisers verschlechterte sich in den letzten zehn Jahren seiner Herrschaft. Er litt an Erkältungen, Blasenentzündungen und fiel gelegentlich in Ohnmacht. Trotzdem erholte er sich meist schnell wieder und hielt an seiner normalen Arbeitsroutine fest. Bei der Einweihung des Niederwalddenkmals am 28. September 1883 in Rüdesheim entging er einem von einer Anarchistengruppe um August Reinsdorf geplanten Sprengstoffattentat. Wegen des feuchten Wetters versagte der Zünder. Mit 90 Jahren erreichte er so ein Alter, welches deutlich über der durchschnittlichen Lebenserwartung seiner Zeit lag.
Wilhelm I. starb am 9. März 1888. Da er sich in der Wintersaison gewohnheitsmäßig im Alten Palais Unter den Linden aufhielt, vollzog sich seine Aufbahrung und Beisetzung in aller Öffentlichkeit. Dies stellte eine Besonderheit dar, da sowohl sein Vorgänger als auch sein Nachfolger in der Abgeschiedenheit ihrer Potsdamer Sommerresidenzen starben. Wilhelms Leichnam wurde frühmorgens am 12. März 1888 in den Berliner Dom gebracht. Die dortige öffentliche Aufbahrung währte bis zum 15. März. In dieser Zeit nahmen zeitgenössischen Schätzungen zufolge zwischen 100.000 und 300.000 Menschen von dem Monarchen Abschied. Am 16. März geleitete ein Trauerzug den Sarg in das Mausoleum im Schlosspark Charlottenburg. Dort wurde Wilhelm in der Nähe seiner Eltern beigesetzt.
Sein bereits schwer an Kehlkopfkrebs erkrankter Sohn Friedrich III. überlebte ihn nur um 99 Tage. Dessen 28-jähriger Sohn folgte als Wilhelm II. auf den Kaiserthron nach. Das Jahr 1888 ging daher als Dreikaiserjahr in die Geschichte ein.

## Rezeption

### Gedenken

#### Memoiren und Nachrufe
Auf sein öffentliches Andenken nahm Wilhelm selbst Einfluss. Sein Vorleser, Louis Schneider, gab mehrere verklärende Memoiren zu seiner Person heraus. Den Veröffentlichungen hatte der Monarch selbst zugestimmt. Schneider zeichnete von Wilhelm das Idealbild eines Mannes, der angeblich den preußischen Tugenden entsprach. Wilhelm habe unermüdlich gearbeitet, schon früh morgens seine Truppen inspiziert und in seinem Palais Unter den Linden recht bescheiden gewohnt. Diese Charakterisierung beeinflusste auch die spätere historiographische Bewertung Wilhelms. Schneider widmete während der Einigungskriege mehrere Zeitungsartikel dem Wirken Wilhelms als Feldherr. Der König selbst las diese „Korrektur“ und erlaubte Schneider auf dieser Grundlage Militärbiographien anzufertigen. Die Bücher verherrlichten Wilhelms militärische Führungsfähigkeiten und stellten ihn als tapferen Kriegsmonarchen dar. Das Ziel bestand darin, der vorherrschenden Sicht, nach der vor allem der Chef des Generalstabs, Helmuth von Moltke, hinter den militärischen Siegen steckte, entgegenzuwirken. Seit den 1890er Jahren galt der Kaiser als Repräsentant des „alten Preußens“ und damit einer nostalgisch verklärten Ära, die in einen Gegensatz zu der Zeit Wilhelms II. gestellt wurde. Diese von Frederik Frank Sterkenburgh bis heute als wirkmächtig angesehene Deutung geht vor allem auf einen 1897 in der Allgemeinen Deutschen Biographie veröffentlichten Lexikonbeitrag von Erich Marcks zurück. Auch die Bismarckanhängerin Hildegard von Spitzemberg verband die Zeit Wilhelms I. mit einer angemessenen preußischen Bescheidenheit und klugen Politik, wovon bei Wilhelm II. nichts zu beobachten gewesen sei.

#### Denkmäler

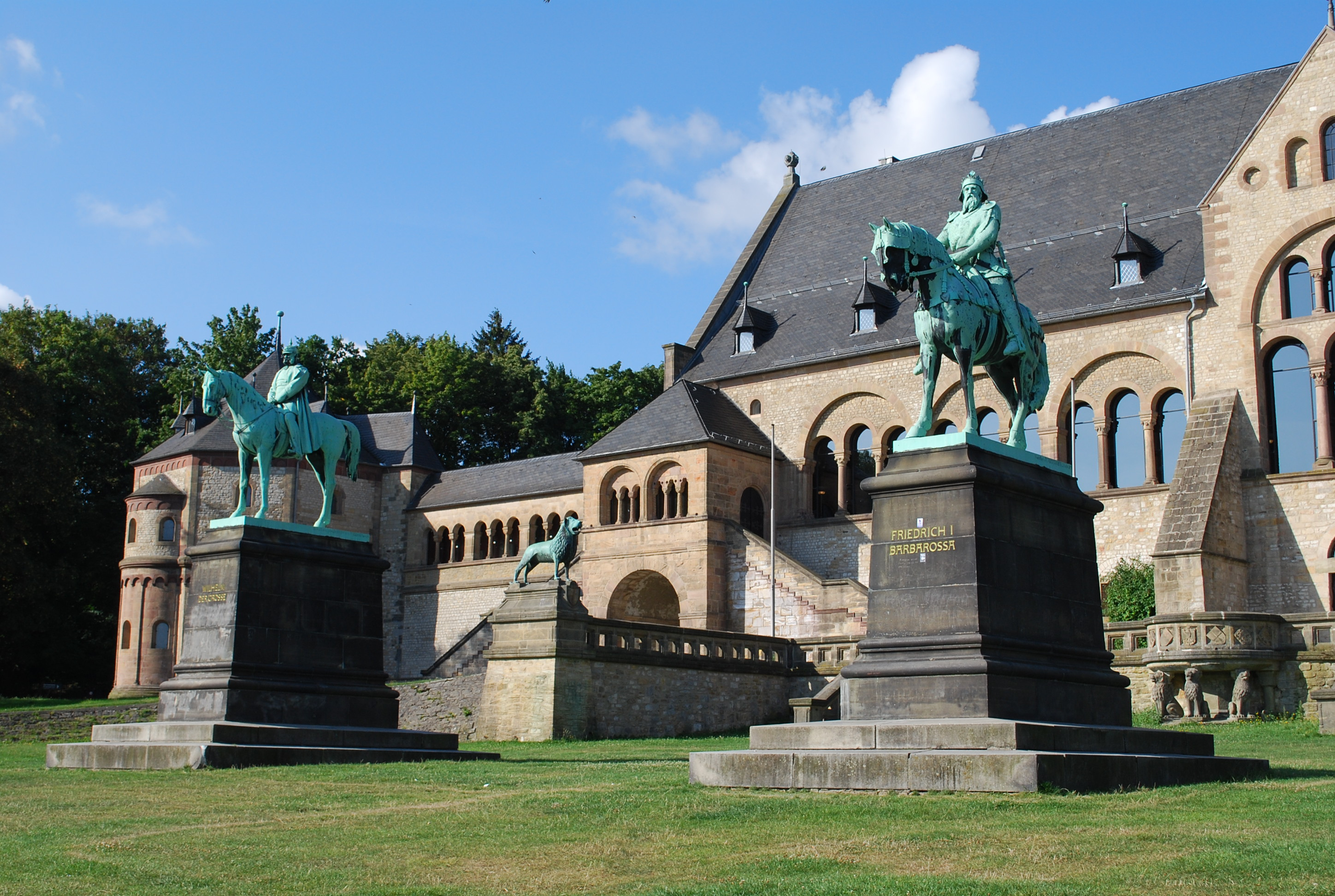
Reiterstandbilder von Wilhelm I. (links) und Friedrich I. (rechts) auf dem Vorplatz der Kaiserpfalz Goslar

Die Errichtung von Kaiser-Wilhelm-Denkmälern förderte nach 1888 vor allem sein Enkel Wilhelm II. Um die Rechtmäßigkeit seiner eigenen Herrschaft herauszustreichen, versuchte er sich in die Tradition seines Großvaters zu stellen. Die Denkmäler sollten von einer vermeintlichen Glorie der Hohenzollern-Dynastie zeugen und das Ideal eines regierenden Monarchen beschwören, der von keinen Ratgebern abhängig ist. Die Denkmäler wiesen dabei nicht auf die politische Bedeutung von Personen in Wilhelms Umfeld hin, etwa Reichskanzler Bismarck, Kriegsminister Roon oder Generalfeldmarschall Moltke. Bei vielen dieser Denkmäler ging es darum, Wilhelm I. in seiner Rolle als „Reichsgründer“ zu verherrlichen. Die genaue Anzahl der entsprechenden Monumente ist nicht bekannt. Das Preußische Denkmalinstitut geht von rund 425 Werken aus. Kein anderes gekröntes Haupt erhielt in Deutschland mehr Denkmäler als Wilhelm I.

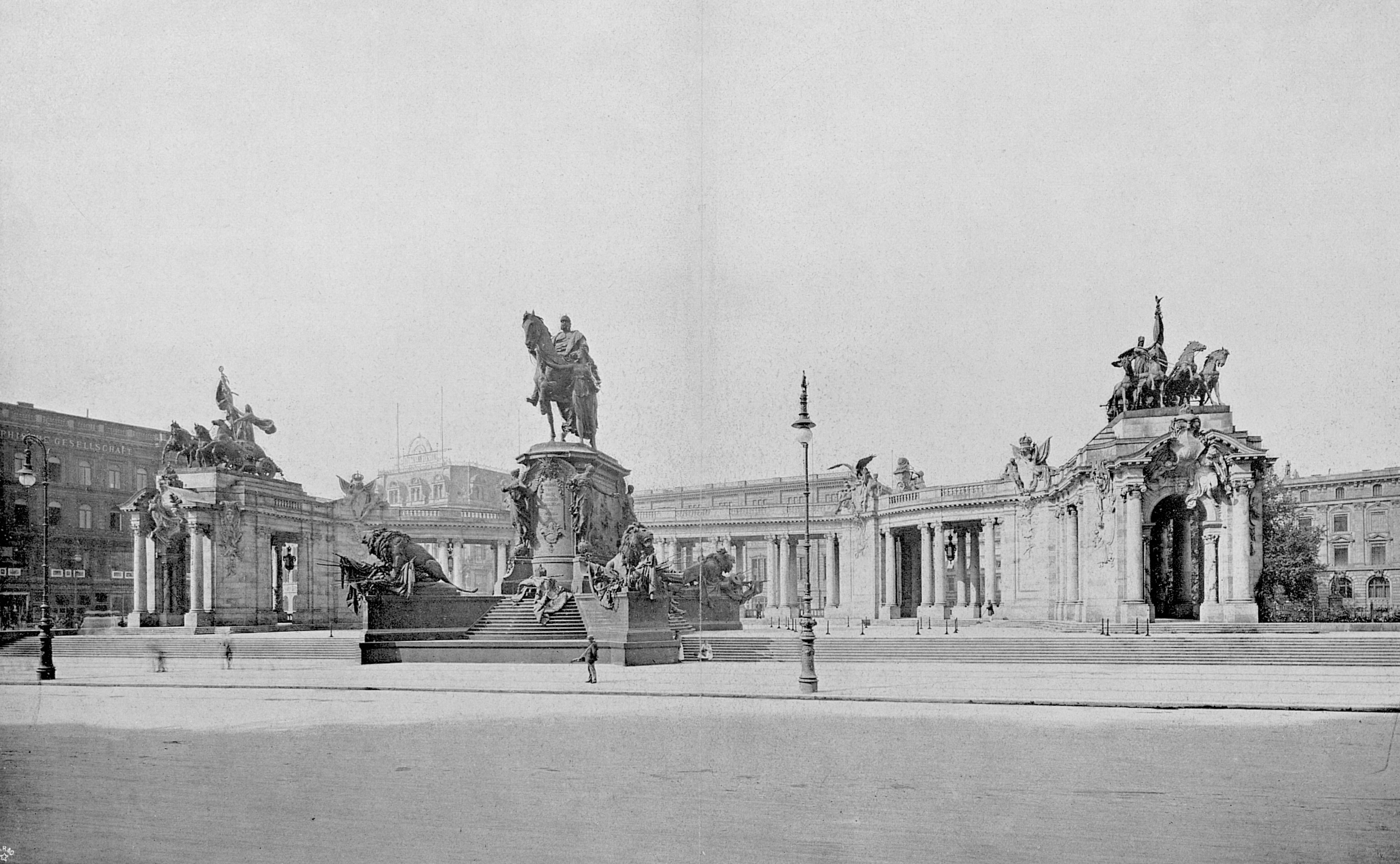
Kaiser-Wilhelm-Nationaldenkmal, 1901

Vor dem Berliner Schloss wurde in den Jahren 1895–1897 das Kaiser-Wilhelm-Nationaldenkmal errichtet. Es wurde im Jahr 1950 abgerissen.
Auf Initiative Wilhelms II. wurden viele der Denkmäler mit dem Beinamen „der Große“ versehen. Die Bezeichnung sollte Wilhelm I. in eine Reihe mit dem preußischen König Friedrich den Großen rücken. Außerdem griff Wilhelm II. den Mythos um Friedrich I. auf, einen Kaiser des Heiligen Römischen Reiches, der im 19. Jahrhundert nach einer italienischen Bezeichnung aus dem 12. Jahrhundert „Barbarossa“ – Rotbart – genannt wurde. Der Kyffhäuser-Sage nach sollte „Barbarossa“ nach einem langen Schlaf erwachen und sein altes Reich wiedererstehen lassen. Um Wilhelm I. als Erfüller der Prophezeiung erscheinen zu lassen, ließ Wilhelm II. vor der Goslarer Kaiserpfalz das Reiterstandbild seines Großvaters neben dasjenige „Barbarossas“ stellen. Auch das von Landkriegerverbänden initiierte Kyffhäuserdenkmal suggerierte eine Kontinuität von dem mittelalterlichen Kaiser und untergegangenem Heiligen Römischen Reich bis hin zu Wilhelm I. und dem deutschen Nationalstaat.

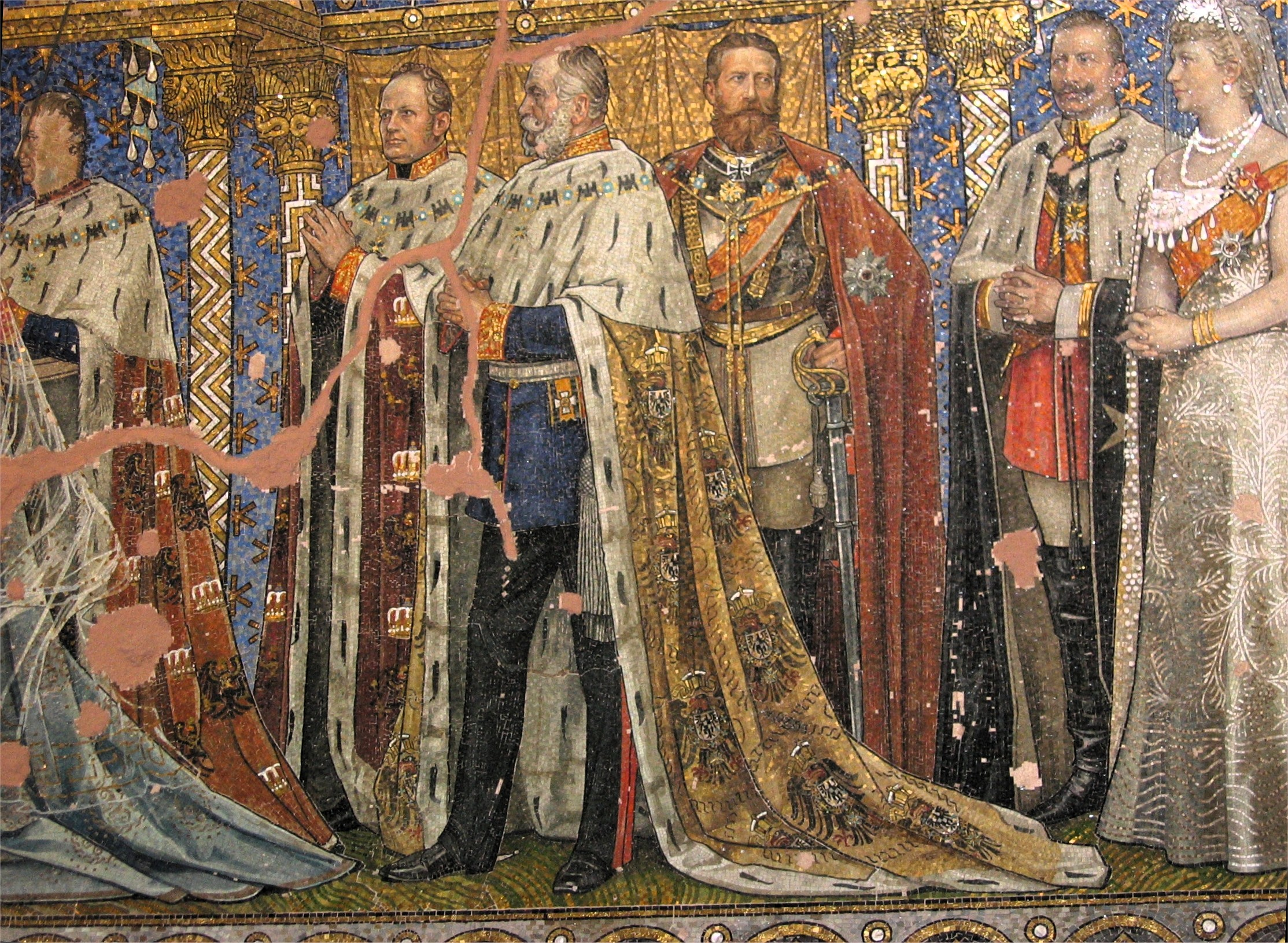
Wilhelm I. auf dem Wandmosaik der Kaiser-Wilhelm-Gedächtniskirche in Berlin, hinter ihm stehen sein Vorgänger Friedrich Wilhelm IV. (links) und sein Nachfolger Friedrich III. (rechts). Ganz rechts im Vordergrund sind Wilhelm II. und dessen Gemahlin Auguste Victoria positioniert

Die Kaiser-Wilhelm-Gedächtniskirche in Berlin ließ Wilhelm II. als religiöse Gedenkstätte für seinen Großvater konzipieren. Wilhelm I. sollte in den Worten von Vera Frowein-Ziroff posthum zu einem „Vorkämpfer für die Verankerung christlichen Denkens und Handelns“ im Deutschen Reich erhoben werden und damit atheistischen und freidenkerischen Tendenzen in der Reichshauptstadt entgegenwirken.

#### Namensgeber

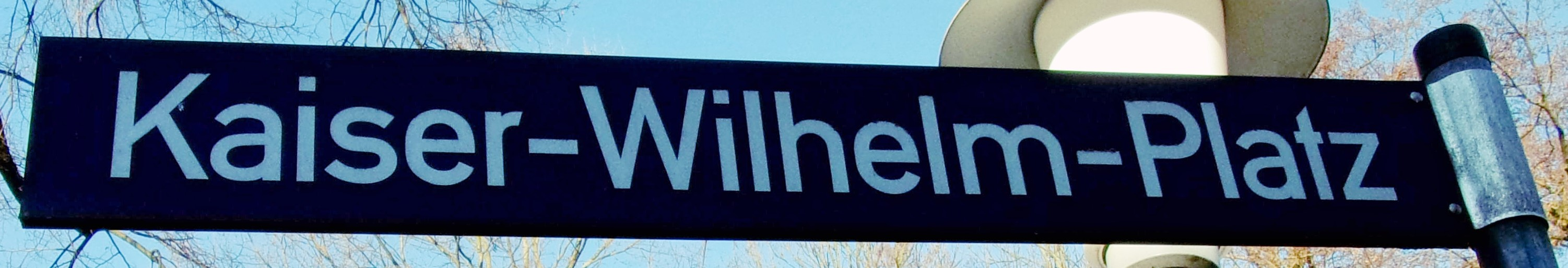
Straßenschild am Kaiser-Wilhelm-Platz, Hamburg-Bergedorf

Nach Wilhelm wurden im 19. Jahrhundert eine Reihe von Objekten und Orten benannt. Die nachfolgende Übersicht erhebt keinen Anspruch auf Vollständigkeit: Am 17. Juni 1869 verlieh König Wilhelm I. dem preußischen Kriegsmarinehafen an der Nordsee den Namen Wilhelmshaven. Das Gelände, auf dem die Anlage entstand, war schon unter seinem Vorgänger Friedrich Wilhelm IV. im sogenannten Jade-Vertrag 1853 erworben worden. Eine besondere Förderung erfuhr Wilhelmshaven aber erst durch und unter Wilhelm II.
Im Juni 1895 taufte Kaiser Wilhelm II. die neu errichtete Schifffahrtsstraße zwischen Elbmündung und Kieler Förde auf den Namen Kaiser-Wilhelm-Kanal. Er entschied sich damit spontan während der Einweihungsfeier gegen die bisher geplante Benennung Nord-Ostsee-Kanal. Diesen ursprünglich vorgesehenen Namen erhielt die Wasserstraße erst 1948. Trotz der früheren Benennung nach dem Monarchen war Wilhelm I. nicht der Initiator des Projektes gewesen. Er befahl dem Rat Bismarcks folgend aber 1883 den Bau in Angriff zu nehmen. Ranghohe Militärs wie Moltke und Roon hatten bis dahin dem Vorhaben jeden strategischen Nutzen abgesprochen. Wilhelm I. wohnte am 7. Juni 1887 der Grundsteinlegung des Kanals bei.
1877 wurde die 1872 in Straßburg neu gegründete Universität nach ihm benannt. Wilhelm I. nahm am Festakt der Umbenennung am 2. Mai 1877 persönlich teil. Mit seiner Zustimmung zur offiziellen Bezeichnung Kaiser-Wilhelms-Universität kam er dem Wunsch des Rektors und Senates nach. Die Anwesenheit des Kaisers war von hoher symbolischer Bedeutung, da Straßburg und das nunmehrige Reichsland Elsaß-Lothringen bis 1871 zu Frankreich gehört hatten. Wilhelm I. kam erstmals in die vom Deutschen Reich annektierte Region. Nach der militärischen Niederlage Deutschlands im Ersten Weltkrieg erhielt die Universität den Namen Université de Strasbourg. Carl Koldewey, der Leiter der ersten deutschen Nordpolar-Expedition, benannte eine Insel in der Hinlopenstraße im August 1868 Wilhelm-Insel.
In Deutschland führen zahlreiche Straßen, Plätze und Kirchen den Kaiser im Namen. In Berlin sind aktuell beispielsweise die Kaiser-Wilhelm-Gedächtniskirche, eine Kaiser-Wilhelm-Straße in Lankwitz und ein Kaiser-Wilhelm-Platz in Steglitz nach dem Kaiser benannt. Bis zum März 2022 hieß der Richard-von-Weizsäcker-Platz in Berlin-Schöneberg Kaiser-Wilhelm-Platz. Der Fehrbelliner Reitermarsch trägt auch den Namen Kaiser-Wilhelm-Marsch, da die Textzeile „Wir wollen unseren alten Kaiser Wilhelm wiederhaben“ sich auf Wilhelm I. bezieht.

#### Porträts und Karikaturen

Porträts und Karikaturen (Auswahl)
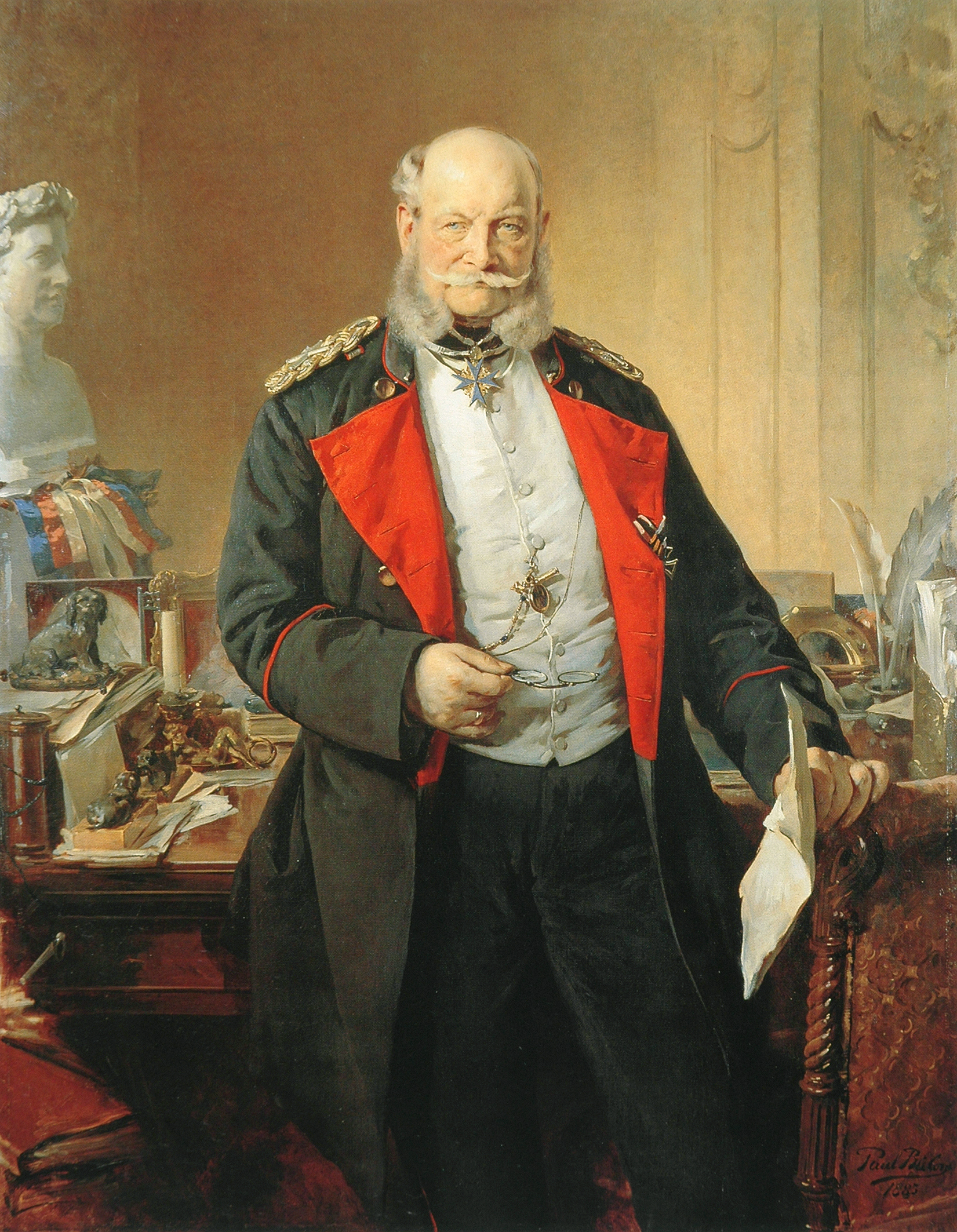
Die 1883 entstandene Ansicht zeigt Wilhelm im Arbeitszimmer des Alten Palais in Berlin. In der linken Hand hält er ein Schriftdokument, in der rechten einen Zwicker. Im Hintergrund ist sein mit Schreibutensilien und persönlichen Gegenständen voll gestellter Schreibtisch zu sehen. Die Szene suggeriert, dass Wilhelm seine Arbeit gerade erst eingestellt hat, um einen Gast – in diesem Fall den Bildbetrachter – zu empfangen.[220] Wilhelm I. in seinem Arbeitszimmer, Hofmaler Paul Bülow, 1883 entstanden, Ausstellungsort unbekannt
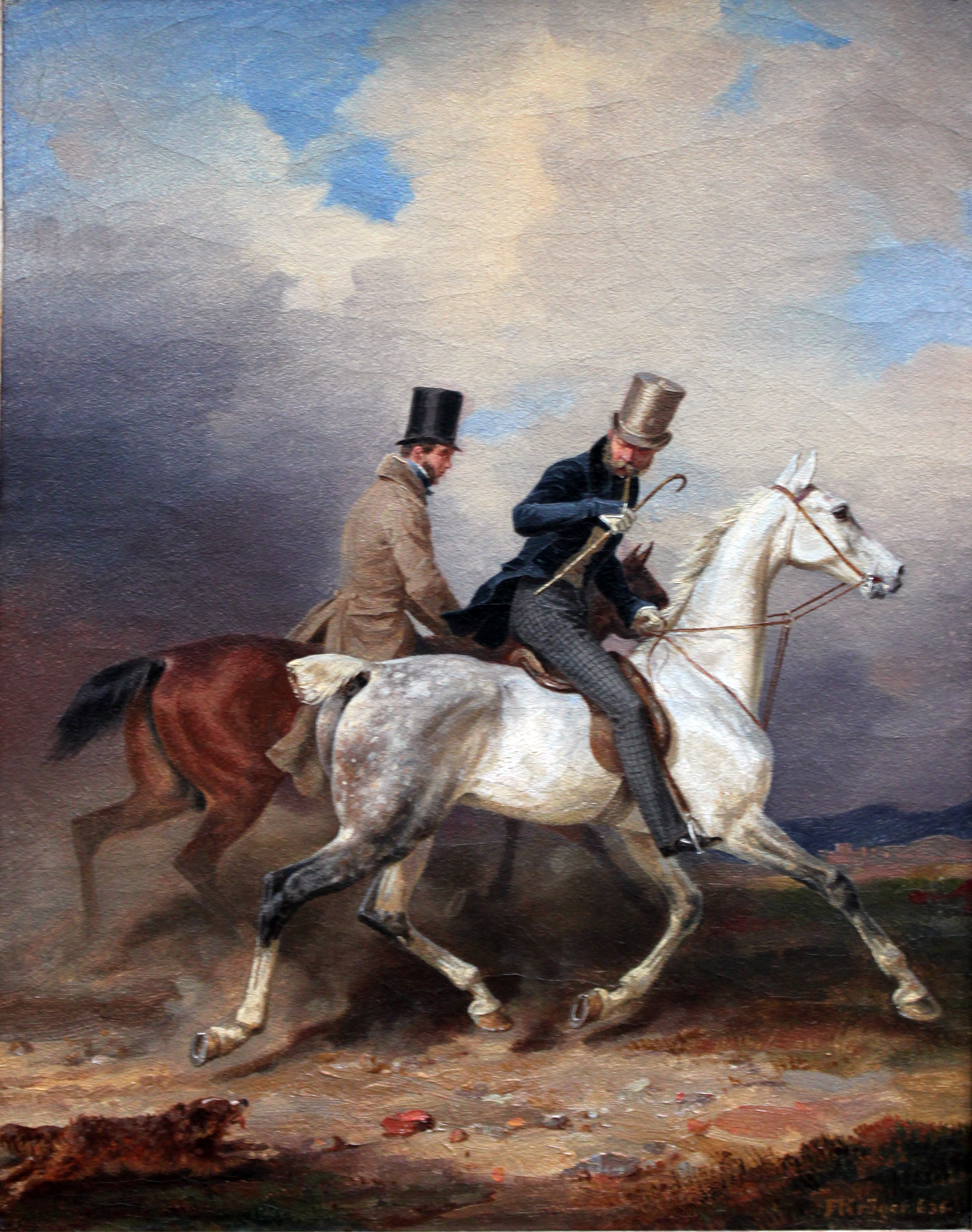
Das Gemälde von 1836 zeigt Prinz Wilhelm beim Ausritt mit Franz Krüger, dem Maler des Bildes. Es verzichtet weitgehend auf höfische Repräsentativität, sowohl der Prinz als auch der Maler tragen bürgerliche Kleidung und Zylinderhüte. Die Standesunterschiede werden jedoch nicht vollständig aufgehoben, da Wilhelm im Vordergrund gezeigt wird und ein vornehmer wirkendes, weißes Pferd reitet. Ausritt des Prinzen Wilhelm in Begleitung des Künstlers, Franz Krüger, Öl auf Leinwand, 1836, Alte Nationalgalerie
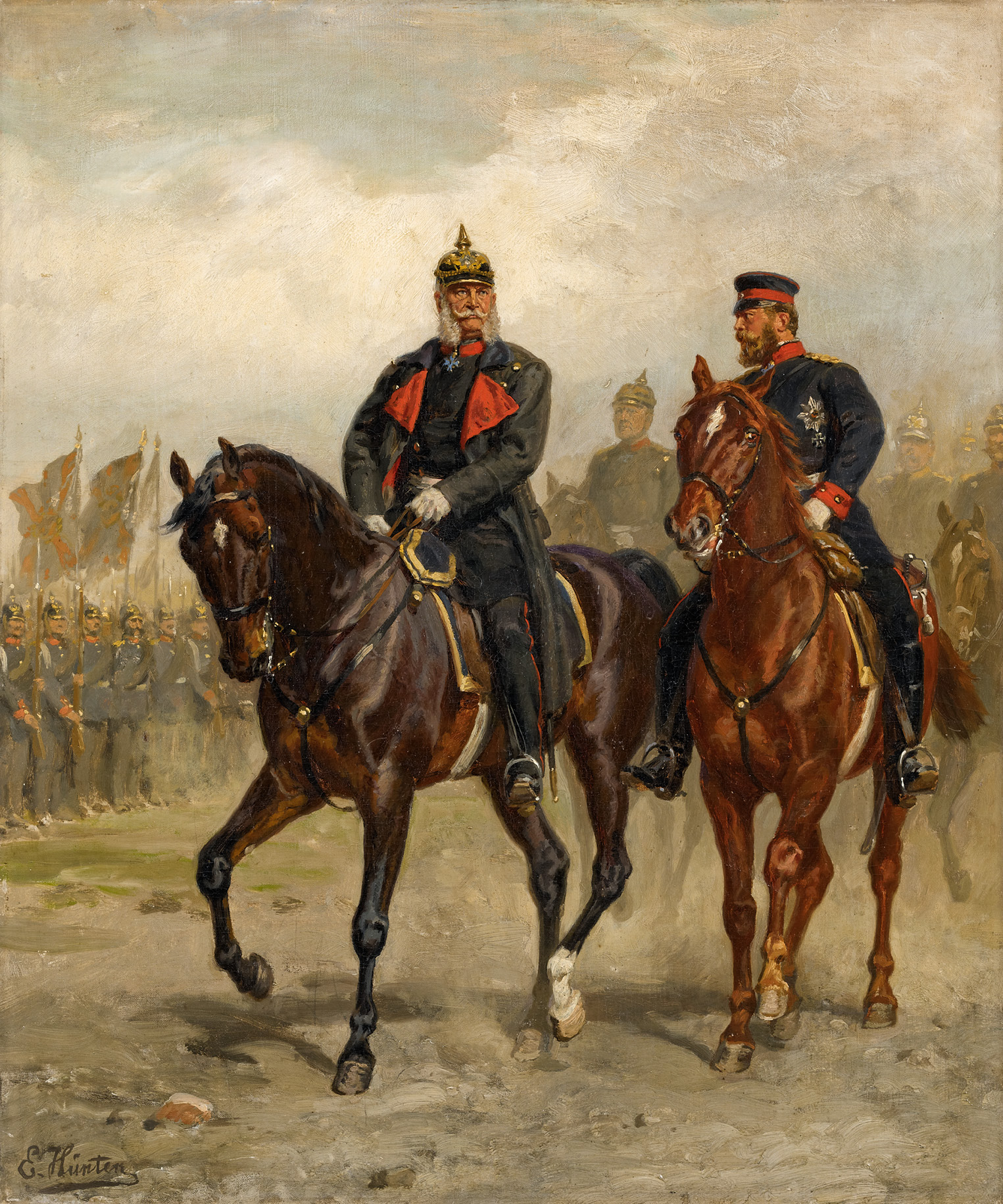
In dem undatierten Gemälde sind Kaiser Wilhelm I. und Kronprinz Friedrich in vorderster Reihe zu sehen. Sie reiten auf braunen Pferden und nehmen eine Parade ab. In zweiter Reihe angedeutet ist unter anderem Generalstabschef Helmuth von Moltke. Am linken Bildrand ist die Signatur E. Hünten zu erkennen. Sie verweist auf den Schlachtenmaler Emil Hünten, Ausstellungsort unbekannt
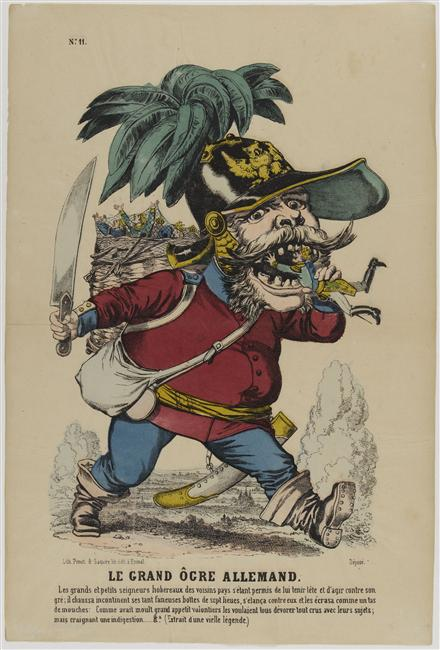
In der französischen Karikatur hält ein riesenhafter König Wilhelm I. in einer Kiepe mehrere deutsche Fürsten gefangen. Er führt ein großes Messer mit sich und ist im Begriff, das erste gekrönte Haupt zu verspeisen. Die Karikatur spielt auf die preußischen Annexionen 1866 an. „Le grand ogre allemand“ (Der große deutsche Menschenfresser, Darstellung von Alphonse Lévy, Musée des Civilisations de l’Europe et de la Méditerranée)

Die Darstellung Wilhelms wird von zwei gegensätzlichen Porträttypen geprägt. Es existieren einerseits traditionelle Herrscherbildnisse, die den Monarchen mit den typischen Zeichen seiner Macht in Szene setzen (Krone, Zepter, Krönungsmantel). Andererseits ließ sich der Kaiser in bürgerlichem Zuschnitt als Privatmann porträtieren. Viele Porträts zeigten Wilhelm genreartig bei alltäglichen Situationen. Diese Bilder wurden meist für Museen oder bürgerliche Auftraggeber geschaffen und sollten den Kaiser nach Meinung des Kunsthistorikers Jürgen Wurst als „liebenswürdige[n], gütigen[n] und tugendreiche[n] Großvater der Nation“ erscheinen lassen. Das Bürgertum hätte Wilhelm damit zu einem Vorbild seiner eigenen Werte umgedeutet.
Viele Bilder glorifizieren Wilhelm I. als Feldherrn, der auf einem Pferd sitzt und ein Schlachtfeld von einem Feldherrenhügel aus beobachtet. Er ist von seinem Gefolge im Gelände leicht entrückt positioniert und wird somit als die zentrale Figur hervorgehoben. Bei anderen Motiven lässt er sich nach siegreicher Schlacht von seinen Soldaten huldigen oder hält sich mit diesen am Lagerfeuer auf.
Karikaturen des Kaisers waren aufgrund einer eingeschränkten Pressefreiheit vor allem außerhalb Deutschlands verbreitet. In den satirischen Darstellungen des viktorianischen Großbritanniens spielte Wilhelm bis zum Ende des Deutsch-Französischen Krieges eine bedeutendere Rolle als Bismarck. Er stand stellvertretend für die Politik Preußens und Deutschlands. Die britischen Karikaturen zeigten ihn daher meist als gewalttätigen Kriegsherrn oder halbabsolutistischen Despoten, der nicht auf seine Berater hört. Diese Art der Darstellung nahm in vieler Hinsicht die späteren Karikaturen Wilhelms II. während des Ersten Weltkrieges vorweg. Zwischen dem Tod Wilhelms I. 1888 und dem Ersten Weltkrieg wurde der Herrscher kurzzeitig in Abgrenzung zu dem regierenden Wilhelm II. als Idealtypus des tugendhaften Monarchen inszeniert. Ab 1914 wurde dann aus britischer Perspektive die aggressive deutsche Außenpolitik als Fortsetzung der Einigungskriege Wilhelms I. illustriert. Nach Ansicht des Historikers Ulrich Hägele entwickelte sich Wilhelm I. neben Bismarck und dem Erfinder des Zündnadelgewehrs Johann Nikolaus von Dreyse auch in französischen Karikaturen und Bilderbögen zu einem „Prototyp des bösen Deutschen“. Zurückzuführen sei dies auf die Niederlage Frankreichs im Deutsch-Französischen Krieg.

### Forschung

#### Debatte um Wilhelms „historische Größe“
Im Deutschen Kaiserreich existierten zwei historiographische Erzählstränge zu Wilhelm I. Ein Narrativ knüpfte an die von Wilhelm II. geförderte Stilisierung zu Wilhelm dem Großen an, setzte sich in der Bevölkerung des Kaiserreiches jedoch ebenso wenig durch wie in der Historiographie. Dies lag an der Dominanz des Kultes um Otto von Bismarck. Der Reichskanzler wurde als der eigentliche Initiator der Reichsgründung wahrgenommen. In der Folge kritisierten zeitgenössische Kommentare die von Wilhelm II. betriebene Verherrlichung seines Großvaters als ungebührende Marginalisierung der Rolle Bismarcks. So äußerte der Politiker Theodor Barth, dass die absolutistischen Zeiten, in denen Herrscher als die Großen gefeiert wurden, der Vergangenheit angehören. Auch Heinrich von Sybels siebenbändiges Werk Die Begründung des Deutschen Reiches durch Wilhelm I. rückt vor allem die außenpolitischen Leistungen des preußischen Ministerpräsidenten in den Vordergrund. Der wilhelminische Historiker attestierte dem Monarchen zwar, ein „willensstarke[r] König“ gewesen zu sein. Wilhelm habe sich jedoch vor seinen Entscheidungen stets erst „das Urtheil des amtlichen Vertreters des betreffenden Ressorts“ angehört. Einer bismarckzentrierten Interpretation folgte auch die 1897 erstmals veröffentlichte Kaiserbiographie des Historikers Erich Marcks. Sie wurde bis 1943 in neun Auflagen herausgegeben. Marcks versuchte Wilhelms politischen Einfluss über dessen persönliches Verhältnis zum Reichskanzler zu ermitteln. Er meinte, dass ohne den „Zwang [seines Ministers] […] König Wilhelm […] zu keinem der großen Ergebnisse seiner Regierung gekommen“ wäre. Nach Meinung des Historikers Wolfgang Neugebauer ist Marcks als späterer Bismarck-Biograph „Verfasser einer noch heute nicht ersetzten Biographie Wilhelms I.“ Bedeutend mache die Arbeit, dass sie in ihrer Zeit bereits „eine vorsichtige Distanzierung von der amtlichen Stilisierung dieses altpreußischen Monarchen“ vornahm. Wilhelm werde ausdrücklich nicht mehr als „Wilhelm der Große“ bezeichnet. Nach Ansicht von Otto Pflanze endeten Versuche, den Monarchen „als Heldenkaiser darzustellen“ aber erst in der Weimarer Republik endgültig.

#### Verhältnis zu Bismarck: Politische Abhängigkeitsverhältnisse und Konfliktaustragungen

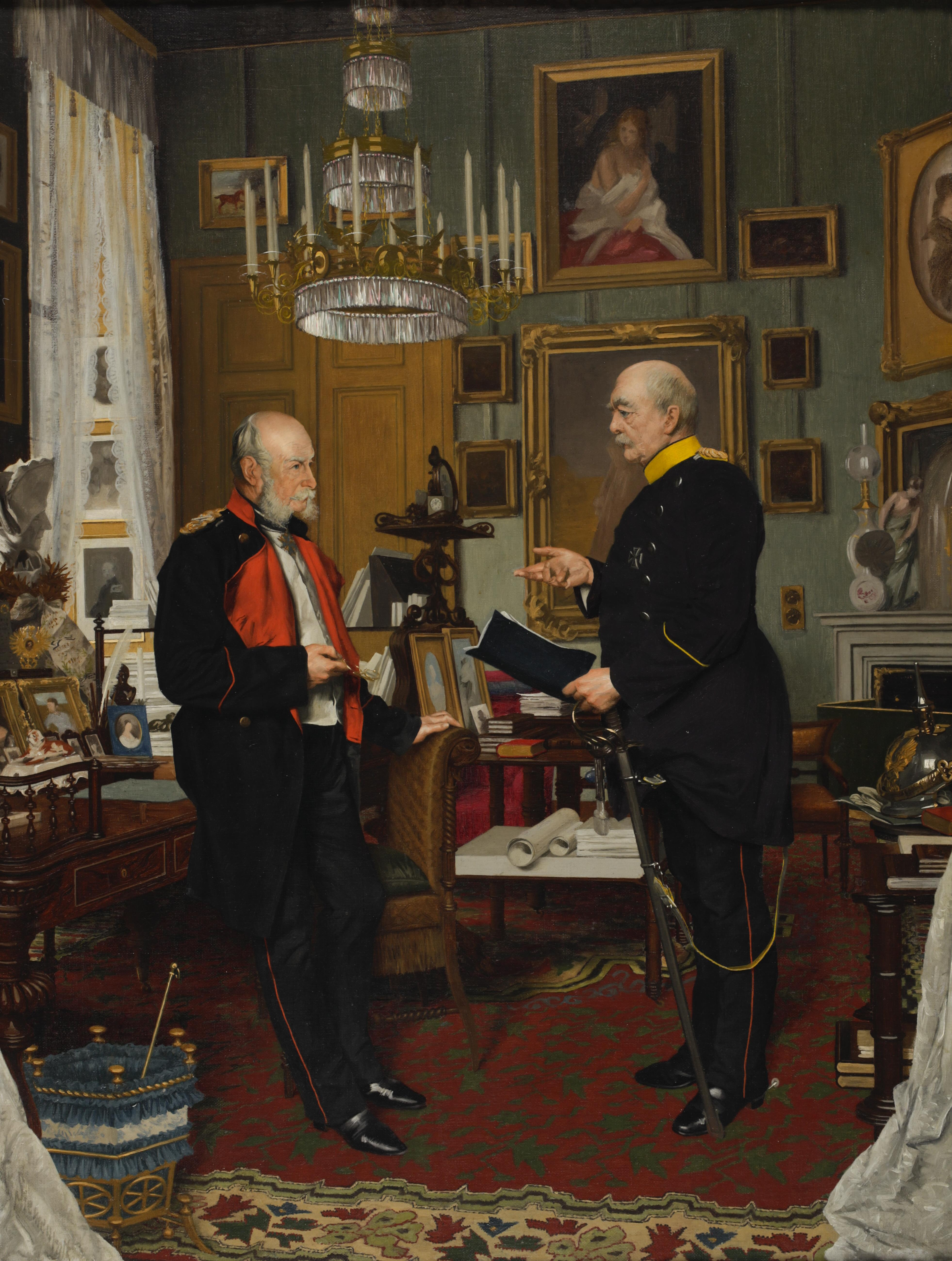
Das Bild Bismarck und Kaiser Wilhelm I. von Konrad Siemenroth gehört wie die Historienbilder Die Proklamierung des deutschen Kaiserreiches (18. Januar 1871) von Anton von Werner oder die Bismarck-Apotheose Ludwig Rudows zu den idealisierten und als Reproduktionen häufig vervielfältigten Darstellungen aus der Zeit des Deutschen Kaiserreiches. Das Bild setzt die Kooperation von Kaiser (links) und Reichskanzler (rechts) in Szene. Beide Figuren stehen im Arbeitszimmer Wilhelms. Während Bismarck Wilhelm etwas vorträgt, lehnt sich der Monarch zuhörend an seinen Schreibtisch.

Bereits im Kaiserreich wurde dem Verhältnis zwischen Wilhelm und Bismarck große Beachtung geschenkt. So schrieb der Reichstagsabgeordnete Ludwig Bamberger Wilhelm den Ausspruch zu: „Es ist nicht leicht, unter einem solchen Kanzler Kaiser zu sein“. Nach Meinung der Historikerin Monika Wienfort konnte das monarchische „Herrschaftsverständnis […] eine solche Umkehrung der Hierarchie eigentlich nicht zulassen“. Der im Dienst des Reichskanzlers stehende Arthur von Brauer kam zu einem anderen Ergebnis. Bismarck scheue zwar „vor keinem Kampf mit Volksvertretung, Ministerkollegen oder fremden Regierungen“ zurück, versuche aber möglichst „jeder Mißhelligkeit mit seinem königlichen Herrn ängstlich aus dem Wege“ zu gehen. Bismarck selbst stellte den Kaiser in seinen Memoiren, den „Gedanken und Erinnerungen“ in den Worten des Historikers Jan Markert als „entscheidungsschwachen“ und „widerwillig, von Bismarck überherrschten“ Monarchen dar. Bismarcks Version von seiner eigenen überragenden Rolle in der Politik wurde durch die zwischen 1924 und 1935 herausgegebenen Friedrichsruher Beiträge verbreitet. Eine vergleichbare editorische Erfassung der Schriften Wilhelms I. blieb dagegen ein Desiderat der Forschung. Der Historiker Johannes Schultze edierte 1924, 1927, 1930 und 1931 lediglich die vor 1871 verfassten Briefe Wilhelms.
Die Einstufung als politisch unbedeutender Monarch hielt sich auch nach 1945: Hans Herzfeld urteilte 1950, dass Wilhelm seit der Berufung seines langjährigen Ministerpräsidenten „nur noch der Monarch [gewesen sei], der Bismarck im Amte hielt und seine Wirksamkeit ermöglichte“. Für Manfred Görtemaker (1989) war er ein „König gewordener ‚Kartätschen-Prinz‘, der hauptsächlich in militärischen Kategorien dachte“. Aus Furcht vor einer drohenden Revolution sei er schnell von seinem liberaleren Kurs während der „Neuen Ära“ abgerückt und hätte die Politik danach Bismarck überlassen. Nach Thomas Nipperdey beschränkte sich seine „eigentliche historische Tat“ im Wesentlichen auf „die Entscheidung für den Heeres- und Verfassungskonflikt in Preußen und [… auf] die Berufung Bismarcks“. Unter Bismarcks Führung habe der Monarch nur noch „eine andere, nicht mehr initiative Rolle der konstitutionellen Macht im Hintergrund [… und] der Repräsentation“ gespielt.
Diese Bewertung wird von den Historikern Jan Markert und Frederik Frank Sterkenburgh bestritten. Markert meint, dass das frühe Kaiserreich nicht „als Bismarckreich charakterisiert werden“ könne. Wilhelm habe „auch in den 1870er und 1880er Jahren seine entscheidungspolitisch zentrale Stellung behaupte[t]“. Die bisher marginalisierte Rolle Wilhelms lässt sich laut Markert „aus den Quellen und angesichts der breitgefächerten Fragestellung der modernen Monarchieforschung nicht mehr rechtfertigen“. Laut Markert überließ Wilhelm ab 1871 dem Reichskanzler zwar zunehmend „die Auseinandersetzung mit Parlament und Öffentlichkeit“, beeinflusste dafür aber stark Bismarcks Kurs. Mit dem Reichskanzler hätten zudem auch das Militärkabinett, der Generalstab und seine Gemahlin Augusta um die Gunst des Herrschers konkurriert. Da allein der Kaiser Bismarck im Amt hielt, habe dieser keine Politik gegen den „Allerhöchsten Willen“ führen können. Sterkenburgh stuft Wilhelms politische Rolle nach 1871 insgesamt als zwiespältig ein. Der Kaiser habe es einerseits verstanden, seine monarchischen Vorrechte zu verteidigen. Er hielt beispielsweise an der Praxis fest, Berichte seiner Regierungsbeamten entgegenzunehmen. Andererseits hätten Wilhelms Alter, die wachsende Komplexität der Regierungspolitik und der europaweite Rückgang einer dynastisch gelenkten Außenpolitik Bismarcks Einfluss zunehmend erhöht. Zumindest ab den späten 1870er Jahren zog sich der Monarch demnach langsam aus dem Regierungsalltag zurück.
Der Historiker Christopher Clark bilanziert, dass Bismarck „zwar im Allgemeinen die Oberhand behielt.“ Der Kaiser habe sich „gelegentlich“ aber auch gegen Bismarck behaupten können. Mommsen zufolge sei der in „einem simplizistischen konservativen Weltbild“ verhaftete Wilhelm bei manchen Gelegenheiten von Bismarck völlig im Dunkeln gelassen und von diesem erfolgreich manipuliert worden. Thomas Nipperdey betont, dass Bismarck bei den Entscheidungsprozessen „um den Monarchen ringen mußte“. Dennoch stuft er „die Politik zwischen 1871 und 1888 [als] Bismarcks Politik“ ein. Der Historiker Hans-Ulrich Wehler hielt Wilhelm 1987 ebenfalls für einen historischen Nebenakteur. Wehler hält es für glaubhaft, wenn Bismarck bekannte, „in allem, nur nicht dem Namen nach [als] Herr von Deutschland“ agiert zu haben. Wilhelm gilt bis heute teils als passiver Politikbeobachter, der im Schatten Bismarcks stand. Der Kaiser wurde nach Meinung von Robert-Tarek Fischer meist als „soldatisch, sparsam, manchmal störrisch, im Wesentlichen aber fremdgesteuert“ charakterisiert.
Kennzeichnend für das Verhältnis zwischen Wilhelm und Bismarck waren nach Meinung des Historikers Dennis Showalter heftige Gefühlsausbrüche, bei denen beide Seiten häufig in Tränen ausbrachen und Bismarck mit Rücktritt drohte. Nach Showalter hätte dies den Sinn gehabt, die Auseinandersetzung zu verhäuslichen. Bismarck habe eine „weibliche“ Rolle eingenommen, indem er nicht mehr rational, sondern nur noch emotional reagierte. Nach Showalter stand Wilhelm dadurch gegenüber Bismarck weniger in der Position eines unnachgiebigen Soldaten und Monarchen, was es ihm in einer hausväterlichen Rolle möglich gemacht habe, Bismarcks Ansinnen teils nachzugeben. Christoph Nonn geht dagegen von nur „gelegentlichen Zusammenstößen“ aus. Wilhelm und Bismarck hätten insgesamt doch als funktionierendes „politisches Team“ agieren können. Die Historikerin Birgit Aschmann sieht in Bismarcks Gefühlsausbrüchen zumindest „zwischenzeitlich“ Parallelen zu dem Verhalten „von Günstlingen aus der Frühen Neuzeit“. Es handle sich nicht allein um echte Ermüdungserscheinungen, sondern eine „devote Selbstpositionierung des mächtigen Untertans“. Diese demutsvolle Haltung habe es dem König erleichtert, „eine Entscheidung im Sinne Bismarcks“ zu treffen. Der Bismarck-Biograf Jonathan Steinberg schildert die Kämpfe, die Bismarck und die Kaiserin jahrzehntelang um die Kontrolle über den emotionalen und beiden geistig nicht ebenbürtigen Wilhelm führten, als äußerst nervenzehrend, zumal der misogyne Bismarck mit starken Frauen nicht habe umgehen können.

#### Debatte um die nationale Ausfüllung des Kaisertums
Es ist umstritten, inwieweit Wilhelm national gesinnt war und sich entsprechend präsentierte. Laut Christopher Clark blieb Wilhelm „im Grunde bis zu seinem Tod […] preußischer König“. Erst Wilhelm II., sein Enkel, habe sich als nationaler Monarch inszeniert. Dieser Bewertung widerspricht Frederik Frank Sterkenburgh. Er argumentiert, dass der damalige deutsche Nationalismus sich stark auf dynastisch-föderale Traditionen stützte. Da sich in Wilhelms Verständnis die deutsche Nation aus der Summe ihrer Gliedstaaten und einzelnen fürstlichen Repräsentanten zusammengesetzt habe, sei es für ihn kein Widerspruch gewesen, sowohl als Verkörperung Preußens als auch Deutschlands aufzutreten. Daher hält Sterkenburgh die Interpretation von Wilhelm als „Erzpreuße“, den das nationale Modell überfordert habe, für eine nachträgliche Fehldeutung aus den 1890er Jahren. Nach Einschätzung von Jan Markert stand Wilhelm persönlich dem deutschen Nationalismus fern: Für ihn sei die Nationalbewegung lediglich ein „Mittel zum Zweck des Machterhalts“ gewesen. Wilhelm sei sich jedoch „des politischen Gewichts seiner neuen gesamtdeutschen Stellung bewusst“ gewesen. Obwohl er qua Reichsverfassung unter den deutschen Bundesfürsten formal nur als Erster unter Gleichen vorgesehen war, sei er faktisch in die „Rolle eines Reichsmonarchen“ geschlüpft. Oliver Haardt meint dagegen, dass die „Monarchisierung des Kaiseramtes […] weniger mit der Amtsführung Wilhelms zu tun“ hatte. Vielmehr habe eine generelle Zentralisierung des Regierungssystems die legislativen und exekutiven Befugnisse des Kaiseramtes erweitert. Die wesentlichen Entwicklungen seien hier noch unter Wilhelm I. umgesetzt worden. Trotzdem habe sich der erste deutsche Kaiser noch eher in der föderalistischen Tradition der Reichsverfassung als „preußische[r] Reichsfürst“ und nicht – wie später Wilhelm II. – als „unitarische[r] Reichsmonarch“ dargestellt.

#### Biographien
Eine heutigen wissenschaftlichen Standards entsprechende Biographie fehlte lange. Wilhelm-Biographien von Franz Herre 1980, Karl-Heinz Börner 1984, Guntram Schulze-Wegener 2015 und Robert-Tarek Fischer 2020 haben laut Markert daran nichts wesentlich geändert. Auch der Historiker Tobias Hirschmüller hält die Darstellungen von Herre und Börner für „populärwissenschaftlich“. Beide Biographien mäßen wie bereits die vorhergehende Forschung „dem Hohenzollern nur eine im besten Fall periphere Rolle bei“. Der 2017 von dem Militärhistoriker Guntram Schulze-Wegener veröffentlichten Monographie „Wilhelm I. Deutscher Kaiser – König von Preußen – Nationaler Mythos“ bescheinigt Hirschmüller zwar „tradierte Bilder [… wie die des politisch schwachen Monarchen] hinterfragen“ zu wollen. Letztlich trage Schulze-Wegener jedoch zu keinen neuen Erkenntnissen bei. Hirschmüller führt dies vor allem auf nicht ausgewertete Archivquellen zurück.
Die 2020 erschienene Biographie Wilhelm I. Vom preußischen König zum ersten Deutschen Kaiser von Robert-Tarek Fischer stellt nach Ansicht von Manfred Hanisch ebenfalls die bisherige Sicht nicht grundsätzlich in Frage. Der Kaiser stünde auch in dieser Schilderung eher weiterhin „im Schatten seines Kanzlers“. Fischer meine zwar, dass Wilhelm sich seit den 1870er Jahren nicht vollständig aus der Politik zurückzog. Er halte Bismarck aber in der Innen- und Außenpolitik eindeutig für die prägende Figur. Laut Hanisch liefere Fischer jedoch in einem Feld neue Erkenntnisse: So sei Wilhelm kein unbedeutender Faktor „für die Militarisierung der deutschen Gesellschaft, ihre Formierung nach konservativen Maßstäben und für ihr Zusammenwachsen im neuen preußisch-dominierten Reich“ gewesen.
2025 erschien eine biographische Studie des Historikers Jan Markert, die sich auf Wilhelms Wirken zwischen 1840 und 1866 beschränkt. Es handelt sich um die gekürzte Version seiner Dissertation. Markert wendet sich gegen die Auffassung, wonach konstitutionelle Monarchen wie Wilhelm I. nur noch eine „primär zeremonielle oder repräsentative“ Rolle übrig blieb. Er versucht vor allem auf Basis von Wilhelms persönlicher Korrespondenz nachzuweisen, dass der Prinzregent und König der dominierende Akteur in der Berliner Politik gewesen sei. Preußen und auch das Deutsche Kaiserreich habe sich nie zu einem „Bismarckreich“ entwickeln können. Laut dem Historiker Dieter Langewiesche übersieht Markerts Interpretation, dass sich der „Interventionsstaat über die Fähigkeit des Monarchen zur Selbstherrschaft hinaus“ erweiterte. Die Parteien und das Parlament hätten gegenüber der Monarchie deutlich an politischem Gewicht gewonnen, was jedoch aufgrund der verengten preußisch-royalen Perspektive weitgehend unberücksichtigt bleibe.

## Vorfahren
| Ahnentafel Wilhelm I.         | Ahnentafel Wilhelm I.                                                                                      | Ahnentafel Wilhelm I. | Ahnentafel Wilhelm I.                                                                                          | Ahnentafel Wilhelm I. | Ahnentafel Wilhelm I. | Ahnentafel Wilhelm I. | Ahnentafel Wilhelm I. | Ahnentafel Wilhelm I.                                                                                           |
| ----------------------------- | --- | --- | --- | --- | --- | --- | --- | --- |
| Ururgroßeltern                | König Friedrich Wilhelm I. (Preußen) (1688–1740) ⚭ 1706 Sophie Dorothea von Hannover (1687–1757)           | Herzog Ferdinand Albrecht II. von Braunschweig-Wolfenbüttel (1680–1735) ⚭ 1712 Antoinette Amalie von Braunschweig-Wolfenbüttel (1696–1762) | Herzog Christian III. (Pfalz-Zweibrücken) (1674–1735) ⚭ 1719 Karoline von Nassau-Saarbrücken (1704–1774)       | Landgraf Ludwig VIII. (Hessen-Darmstadt) (1691–1768) ⚭ 1717 Charlotte Christine Magdalene Johanna von Hanau-Lichtenberg (1700–1726) | Landgraf Ludwig VIII. (Hessen-Darmstadt) (1691–1768) ⚭ 1717 Charlotte Christine Magdalene Johanna von Hanau-Lichtenberg (1700–1726) | Graf Christian Karl Reinhard von Leiningen-Dagsburg-Falkenburg (1695–1766) ⚭ 1726 Katharina Polyxena von Solms-Rödelheim (1702–1765) | Herzog Adolf Friedrich II. (Mecklenburg) (1658–1708) ⚭ 1705 Christiane Emilie Antonie von Schwarzburg-Sondershausen (1681–1715) | Herzog Ernst Friedrich I. (Sachsen-Hildburghausen) (1681–1724) ⚭ 1704 Sophia Albertine von Erbach (1683–1742)   |
| Urgroßeltern                  | Prinz August Wilhelm von Preußen (1722–1758) ⚭ 1742 Luise Amalie von Braunschweig-Wolfenbüttel (1722–1780) | Prinz August Wilhelm von Preußen (1722–1758) ⚭ 1742 Luise Amalie von Braunschweig-Wolfenbüttel (1722–1780)                                 | Landgraf Ludwig IX. (Hessen-Darmstadt) (1719–1790) ⚭ 1741 Henriette Karoline von Pfalz-Zweibrücken (1721–1774) | Landgraf Ludwig IX. (Hessen-Darmstadt) (1719–1790) ⚭ 1741 Henriette Karoline von Pfalz-Zweibrücken (1721–1774)                      | Prinz Georg Wilhelm von Hessen-Darmstadt (1722–1782) ⚭ 1748 Maria Luise Albertine von Leiningen-Dagsburg-Falkenburg (1729–1818)     | Prinz Georg Wilhelm von Hessen-Darmstadt (1722–1782) ⚭ 1748 Maria Luise Albertine von Leiningen-Dagsburg-Falkenburg (1729–1818)      | Karl zu Mecklenburg (1708–1752) ⚭ 1735 Elisabeth Albertine von Sachsen-Hildburghausen (1713–1761)                               | Karl zu Mecklenburg (1708–1752) ⚭ 1735 Elisabeth Albertine von Sachsen-Hildburghausen (1713–1761)               |
| Großeltern                    | König Friedrich Wilhelm II. (Preußen) (1744–1797) ⚭ 1769 Friederike von Hessen-Darmstadt (1751–1805)       | König Friedrich Wilhelm II. (Preußen) (1744–1797) ⚭ 1769 Friederike von Hessen-Darmstadt (1751–1805)                                       | König Friedrich Wilhelm II. (Preußen) (1744–1797) ⚭ 1769 Friederike von Hessen-Darmstadt (1751–1805)           | König Friedrich Wilhelm II. (Preußen) (1744–1797) ⚭ 1769 Friederike von Hessen-Darmstadt (1751–1805)                                | Großherzog Karl II. (Mecklenburg) (1741–1816) ⚭ 1768 Friederike Caroline Luise von Hessen-Darmstadt (1752–1782)                     | Großherzog Karl II. (Mecklenburg) (1741–1816) ⚭ 1768 Friederike Caroline Luise von Hessen-Darmstadt (1752–1782)                      | Großherzog Karl II. (Mecklenburg) (1741–1816) ⚭ 1768 Friederike Caroline Luise von Hessen-Darmstadt (1752–1782)                 | Großherzog Karl II. (Mecklenburg) (1741–1816) ⚭ 1768 Friederike Caroline Luise von Hessen-Darmstadt (1752–1782) |
| Eltern                        | König Friedrich Wilhelm III. (Preußen) (1770–1840) ⚭ 1793 Luise von Mecklenburg-Strelitz (1776–1810)       | König Friedrich Wilhelm III. (Preußen) (1770–1840) ⚭ 1793 Luise von Mecklenburg-Strelitz (1776–1810)                                       | König Friedrich Wilhelm III. (Preußen) (1770–1840) ⚭ 1793 Luise von Mecklenburg-Strelitz (1776–1810)           | König Friedrich Wilhelm III. (Preußen) (1770–1840) ⚭ 1793 Luise von Mecklenburg-Strelitz (1776–1810)                                | König Friedrich Wilhelm III. (Preußen) (1770–1840) ⚭ 1793 Luise von Mecklenburg-Strelitz (1776–1810)                                | König Friedrich Wilhelm III. (Preußen) (1770–1840) ⚭ 1793 Luise von Mecklenburg-Strelitz (1776–1810)                                 | König Friedrich Wilhelm III. (Preußen) (1770–1840) ⚭ 1793 Luise von Mecklenburg-Strelitz (1776–1810)                            | König Friedrich Wilhelm III. (Preußen) (1770–1840) ⚭ 1793 Luise von Mecklenburg-Strelitz (1776–1810)            |
| Kaiser Wilhelm I. (1797–1888) | | | | | | | | |

## Nachfahren
| Kaiser Wilhelm I. (1797–1888) ⚭ 1829 Augusta von Sachsen-Weimar-Eisenach (1811–1890) | Kaiser Wilhelm I. (1797–1888) ⚭ 1829 Augusta von Sachsen-Weimar-Eisenach (1811–1890) | Kaiser Wilhelm I. (1797–1888) ⚭ 1829 Augusta von Sachsen-Weimar-Eisenach (1811–1890) | Kaiser Wilhelm I. (1797–1888) ⚭ 1829 Augusta von Sachsen-Weimar-Eisenach (1811–1890) | Kaiser Wilhelm I. (1797–1888) ⚭ 1829 Augusta von Sachsen-Weimar-Eisenach (1811–1890) | Kaiser Wilhelm I. (1797–1888) ⚭ 1829 Augusta von Sachsen-Weimar-Eisenach (1811–1890) | Kaiser Wilhelm I. (1797–1888) ⚭ 1829 Augusta von Sachsen-Weimar-Eisenach (1811–1890) | Kaiser Wilhelm I. (1797–1888) ⚭ 1829 Augusta von Sachsen-Weimar-Eisenach (1811–1890) | Kaiser Wilhelm I. (1797–1888) ⚭ 1829 Augusta von Sachsen-Weimar-Eisenach (1811–1890) | Kaiser Wilhelm I. (1797–1888) ⚭ 1829 Augusta von Sachsen-Weimar-Eisenach (1811–1890) | Kaiser Wilhelm I. (1797–1888) ⚭ 1829 Augusta von Sachsen-Weimar-Eisenach (1811–1890) | Kaiser Wilhelm I. (1797–1888) ⚭ 1829 Augusta von Sachsen-Weimar-Eisenach (1811–1890) |
| ------------------------------------------------------------------------------------ | ------------------------------------------------------------------------------------ | ------------------------------------------------------------------------------------ | ------------------------------------------------------------------------------------ | ------------------------------------------------------------------------------------ | ------------------------------------------------------------------------------------ | ------------------------------------------------------------------------------------ | ------------------------------------------------------------------------------------ | ------------------------------------------------------------------------------------ | ------------------------------------------------------------------------------------ | ------------------------------------------------------------------------------------ | ------------------------------------------------------------------------------------ |
| Kinder                                                                               | Kaiser Friedrich III. (1831–1888)                                                    | Kaiser Friedrich III. (1831–1888)                                                    | Kaiser Friedrich III. (1831–1888)                                                    | Kaiser Friedrich III. (1831–1888)                                                    | Kaiser Friedrich III. (1831–1888)                                                    | Kaiser Friedrich III. (1831–1888)                                                    | Kaiser Friedrich III. (1831–1888)                                                    | Kaiser Friedrich III. (1831–1888)                                                    | Großherzogin Luise (1838–1923)                                                       | Großherzogin Luise (1838–1923)                                                       | Großherzogin Luise (1838–1923)                                                       |
| Schwiegerkinder                                                                      | Kaiserin Victoria von Großbritannien und Irland (1840–1901)                          | Kaiserin Victoria von Großbritannien und Irland (1840–1901)                          | Kaiserin Victoria von Großbritannien und Irland (1840–1901)                          | Kaiserin Victoria von Großbritannien und Irland (1840–1901)                          | Kaiserin Victoria von Großbritannien und Irland (1840–1901)                          | Kaiserin Victoria von Großbritannien und Irland (1840–1901)                          | Kaiserin Victoria von Großbritannien und Irland (1840–1901)                          | Kaiserin Victoria von Großbritannien und Irland (1840–1901)                          | Großherzog Friedrich I. von Baden (1826–1907)                                        | Großherzog Friedrich I. von Baden (1826–1907)                                        | Großherzog Friedrich I. von Baden (1826–1907)                                        |
| Enkel                                                                                | Kaiser Wilhelm II. (1859–1941)                                                       | Herzogin Charlotte (1860–1919)                                                       | Heinrich (1862–1929)                                                                 | Sigismund (1864–1866)                                                                | Prinzessin Viktoria (1866–1929)                                                      | Waldemar (1868–1879)                                                                 | Königin Sophie (1870–1932)                                                           | Landgräfin Margarethe (1872–1954)                                                    | Großherzog Friedrich II. von Baden (1857–1928)                                       | Königin Viktoria (1862–1930)                                                         | Ludwig Wilhelm (1865–1888)                                                           |